# Expressionisme

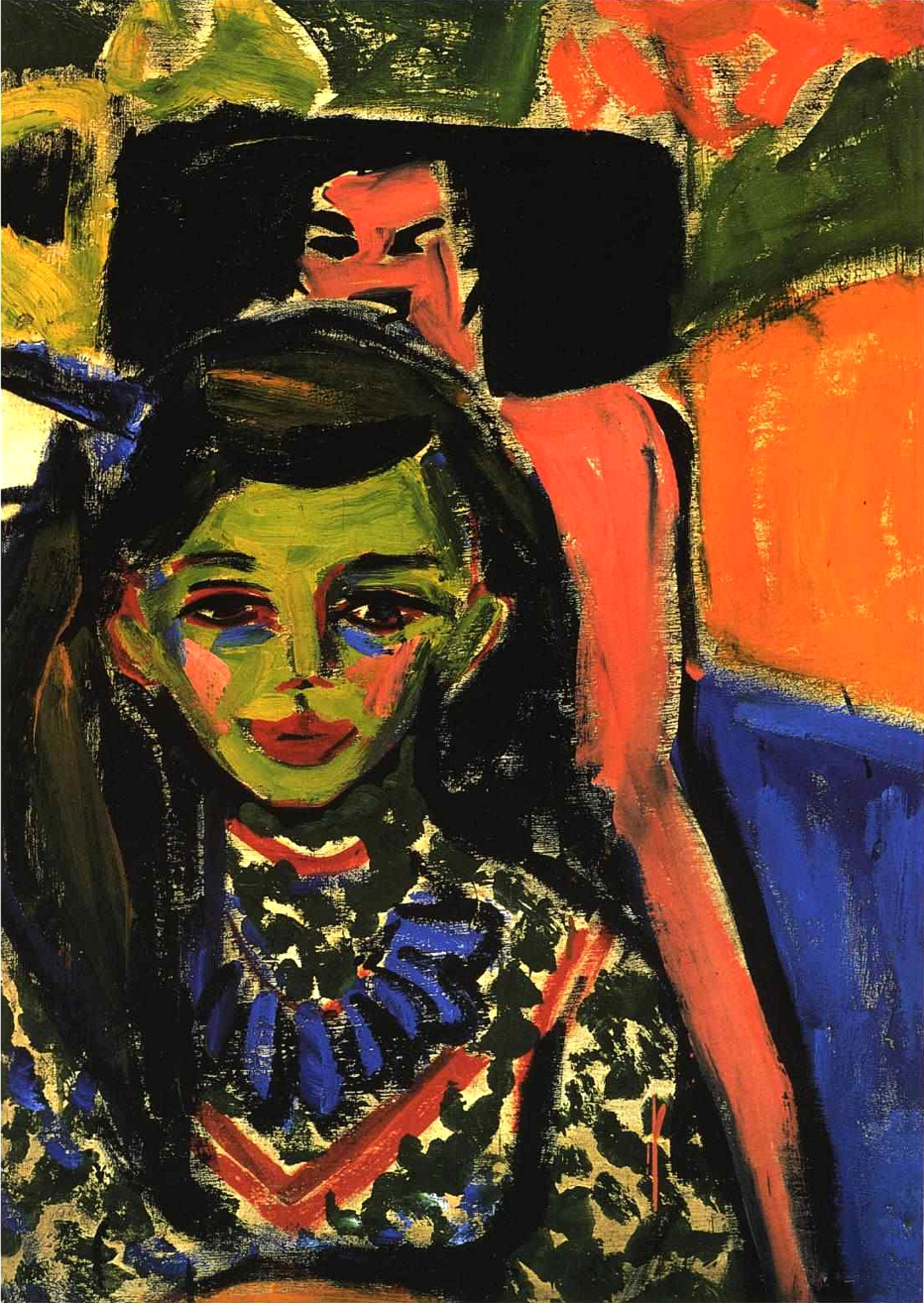
Fränzi davant d'una cadira tallada (1910), d'Ernst Ludwig Kirchner, Museu Thyssen-Bornemisza, Madrid

L'expressionisme fou un moviment cultural sorgit a Alemanya a començaments del segle xx que tingué plasmació en un gran nombre de camps culturals: art, literatura, música, cinema, teatre, dansa, fotografia, etc. La seva primera manifestació fou en el terreny de l'art; va sorgir paral·lelament al fauvisme francès, i fou dels primers moviments de les anomenades avantguardes històriques artístiques. Més que un estil amb característiques pròpies comunes fou un moviment heterogeni, una actitud i una forma d'entendre l'art que aglutinà diversos artistes de tendències molt diverses i diferent formació i nivell intel·lectual. Sorgit com a reacció a l'impressionisme, enfront del naturalisme i el caràcter positivista d'aquest moviment de finals del segle xix, els expressionistes defensaven un art més personal i intuïtiu, en què predominés la visió interior de l'artista —l'«expressió»— enfront de la plasmació de la realitat —la «impressió».
L'expressionisme sol ser entès com la deformació de la realitat per a expressar de manera més subjectiva la natura i l'ésser humà, donant primacia a l'expressió dels sentiments més que a la descripció objectiva de la realitat. Entès d'aquesta forma, l'expressionisme és extrapolable a qualsevol època i espai geogràfic. Així, sovint s'ha qualificat d'expressionista l'obra de diversos autors com Matthias Grünewald, Pieter Brueghel el Vell, El Greco o Francisco de Goya. Alguns historiadors, per a distingir-lo, escriuen expressionisme —en minúscules— com a terme genèric i Expressionisme —en majúscules— per al moviment alemany.
Amb els seus colors violents, la seva temàtica de soledat i de misèria, l'expressionisme va reflectir l'amargor que va envair els cercles artístics i intel·lectuals de la societat alemanya prebèl·lica i d'entreguerres, amargor que provocà un desig vehement de canviar la vida, de cercar noves dimensions a la imaginació, de renovar els llenguatges artístics. Defensava la llibertat individual, la primacia de l'expressió subjectiva, l'irracionalisme, l'apassionament i la temàtica prohibida —el morbós, demoníac, sexual, fantàstic i pervertit. Intentà reflectir una visió subjectiva, una deformació emocional de la realitat, amb el caràcter expressiu dels mitjans plàstics, que cobraren una significació metafísica, obrint els sentits al món interior. Genuïna expressió de l'ànima alemanya, el seu caràcter existencialista, el seu anhel metafísic, la visió tràgica de l'ésser humà en el món li van fer reflex d'aquesta concepció existencial tan nòrdica, tan alliberada en el món de l'esperit, en la preocupació per la vida i la mort. Fidel reflex de les circumstàncies històriques en què es va desenvolupar, l'expressionisme revelà l'indret pessimista de la vida, l'angoixa existencial de l'individu, que ena societat moderna, industrialitzada, es veu alienat, aïllat. Així, mitjançant la distorsió de la realitat, pretenien impactar l'espectador, arribar al seu costat més emotiu.
L'expressionisme no fou un moviment homogeni, sinó de gran diversitat estilística: hi ha un expressionisme modernista (Munch), fauvista (Rouault), cubista i futurista (Die Brücke), surrealista (Klee), abstracte (Kandinski), etc. Tot i que el seu major centre de difusió es donà a Alemanya, també es percep en altres artistes europeus (Modigliani, Chagall, Soutine, Permeke) i americans (Orozco, Rivera, Siqueiros, Portinari). A Alemanya, s'organitzà principalment a l'entorn de dos grups: Die Brücke (fundat el 1905), i Der Blaue Reiter (fundat el 1911), encara que hi van haver alguns artistes no adscrits a cap grup. Després de la Primera Guerra Mundial, aparegué l'anomenada nova objectivitat, que si bé sorgí com a rebuig a l'individualisme expressionista, defensant un caràcter més social de l'art, la seva distorsió formal i el seu colorit intens els va fer hereus directes de la primera generació expressionista.

## Definició

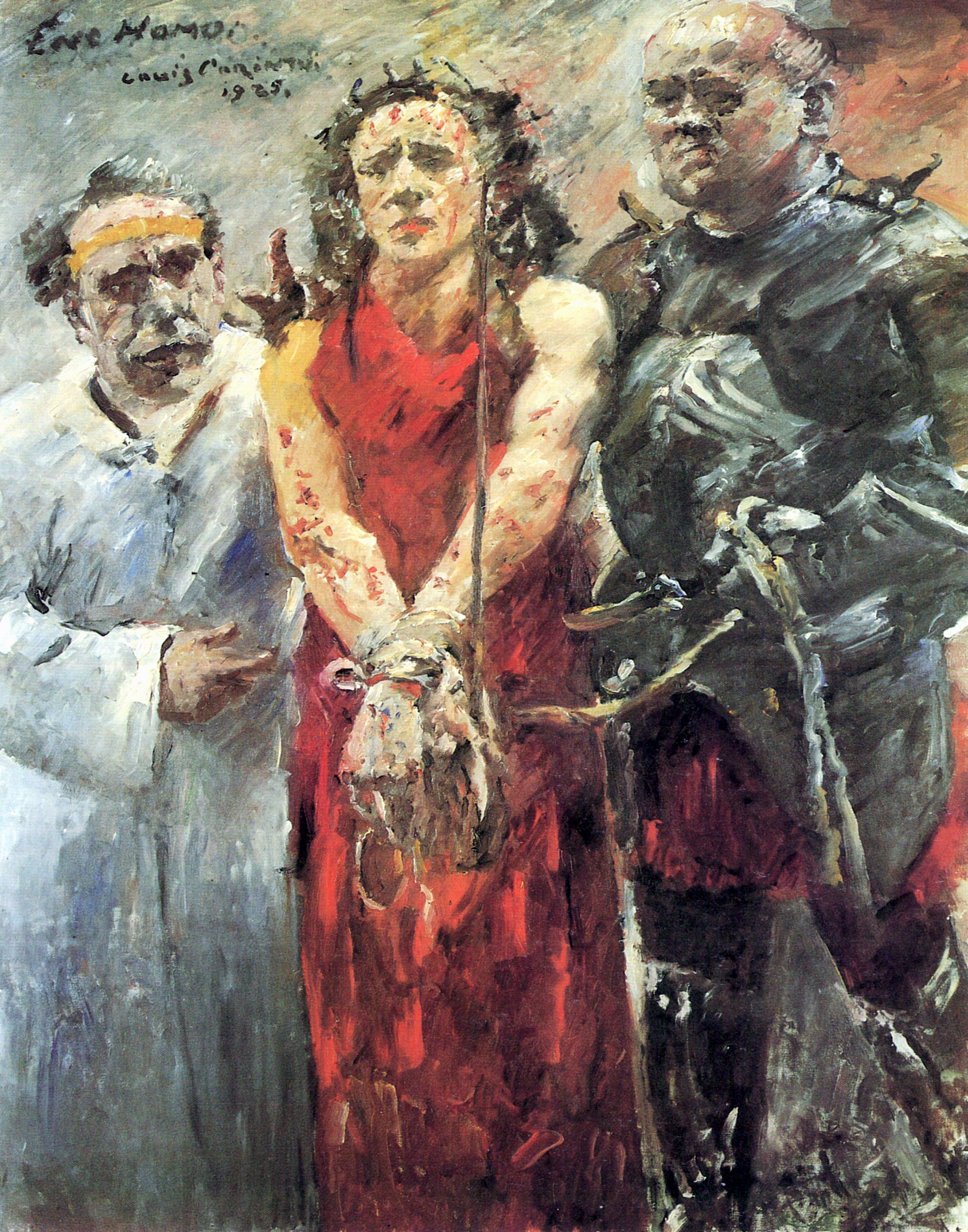
Ecce homo (1925), de Lovis Corinth, Pinacoteca de Basilea

La transició del segle xix al xx comportà nombrosos canvis polítics, socials i culturals: per una banda, el fracàs de la Comuna de París suposà l'auge polític i econòmic de la burgesia, que visqué a les últimes dècades del segle xix un moment de gran esplendor, reflectit en el modernisme, moviment artístic posat al servei del luxe i l'ostentació desplegats per la nova classe dirigent. Amb tot, els processos revolucionaris efectuats des de la Revolució francesa i el temor que es tornessin a repetir van portar les classes polítiques a fer una sèrie de concessions, com les reformes laborals, les assegurances socials i l'ensenyament bàsic obligatori. Així, el descens de l'analfabetisme comportà un augment dels mitjans de comunicació i una major difusió dels fenòmens culturals, que adquireixen major abast i rapidesa de difusió, i sorgí la «cultura de masses».
Per altra banda, els avenços tècnics, especialment en el terreny de l'art l'aparició de la fotografia i el cinema, van portar l'artista a plantejar-se la funció de la seva feina, que ja no consistia a imitar la realitat, ja que les noves tècniques ho feien de manera més objectiva, fàcil i reproduïble. Igualment, les noves teories científiques portaren els artistes a qüestionar-se l'objectivitat del món que percebem: la teoria de la relativitat d'Einstein, la psicoanàlisi de Freud i la subjectivitat del temps de Bergson provocaren que l'artista s'allunyés cada cop més de la realitat. Així, la recerca de nous llenguatges artístics i noves formes d'expressió comportà l'aparició dels moviments d'avantguarda, que suposaren una nova relació de l'artista amb l'espectador: els artistes avantguardistes cercaven integrar l'art amb la vida, amb la societat, fer de la seva obra una expressió de l'inconscient col·lectiu de la societat que representa. Al mateix cop, la interacció amb l'espectador provoca que aquest s'involucri en la percepció i comprensió de l'obra, així com en la seva difusió i mercantilització, factor que portarà a un augment de les galeries d'art i dels museus.
L'expressionisme forma part de les anomenades avantguardes històriques, és a dir, les produïdes des dels primers anys del segle xx, en l'ambient previ a la Primera Guerra Mundial, i el final de la Segona. Aquesta denominació inclou, a més, al fauvisme, el cubisme, el futurisme, el constructivisme, el neoplasticisme, el dadaisme, el surrealisme, etc. L'avantguarda està íntimament lligada al concepte de modernitat, caracteritzat per la fi del determinisme i de la supremacia de la religió, substituïts per la raó i la ciència, l'objectivisme i l'individualisme, la confiança en la tecnologia i el progrés, en les pròpies capacitats de l'ésser humà. Així, els artistes pretenen posar-se al capdavant del progrés social, expressar mitjançant la seva obra l'evolució de l'ésser humà contemporani.
El terme expressionisme fou utilitzat per primer cop pel pintor francès Julien-Auguste Hervé, que es referí a expressionisme per designar una sèrie de quadres presentats al Saló dels Independents de París el 1901, en contraposició a l'impressionisme. El terme alemany expressionismus fou adaptat directament del francès —ja que expressió en alemany és ausdruck—, i s'emprà per primer cop al catàleg de la XXII Exposició de la Secessió de Berlín el 1911, que incloïa tant obres d'artistes alemanys com francesos. En literatura, fou aplicat per primer cop el 1911 pel crític Kurt Hiller. Posteriorment, el terme expressionisme fou difós per l'escriptor Herwarth Walden, editor de la revista Der Sturm (La tempesta), que es convertí en el principal centre difusor de l'expressionisme alemany. Walden aplicà inicialment el terme a totes les avantguardes sorgides entre 1910 i 1920. En canvi, l'aplicació del terme expressionisme lligat exclusivament a l'art alemany d'avantguarda fou idea de Paul Fechter en el seu llibre Der Expressionismus (1914), que seguint les teories de Worringer relacionà les noves manifestacions artístiques com una expressió de l'ànima col·lectiva alemanya.

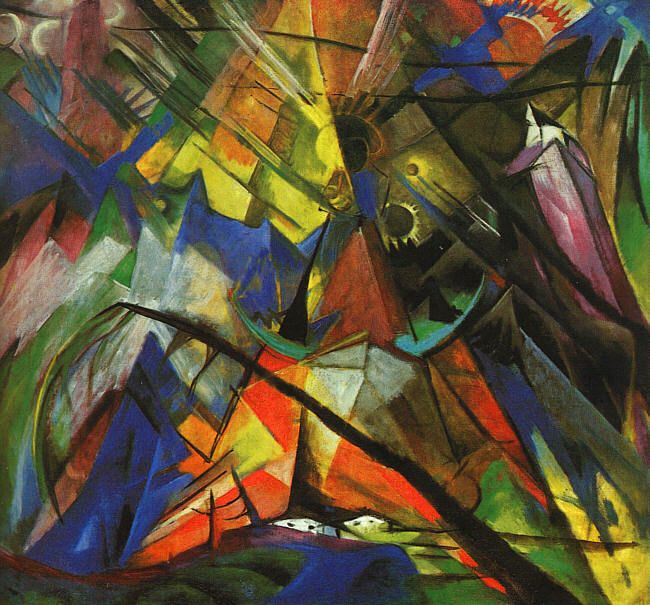
Tirol (1914), de Franz Marc, Staatsgalerie Moderner Kunst, Múnic

L'expressionisme sorgí com a reacció a l'impressionisme: així com els impressionistes plasmaven al llenç una «impressió» del món circumdant, un simple reflex dels sentits, els expressionistes pretenien reflectir el seu món interior, una «expressió» dels seus propis sentiments. Així, els expressionistes empraren la línia i el color d'una manera temperamental i emotiva, amb fort contingut simbòlic. Aquesta reacció enfront de l'impressionisme suposà una forta ruptura amb l'art elaborat per la generació precedent, i va convertir l'expressionisme en un sinònim de l'art modern durant els primers anys del segle xx. L'expressionisme suposà un nou concepte de l'art, entès com una forma de captar l'existència, de traslluir en imatges el substrat que existeix sota la realitat aparent, de reflectir l'immutable i etern de l'ésser humà i la natura. Així, l'expressionisme fou el punt de partida d'un procés de transmutació de la realitat que cristal·litzà en l'expressionisme abstracte i l'informalisme. Els expressionistes utilitzaven l'art com una forma de reflectir els seus sentiments, el seu estat anímic, propens en general a la malenconia, a l'evocació, a un decadentisme de tipus neoromàntic. Així, l'art era una experiència catàrtica, en què es purificaven els desfogaments espirituals, l'angúnia vital de l'artista.
En la gènesi de l'expressionisme, un factor fonamental fou el rebuig al positivisme, al progrés cientificista, a la creença en les possibilitats il·limitades de l'ésser humà basades en la ciència i la tècnica. En canvi, es començà a generar un nou clima de pessimisme, d'escepticisme, de descontentament, de crítica, de pèrdua de valors. S'albirava una crisi en el desenvolupament humà, que efectivament es veié confirmada amb l'esclat de la Primera Guerra Mundial. També cal destacar a Alemanya el rebuig al règim imperialista de Guillem II per part d'una minoria intel·lectual, ofegada pel militarisme pangermanista del kàiser. Aquests factors propiciaren un brou de cultiu en el qual progressivament s'anà gestant l'expressionisme, les primeres manifestacions del qual es produïren en el terreny de la literatura: Frank Wedekind denuncià en les seves obres la moral burgesa, enfront de la qual oposava la llibertat passional dels instints; Georg Trakl s'evadí de la realitat refugiant-se en un món espiritual creat per l'artista; Heinrich Mann fou qui més directament denuncià la societat guillermina.
L'aparició de l'expressionisme en un país com Alemanya no fou un fet aleatori, sinó que s'explica pel profund estudi dedicat a l'art durant el segle xix pels filòsofs, artistes i teòrics alemanys, des del romanticisme i les múltiples aportacions al camp de l'estètica de personatges com Wagner i Nietzsche, fins a l'estètica cultural i l'obra d'autors com Konrad Fiedler (Sobre la valoració d'obres d'art visual, 1876), Theodor Lipps (Estètica, 1903-1906) i Wilhelm Worringer (Abstracció i empatia, 1908). Aquest corrent teòric deixà una profunda empenta en els artistes alemanys de finals del segle xix i començaments del xx, centrada sobretot en la necessitat d'expressar-se de l'artista (l'innerer Drang o necessitat interior, principi que assumí posteriorment Kandinski), així com la constatació d'una ruptura entre l'artista i el món exterior, l'ambient que l'envolta, fet que el converteix en un ésser introvertit i alienat de la societat. També influí el canvi produït en l'ambient cultural de l'època, que s'allunyà del gust clàssic grecoromà per admirar l'art popular, primitiu i exòtic –sobretot d'Àfrica, Oceania i Orient Llunyà–, així com l'art medieval i l'obra d'artistes com Grünewald, Brueghel i El Greco.

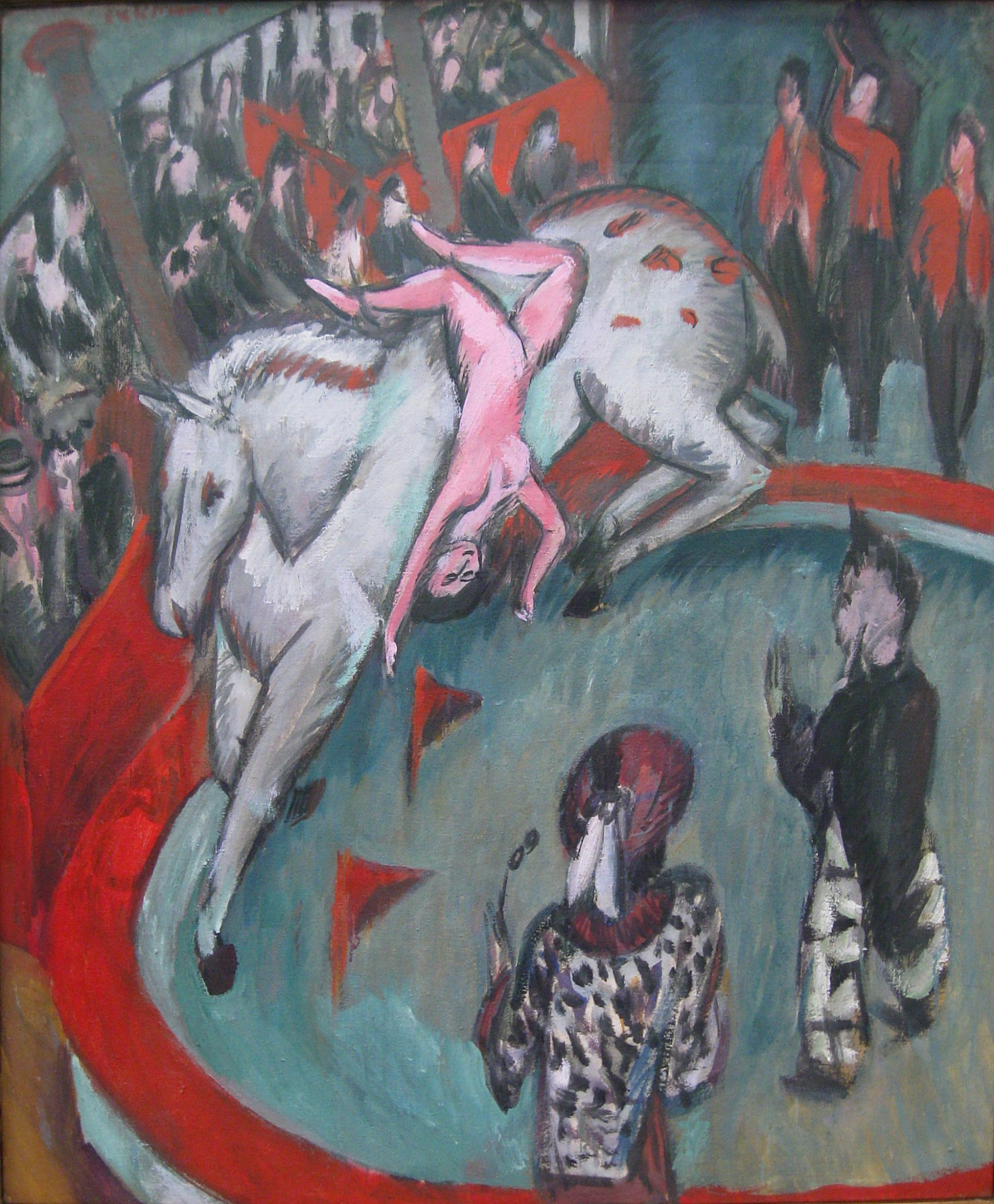
El genet circense (1913), d'Ernst Ludwig Kirchner, Pinakothek der Moderne, Múnic

A Alemanya, l'expressionisme fou més un concepte teòric, una proposta ideològica, que no un programa artístic col·lectiu, si bé s'aprecia un segell estilístic comú a tots els seus membres. Enfront de l'academicisme imperant als centres artístics oficials, els expressionistes s'agruparen a l'entorn de diversos centres de difusió del nou art, especialment a ciutats com Berlín, Colònia, Múnic, Hannover i Dresden. Tanmateix, la seva tasca difusora mitjançant publicacions, galeries i exposicions ajudà a difondre el nou estil per tota Alemanya i, més tard, tot Europa. Fou un moviment heterogeni que, a part de la diversitat de les seves manifestacions, realitzades en diversos llenguatges i mitjans artístics, presentà nombroses diferències i fins contradiccions en el seu si, amb gran divergència estilística i temàtica entre els diversos grups que sorgiren al llarg del temps, i fins entre els mateixos artistes que els integraven. Àdhuc els límits cronològics i geogràfics d'aquest corrent són imprecisos: si bé la primera generació expressionista (Die Brücke, Der Blaue Reiter) fou la més emblemàtica, la nova objectivitat i l'exportació del moviment a altres països suposà la seva continuïtat en el temps almenys fins a la Segona Guerra mundial; geogràficament, si bé el centre neuràlgic d'aquest estil se situà a Alemanya, aviat s'estengué a altres països europeus i fins del continent americà.
Després de la Primera Guerra mundial, l'expressionisme passà a Alemanya de la pintura al cinema i al teatre, que utilitzaven l'estil expressionista en els decorats, però de forma purament estètica, desproveïda del seu significat original, de la subjectivitat i l'esquinçament propis dels pintors expressionistes, que es convertiren, paradoxalment, en artistes maleïts. Amb l'adveniment del nazisme, l'expressionisme fou considerat com a «art degenerat» (Entartete Kunst), relacionant-lo amb el comunisme i titllant-lo d'immoral i subversiu, al mateix temps que consideraren que la seva lletjor i inferioritat artística eren un signe de la decadència de l'art modern. El 1937, s'organitzà una exposició a l'Hofgarten de Múnic amb el títol precisament d'Art degenerat, amb l'objectiu d'infamar-lo i mostrar al públic la baixa qualitat de l'art produït a la República de Weimar. Per a tal fi, foren confiscades unes 16.500 obres de diversos museus, no tan sols d'artistes alemanys, sinó d'estrangers com Gauguin, Van Gogh, Munch, Matisse, Picasso, Braque, Chagall, etc. La majoria d'aquestes obres foren venudes posteriorment a galeristes i marxants, sobretot en una gran subhasta efectuada a Lucerna el 1939, encara que unes 5.000 d'aquestes obres foren directament destruïdes el març de 1939, fet que suposà un notable perjudici per a l'art alemany.
Després de la Segona Guerra mundial, l'expressionisme desaparegué com a estil, si bé exercí una poderosa influència en molts corrents artístics de la segona meitat de segle, com l'expressionisme abstracte nord-americà (Jackson Pollock, Mark Rothko, Willem de Kooning), l'informalisme (Jean Fautrier, Jean Dubuffet), el grup CoBrA (Karel Appel, Asger Jorn, Corneille, Pierre Alechinsky) i el neoexpressionisme alemany —directament hereu dels artistes de Die Brücke i Der Blaue Reiter, cosa que queda patent en el seu nom—, i artistes individuals com Francis Bacon, Antonio Saura, Bernard Buffet, Nicolas de Staël, Horst Antes, etc.

## Orígens i influències

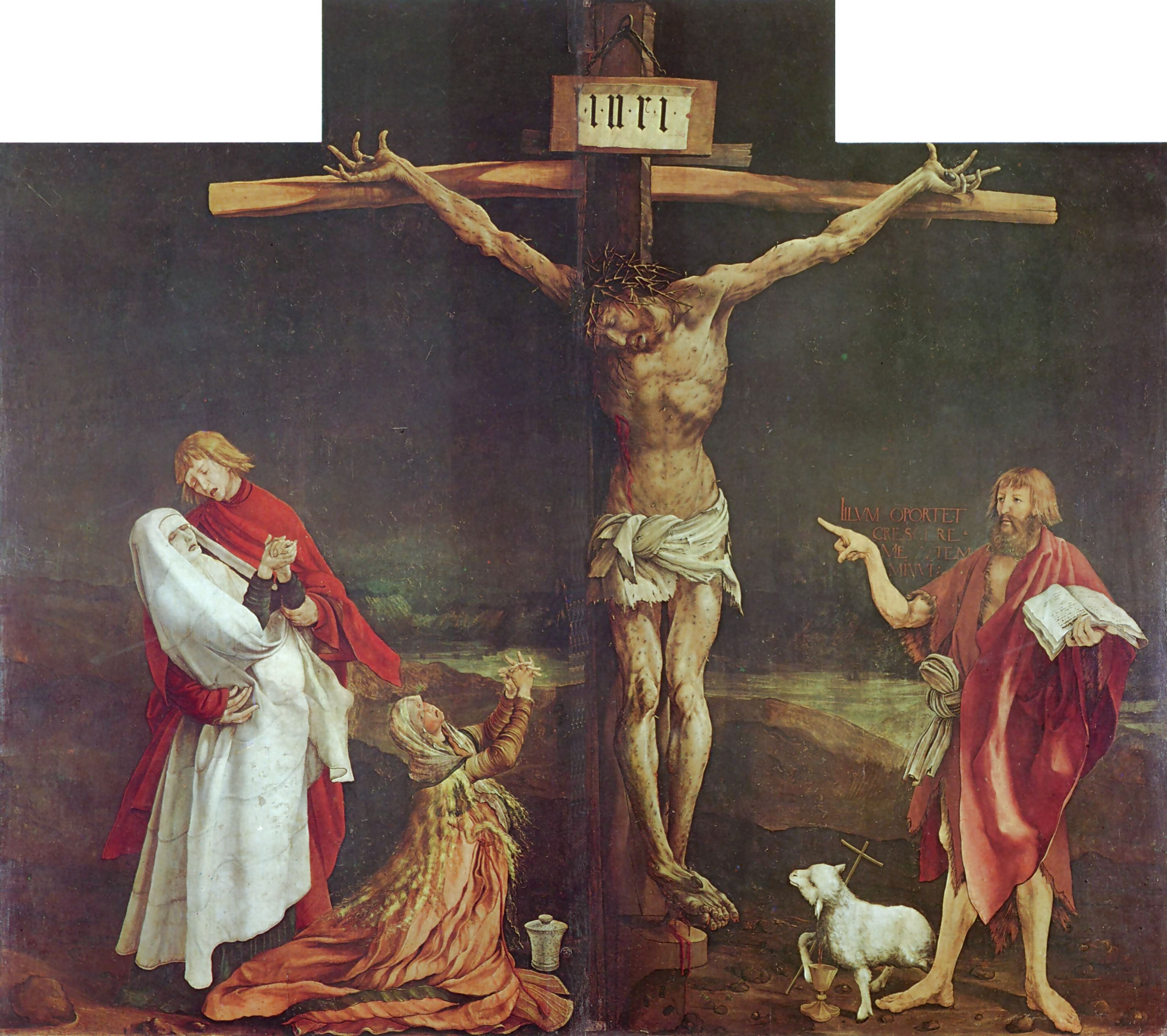
La crucifixió, taula central del retaule d'Issenheim (1512-1516), de Matthias Grünewald, Museu d'Unterlinden, Colmar

Encara que es coneix principalment per expressionisme el moviment artístic desenvolupat a Alemanya a començaments del segle xx, molts historiadors i crítics d'art també empren aquest terme de manera més genèrica per a descriure l'estil de gran varietat d'artistes al llarg de tota la Història. Entès com la deformació de la realitat a la recerca d'una expressió més emocional i subjectiva de la natura i de l'ésser humà, l'expressionisme és llavors extrapolable a qualsevol època i espai geogràfic. Així, sovint s'ha qualificat d'expressionista l'obra de diversos autors com Hieronymus Bosch, Matthias Grünewald, Quentin Metsys, Pieter Brueghel el Vell, El Greco, Francisco de Goya o Honoré Daumier.
Les arrels de l'expressionisme es troben en estils com el simbolisme i el postimpressionisme, així com en els nabís i en artistes com Paul Cézanne, Paul Gauguin i Vincent Van Gogh. Tanmateix, tenen punts de contacte amb el neoimpressionisme i el fauvisme per la seva experimentació amb el color. Els expressionistes van rebre nombroses influències: en primer lloc la de l'art medieval, especialment el gòtic alemany. De signe religiós i caràcter transcendent, l'art medieval posava èmfasi en l'expressió, no en les formes: les figures tenien poca corporeïtat, perdent interès per la realitat, les proporcions, la perspectiva. En canvi, accentuava l'expressió, sobretot de la mirada: els personatges se simbolitzaven més que es representaven. Així, els expressionistes s'inspiraren en els principals artistes del gòtic alemany, desenvolupat per dues escoles fonamentals: l'estil internacional (finals del segle xiv-primera meitat del xv), representat per Conrad Soest i Stefan Lochner; i l'estil flamenc (segona meitat del segle xv), desenvolupat per Konrad Witz, Martin Schongauer i Hans Holbein el Vell. També s'inspiraren en l'escultura gòtica alemanya, que destacà per la seva gran expressivitat, amb noms com Veit Stoss i Tilman Riemenschneider. Altre punt de referència fou Matthias Grünewald, pintor tardomedieval que encara que conegué les innovacions del Renaixement seguí en una línia personal, caracteritzada per la intensitat emocional, una expressiva distorsió formal i un intens colorit incandescent, com en la seva obra mestra, el retaule d'Issenheim.
Altre dels referents de l'art expressionista fou l'art primitiu, especialment el d'Àfrica i Oceania, difós des de finals del segle xix pels museus etnogràfics. Les avantguardes artístiques van trobar en l'art primitiu una major llibertat d'expressió, originalitat, noves formes i materials, una nova concepció del volum i el color, així com una major transcendència de l'objecte, ja que en aquestes cultures no eren simples obres d'art, sinó que tenien una finalitat religiosa, màgica, totèmica, votiva, sumptuària, etc. Són objectes que expressen una comunicació directa amb la natura, així com amb les forces espirituals, amb cultes i rituals, sense cap mena de mediació o interpretació.

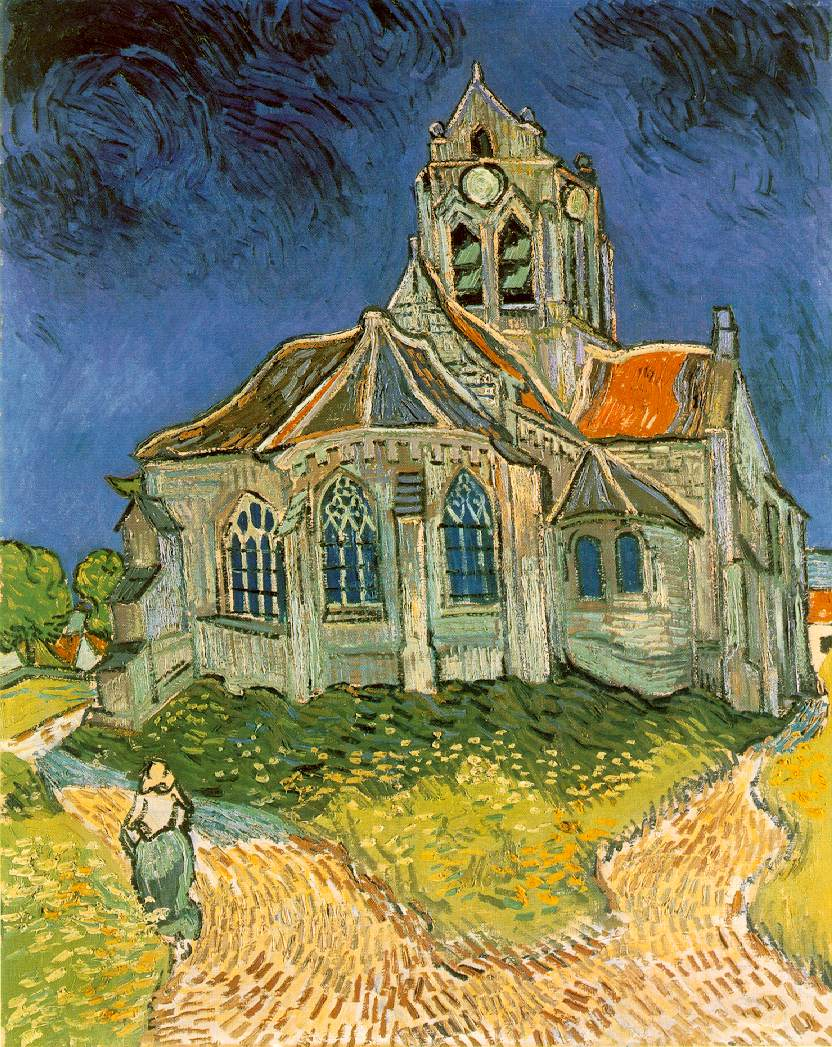
L'església d'Auvers-sur-Oise (1890), de Vincent Van Gogh, Musée d'Orsay, París

Però la seva major inspiració provingué del postimpressionisme, especialment de l'obra de tres artistes: Paul Cézanne, que començà un procés de desfragmentació de la realitat en formes geomètriques que desembocà en el cubisme, reduint les formes a cilindres, cons i esferes, i dissolent el volum a partir dels punts més essencials de la composició. Col·locava el color per capes, imbricant uns colors amb d'altres, sense necessitat de línies, treballant amb taques. No utilitzava la perspectiva, sinó que la superposició de tons càlids i freds donava sensació de profunditat. En segon lloc Paul Gauguin, que aportà una nova concepció entre el pla pictòric i la profunditat del quadre, amb colors plans i arbitraris, que tenen un valor simbòlic i decoratiu, amb escenes de difícil classificació, situades entre la realitat i un món oníric i màgic. La seva estada a Tahití provocà que la seva obra derivés a un cert primitivisme, amb influència de l'art oceànic, reflectint el món interior de l'artista en lloc d'imitar la realitat. En darrer lloc, Vincent Van Gogh, que elaborava la seva obra segons criteris d'exaltació anímica, caracteritzant-se per la falta de perspectiva, la inestabilitat dels objectes i colors, que freguen l'arbitrarietat, sense imitar la realitat, sinó que provenen de l'interior de l'artista. A causa de la seva fràgil salut mental, les seves obres són reflex del seu estat d'ànim, depressiu i torturat, cosa que es reflecteix en obres de pinzellades sinuoses i colors violents.
En última instància, cal remarcar la influència de dos artistes que els expressionistes consideraren com a precedents immediats: el noruec Edvard Munch, influït als seus inicis per l'impressionisme i el simbolisme, aviat derivà cap a un estil personal que seria fidel reflex del seu interior obsessiu i torturat, amb escenes d'ambient opressiu i enigmàtic —centrades en el sexe, la malaltia i la mort—, caracteritzades per la sinuositat de la composició i un colorit fort i arbitrari. Les imatges angunioses i desesperades de Munch —com El crit (1893), paradigma de la soledat i la incomunicació— foren un dels principals punts d'arrencada de l'expressionisme. Igual d'influent fou l'obra del belga James Ensor, que recollí la gran tradició artística del seu país —en especial, Brueghel–, amb preferència per temes populars, traduint-lo en escenes enigmàtiques i irreverents, de caràcter absurd i burlesc, amb un sentit de l'humor àcid i corrosiu, centrat en figures de vagabunds, borratxos, esquelets, màscares i escenes de carnaval. Així, L'entrada de Crist a Brussel·les (1888) representa la passió de Jesús enmig d'una desfilada de carnaval, obra que causà un gran escàndol en el seu moment.

## Arquitectura

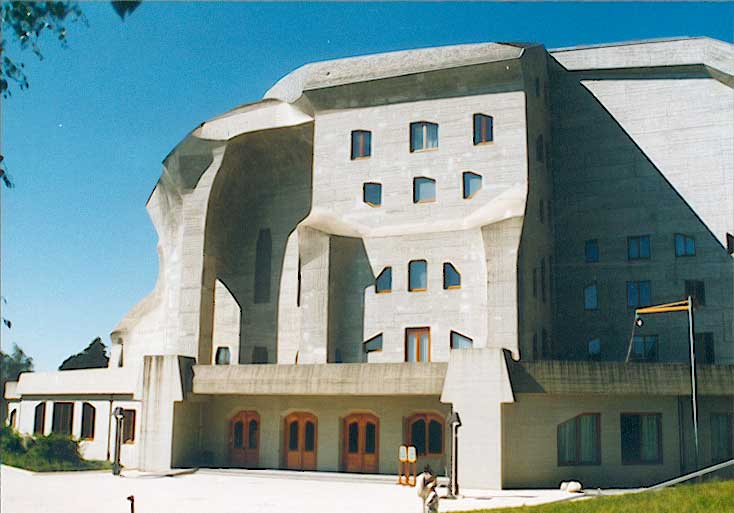
Goetheanum (1923), de Rudolf Steiner, Dornach

L'arquitectura expressionista es va desenvolupar principalment a Alemanya, Països Baixos, Àustria, Txecoslovàquia i Dinamarca. Es va caracteritzar por l'ús de nous materials, suscitat de vegades per l'ús de formes biomòrfiques o per l'ampliació de possibilitats oferta per la fabricació en massa de materials de construcció com el maó, l'acer o el vidre. Molts arquitectes expressionistes van combatre a la Primera Guerra Mundial, i la seva experiència, combinada amb els canvis polítics i socials producte de la Revolució alemanya de 1918, desembocaren en perspectives utòpiques i en un programa socialista romàntic. L'arquitectura expressionista rebé la influència del modernisme, sobretot de l'obra d'arquitectes com Henry van de Velde, Joseph Maria Olbrich i Antoni Gaudí. De caràcter fortament experimental i utòpic, les realitzacions dels expressionistes destaquen per la seva monumentalitat, l'ús del maó i la composició subjectiva, que atorga a les seves obres un cert aire d'excentricitat.
Una aportació teòrica a l'arquitectura expressionista fou l'assaig Arquitectura de cristall (1914) de Paul Scheerbart, en què ataca el funcionalisme per la seva manca d'art i defensa la substitució del maó pel cristall. Veiem així, per exemple, el pavelló de Cristall de l'Exposició de Colònia de 1914, de Bruno Taut, autor que també plasmà el seu ideari per escrit (Arquitectura alpina, 1919). L'arquitectura expressionista es desenvolupà en diversos grups, com la Deutscher Werkbund, Arbeitsrat für Kunst, Der Ring i Neues Bauen, vinculat aquest darrer a la nova objectivitat; també cal destacar l'Escola d'Amsterdam. Els principals arquitectes expressionistes foren: Bruno Taut, Walter Gropius, Erich Mendelsohn, Hans Poelzig, Hermann Finsterlin, Fritz Höger, Hans Scharoun i Rudolf Steiner.

### Deutscher Werkbund

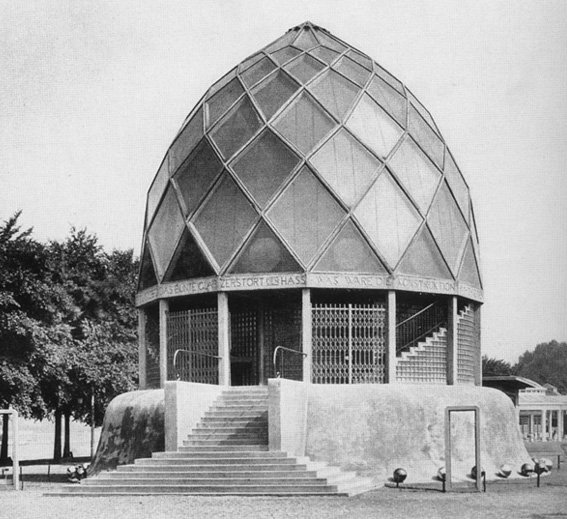
Pavelló de Cristall per a l'Exposició de Colònia de 1914, de Bruno Taut

La Deutscher Werkbund (Federació alemanya del treball) fou el primer moviment arquitectònic relacionat amb l'expressionisme produït a Alemanya. Fundada a Múnic el 9 d'octubre de 1907 per Hermann Muthesius, Friedrich Naumann i Karl Schmidt, incorporà posteriorment figures com Walter Gropius, Bruno Taut, Hans Poelzig, Peter Behrens, Theodor Fischer, Josef Hoffmann, Wilhelm Kreis, Adelbert Niemeyer i Richard Riemerschmidt. Hereva del Jugendstil i de la Secessió vienesa, i inspirada en el moviment Arts & Crafts, el seu objectiu era la integració d'arquitectura, indústria i artesania amb el treball professional, l'educació i la publicitat, així com introduir el disseny arquitectònic en la modernitat i conferir-li un caràcter industrial. Les principals característiques del moviment foren l'ús de nous materials com el vidre i l'acer, la importància del disseny industrial i el funcionalisme decoratiu.
La Deutscher Werkbund organitzà diverses conferències publicades posteriorment en forma d'anuaris, com L'art en la indústria i el comerç (1913) i El transport (1914). Tanmateix, el 1914 celebraren una exposició a Colònia que obtingué un gran èxit i difusió internacional, i en destacà el pavelló de vidre i acer dissenyat per Bruno Taut. L'èxit de l'exposició provocà un gran auge del moviment, que passà de tenir 491 membres el 1908 a 3.000 el 1929. Durant la Primera Guerra mundial estigué a punt de desaparèixer, però ressorgí el 1919 després d'una convenció a Stuttgart, on fou elegit president Hans Poelzig —substituït el 1921 per Riemerschmidt. Durant aquests anys, es produïren diverses controvèrsies sobre si devia prevaler més el disseny industrial o l'artístic, i es produïren diverses dissensions en el grup.
En la decada de 1920 el moviment derivà de l'expressionisme i l'artesania al funcionalisme i la indústria, incorporant nous membres com Ludwig Mies van der Rohe. S'edità una nova revista, Die Form (1922-1934), que difongué les noves idees del grup, centrades en l'aspecte social de l'arquitectura i en el desenvolupament urbanístic. El 1927 celebraren una nova exposició a Stuttgart, construint una gran colònia d'habitatges, la Weissenhofsiedlung, amb disseny de Mies van der Rohe i edificis fets per Gropius, Behrens, Poelzig, Taut, etc., juntament amb arquitectes de fora d'Alemanya com Jacobus Johannes Pieter Oud, Le Corbusier i Victor Bourgeois. Aquesta mostra fou un dels punts de partida del nou estil arquitectònic que començava a sorgir, conegut com a estil internacional o racionalisme. La Deutscher Werkbund es dissolgué el 1934, principalment per la crisi econòmica i el nazisme. El seu esperit influí enormement en la Bauhaus, i inspirà la fundació d'organismes semblants en altres països, com Suïssa, Àustria, Suècia i Gran Bretanya.

### Escola d'Amsterdam
Paral·lelament a la Deutscher Werkbund alemanya, entre 1915 i 1930 es desenvolupà una notable escola arquitectònica de caràcter expressionista a Amsterdam (Països Baixos). Influïts pel modernisme (principalment Henry van de Velde i Antoni Gaudí) i per Hendrik Petrus Berlage, s'inspiraren en les formes naturals, amb edificis de disseny imaginatiu on predomina l'ús del maó i el formigó. Els seus principals membres foren Michel de Klerk, Pieter Lodewijk Kramer i Johann Melchior Van der Mey, que treballaren de manera conjunta infinitat de cops, contribuint en gran manera al desenvolupament urbanístic d'Amsterdam, amb un estil orgànic inspirat en l'arquitectura tradicional holandesa, i en destaquen les superfícies ondulades. Les seves principals obres foren el Scheepvaarthuis (Van der Mey, 1911-1916) i l'Eigen Haard Estate (De Klerk, 1913-1920).

### Arbeitsrat für Kunst

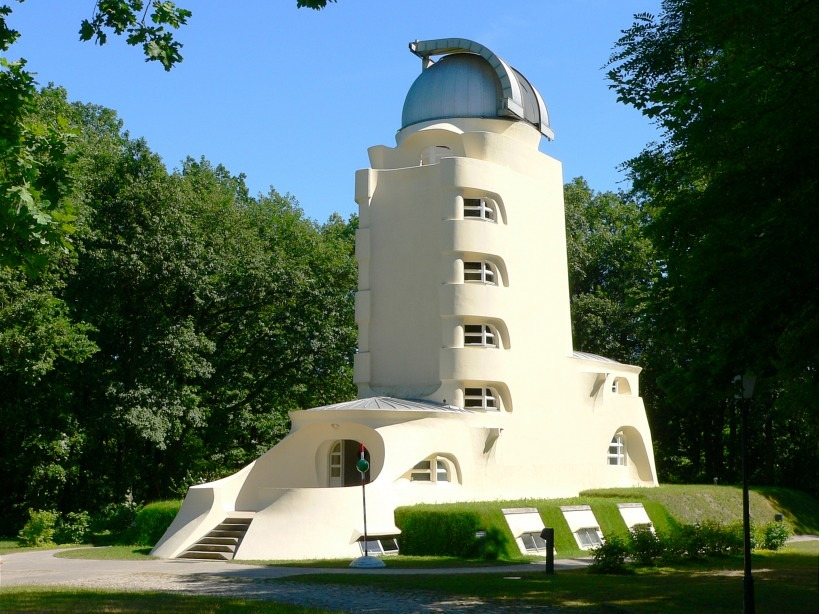
La torre Einstein (1919-22), d'Erich Mendelsohn, Potsdam

L'Arbeitsrat für Kunst (Consell de treballadors de l'art) fou fundat el 1918 a Berlín per l'arquitecte Bruno Taut i el crític Adolf Behne. Sorgit després de la fi de la Primera Guerra Mundial, el seu objectiu era la creació d'un grup d'artistes que pogués influir en el nou govern alemany, amb vista a la regeneració de l'arquitectura nacional, amb un clar component utòpic. Les seves obres destaquen per l'ús del vidre i l'acer, així com per les formes imaginatives i carregades d'un intens misticisme. De seguida captaren membres provinents de la Deutscher Werkbund, com Walter Gropius, Erich Mendelsohn, Otto Bartning i Ludwig Hilberseimer, i comptaren amb la col·laboració d'altres artistes, com els pintors Lyonel Feininger, Erich Heckel, Karl Schmidt-Rottluff, Emil Nolde i Max Pechstein, i els escultors Georg Kolbe, Rudolf Belling i Gerhard Marcks. Aquesta varietat s'explica perquè les aspiracions del grup eren més polítiques que artístiques, i pretenien influir en les decisions del nou govern a l'entorn de l'art i l'arquitectura. Tot i això, després dels successos de gener de 1919 relacionats amb la Lliga Espartaquista, el grup renuncià als seus fins polítics, dedicant-se a organitzar exposicions. Taut dimití com a president, i fou substituït per Gropius, encara que finalment es van dissoldre el 30 de maig de 1921.

### Der Ring

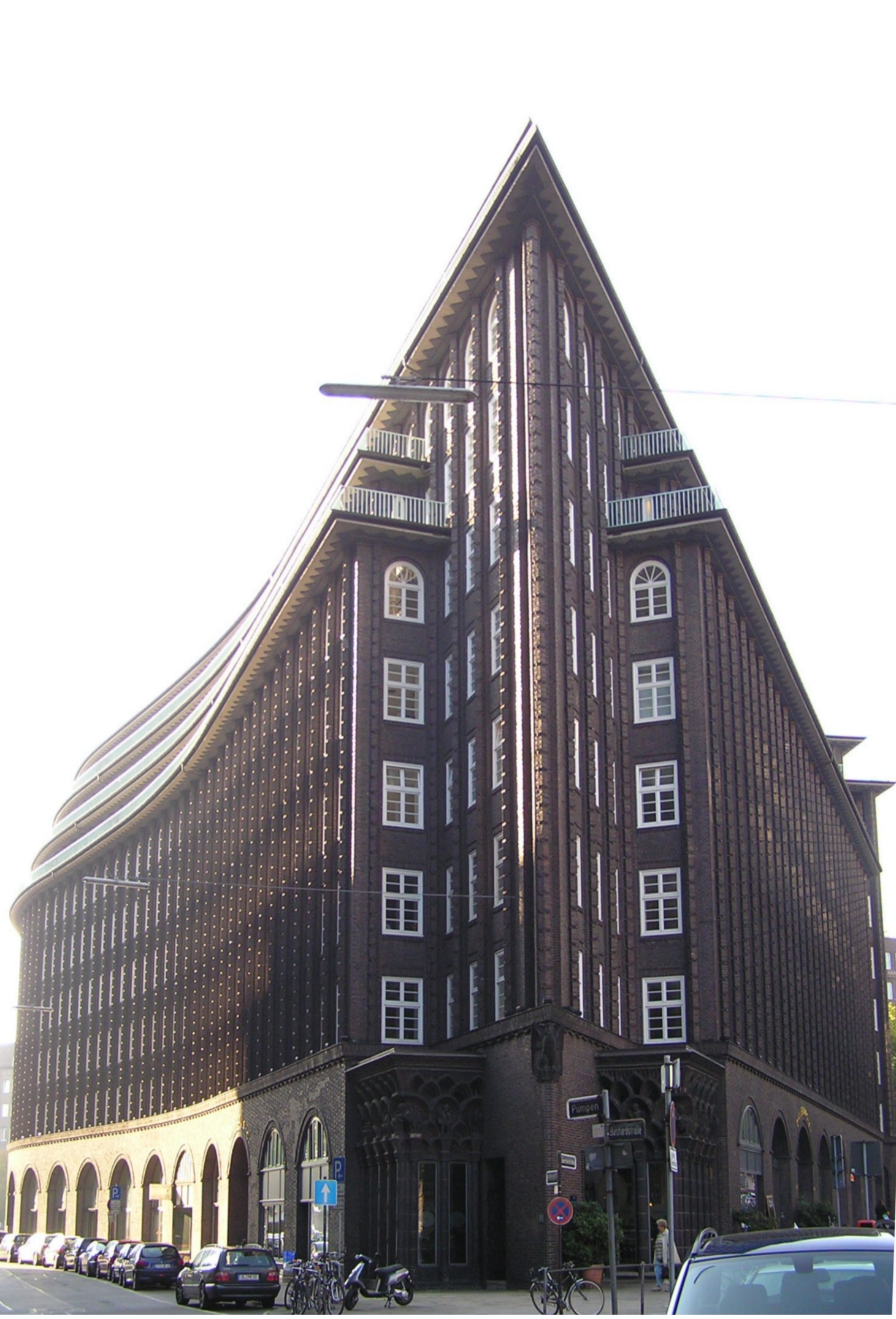
Chilehaus (1923), de Fritz Höger, Hamburg

El grup Der Ring (El cercle) fou fundat a Berlín el 1923 per Bruno Taut, Ludwig Mies van der Rohe, Peter Behrens, Erich Mendelsohn, Otto Bartning, Hugo Häring i diversos arquitectes més, als qui aviat s'afegiren Walter Gropius, Ludwig Hilberseimer, Hans Scharoun, Ernst May, Hans i Wassili Luckhardt, Adolf Meyer, Martin Wagner, etc. El seu objectiu era, igual que en els moviments precedents, renovar l'arquitectura de la seva època, posant especial èmfasi en els aspectes socials i urbanístics, així com en la investigació de nous materials i tècniques de construcció. Entre 1926 i 1930, van desenvolupar una notable tasca de construcció d'habitatges socials a Berlín, amb cases que destaquen per l'aprofitament de la llum natural i la seva ubicació en zones verdes, i en sobresurt la Hufeisensiedlung (colònia de la Ferradura, 1925-1930), de Taut i Wagner. Der Ring desaparegué el 1933 després de l'adveniment del nazisme.

### Neues Bauen
Neues Bauen ('Nou edifici') fou el nom que es va donar en arquitectura a la nova objectivitat, reacció directa als excessos estilístics de l'arquitectura expressionista i el canvi a l'estat d'ànim nacional, en què predominava el component social sobre l'individual. Arquitectes com Bruno Taut, Erich Mendelsohn i Hans Poelzig es tornaren cap a l'enfocament senzill, funcional i pràctic de la nova objectivitat. La Neues Bauen florí en el breu període entre l'adopció del pla Dawes i l'auge del nazisme, i abastà exposicions públiques com el Weissenhof Estate, l'ampli planejament urbà i projectes de promocions públiques de Taut i Ernst May, i els influents experiments de la Bauhaus.

## Escultura

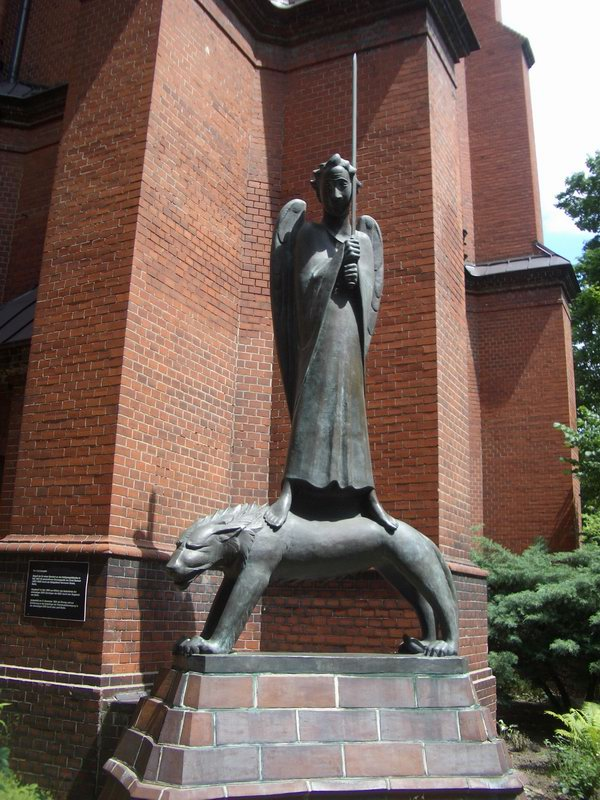
L'esperit guerrer (1928), d'Ernst Barlach, Gethsemanekirche, Berlín

L'escultura expressionista no tingué un segell estilístic comú, i fou el producte individual de diversos artistes que reflectiren en la seva obra o bé la temàtica o bé la distorsió formal pròpies de l'expressionisme. En destaquen especialment tres noms:
- Ernst Barlach: inspirat en l'art popular rus —després d'un viatge al país eslau el 1906— i l'escultura medieval alemanya, així com en Brueghel i Bosch, les seves obres tenen un cert aire caricaturesc, treballant molt el volum, la profunditat i l'articulació del moviment. Desenvolupà dues temàtiques principals: la popular (costums quotidians, escenes camperoles) i —sobretot després de la guerra— la por, l'angúnia, el terror. No imitava la realitat, sinó que creava una realitat nova, jugant amb les línies trencades i els angles, amb anatomies distanciades del naturalisme, tendint a la geometrització. Treballà preferentment en fusta i guix, que de vegades passava posteriorment al bronze. Entre les seves obres destaquen: El fugitiu (1920-1925), El venjador (1922), La mort en la vida (1926), El flautista (1928), El bevedor (1933), Vella fredolica (1939), etc.[30]

- Wilhelm Lehmbruck: educat a París, la seva obra té un marcat caràcter classicista, si bé deformat i estilitzat, i amb una forta càrrega introspectiva i emocional. Durant la seva formació a Düsseldorf, evolucionà des d'un naturalisme d'arrel sentimental, passant per un dramatisme barroc amb influència de Rodin, fins a un realisme influït per Meunier. El 1910 s'instal·là a París, on acusà la influència de Maillol. En darrer cop, després d'un viatge a Itàlia el 1912 començà una major geometrització i estilització de l'anatomia, amb certa influència medieval en l'allargament de les figures (Dona agenollada, 1911; Jove dempeus, 1913).[31]

- Käthe Kollwitz: esposa d'un metge d'un barri pobre de Berlín, conegué de prop la misèria humana, fet que la marcà profundament. Socialista i feminista, la seva obra té un marcat component de reivindicació social, amb escultures, litografies i aiguaforts que destaquen per la seva cruesa: La revolta dels teixidors (1907-1908), La guerra dels camperols (1902-1908), Homenatge a Karl Liebknecht (1919-1920).[32]

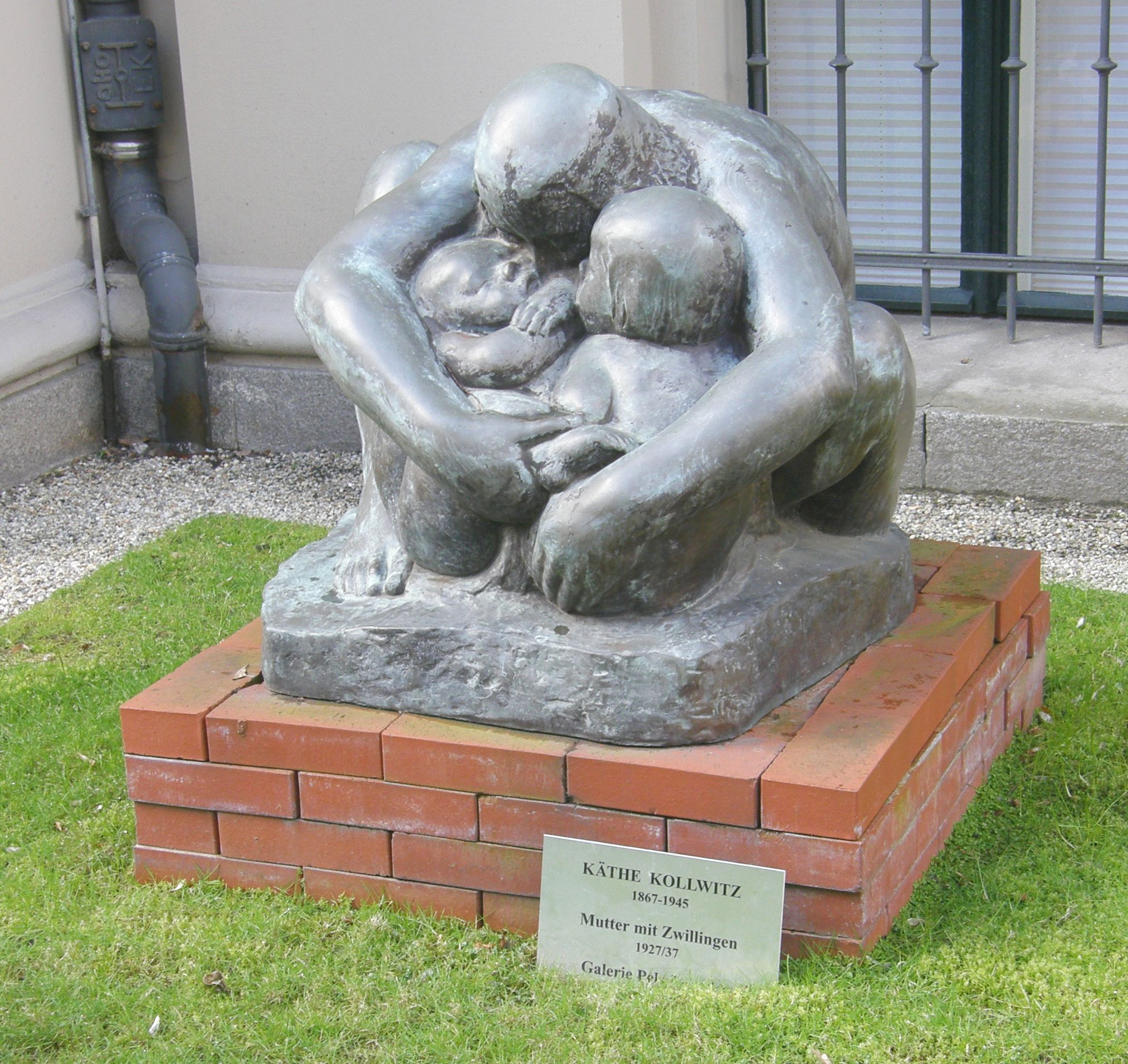
Mare amb bessons (1927), de Käthe Kollwitz, Käthe-Kollwitz-Museum, Berlín

Els membres de Die Brücke (Kirchner, Heckel, Schmidt-Rottluff) també practicaren l'escultura, ja que la seva experimentació amb la xilografia els permeté fàcilment passar a la talla de fusta, material que els resultava molt convenient per a la seva expressió intimista de la realitat, ja que la tosquedat i l'aspecte irregular d'aquest material, el seu aspecte brut i inacabat, fins primitiu, suposaven la perfecta expressió del seu concepte de l'ésser humà i la natura. Es percep en aquestes obres la influència de l'art africà i oceànic, del qual lloaven la simplicitat i l'aspecte totèmic, que transcendeix l'art per ser objecte de comunicació transcendental.
Als anys 1920, l'escultura derivà cap a l'abstracció, seguint el camí de les darreres obres de Lehmbruck, de marcada estilització geomètrica tendint a l'abstracció. Així, l'obra d'escultors com Rudolf Belling, Oskar Schlemmer i Otto Freundlich es caracteritzà per l'abandó de la figuració amb la intenció d'una alliberació formal i temàtica de l'escultura. Tot i això, perdurà un cert classicisme, influït per Maillol, l'obra de Georg Kolbe, dedicat especialment al nu, amb figures dinàmiques, en moviments rítmics propers al ballet, amb una actitud vitalista, alegre i saludable que fou ben rebuda pels nazis. La seva obra més famosa fou El matí, exposada al pavelló d'Alemanya construït per Ludwig Mies van der Rohe per a l'Exposició Internacional de Barcelona de 1929. Gerhard Marcks realitzà una obra igualment figurativa, però més estàtica i de temàtica més expressiva i complexa, amb figures d'aspecte arcaic, inspirades en les talles medievals. Ewald Mataré es dedicà principalment als animals, de formes quasi abstractes, seguint el camí iniciat per Franz Marc en Der Blaue Reiter. Altres escultors expressionistes foren Bernhard Hoetger, Ernst Oldenburg i Renée Sintenis, mentre que fora d'Alemanya caldria citar el francès Antoine Bourdelle, el britànic Jacob Epstein, el croat Ivan Meštrović, l'espanyol Victorio Macho, l'holandès Lambertus Zijl, el polonès August Zamoyski i el finlandès Wäinö Aaltonen.

## Pintura

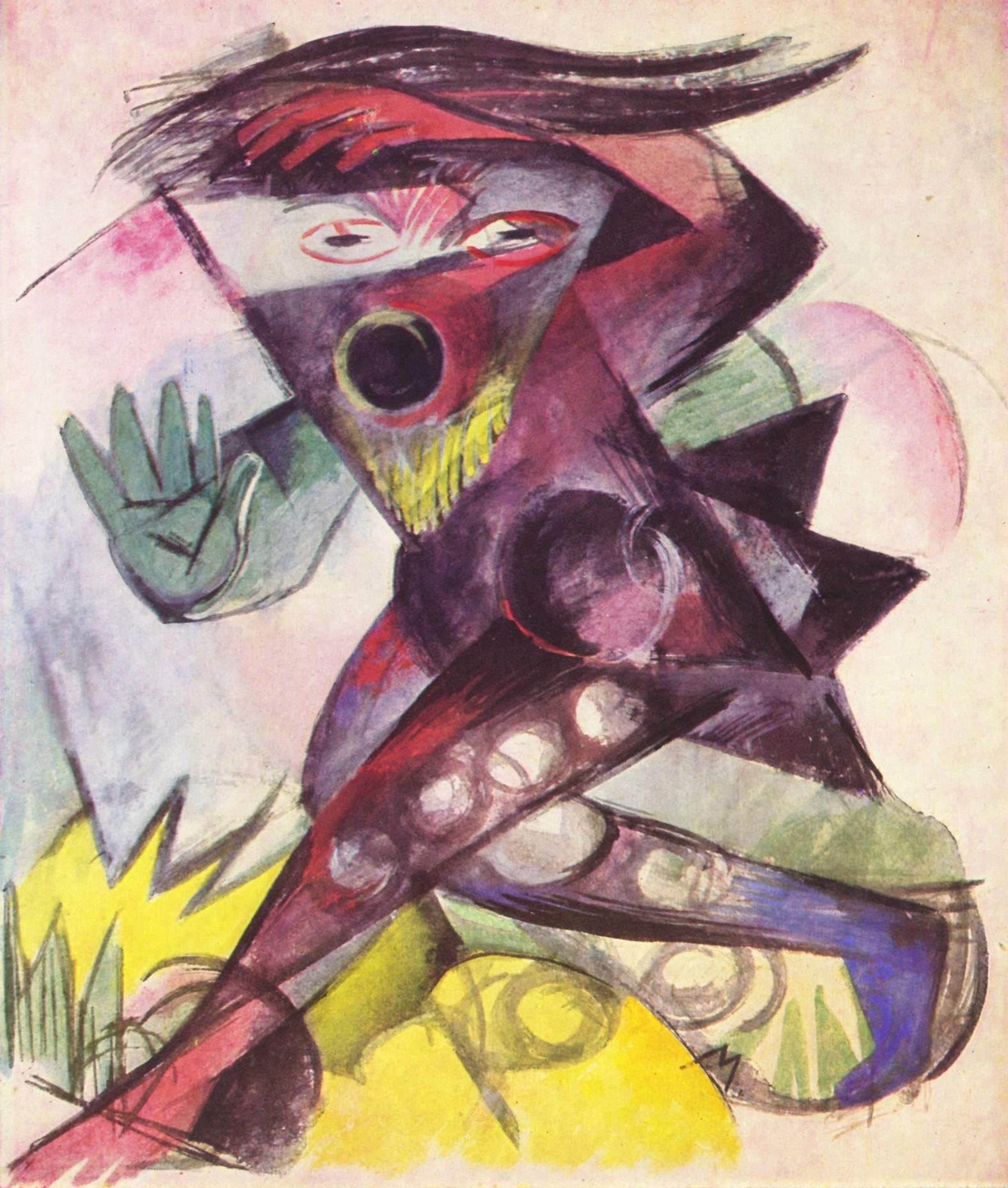
Caliban, personatge de "La tempesta" de Shakespeare (1914), de Franz Marc, Kunstmuseum, Basilea

La pintura es desenvolupà principalment a l'entorn de dos grups artístics: Die Brücke, fundat a Dresden l'any 1905, i Der Blaue Reiter, fundat a Múnic el 1911. En la postguerra, el moviment nova objectivitat sorgí com a contrapès a l'individualisme expressionista defensant una actitud més compromesa socialment, encara que tècnicament i formalment fou un moviment hereu de l'expressionisme. Els elements més característics de les obres d'art expressionistes són el color, el dinamisme i el sentiment. El fonamental per als pintors de principis de segle no era reflectir el món de manera realista i fidel —just al contrari que els impressionistes— sinó, sobretot, expressar el seu món interior. L'objectiu primordial dels expressionistes era transmetre les seves emocions i sentiments més profunds.
A Alemanya, el primer expressionisme fou hereu de l'idealisme postromàntic d'Arnold Böcklin i Hans von Marées, incidint principalment en el significat de l'obra, i donant major rellevància al dibuix enfront de la pinzellada, així com a la composició i a l'estructura del quadre. Tanmateix, fou primordial la influència d'artistes estrangers com Munch, Gauguin, Cézanne i Van Gogh, plasmada en diverses exposicions organitzades a Berlín (1903), Múnic (1904) i Dresden (1905).
L'expressionisme destacà per la gran quantitat d'agrupacions artístiques que sorgiren en el seu si, així com per la multitud d'exposicions efectuades en tot el territori alemany entre els anys 1910 i 1920: el 1911 es fundà a Berlín la Nova Secessió, escissió de la Secessió berlinesa fundada el 1898 i que presidia Max Liebermann. El seu primer president fou Max Pechstein, i incloïa Emil Nolde i Christian Rohlfs. Més tard, el 1913, sorgí la Lliure Secessió, moviment efímer que fou eclipsat pel Herbstsalon (Saló de Tardor) de 1913, promogut per Herwarth Walden, on al costat dels principals expressionistes alemanys exposaren diversos artistes cubistes i futuristes, i hi destacaren Chagall, Léger, Delaunay, Mondrian, Archipenko, Hans Arp, Max Ernst, etc. Tot i això, malgrat la seva qualitat artística, l'exposició fou un fracàs econòmic, per la qual cosa la iniciativa no es tornà a repetir.
L'expressionisme tingué una notable presència, a més de Berlín, Múnic i Dresden, a la regió de Renània, d'on procedien August Macke, Heinrich Campendonk i Wilhelm Morgner, així com altres artistes com Heinrich Nauen, Franz Henseler o Paul Adolf Seehaus. El 1902, el filantrop Karl Ernst Osthaus creà el Folkwang (Sala del Poble) de Hagen, amb l'objectiu de promoure l'art modern, i va adquirir nombroses obres d'artistes expressionistes així com de Gauguin, Van Gogh, Cézanne, Matisse, Munch, etc. Tanmateix, a Düsseldorf, un grup de joves artistes fundaren la Sonderbund Westdeutscher Kunstfreunde und Künstler (Lliga especial d'aficionats a l'art i artistes d'Alemanya occidental), que realitzà diverses exposicions de 1909 a 1911, i es traslladà el 1912 a Colònia, on, malgrat l'èxit d'aquesta darrera exposició, es dissolgué la lliga.
En la postguerra sorgí el Novembergruppe (Grup de novembre, per la Revolució alemanya de novembre de 1918), fundat a Berlín el 3 de desembre de 1918 per Max Pechstein i César Klein, amb l'objectiu de reorganitzar l'art alemany després de la guerra. Entre els seus membres, figuraren pintors i escultors com Vassili Kandinski, Paul Klee, Lyonel Feininger, Heinrich Campendonk, Otto Freundlich i Käthe Kollwitz; arquitectes com Walter Gropius, Erich Mendelsohn i Ludwig Mies van der Rohe; compositors com Alban Berg i Kurt Weill; i el dramaturg Bertolt Brecht. Més que un grup amb un segell estilístic comú, fou una associació d'artistes amb l'objectiu d'exposar conjuntament, cosa que van fer fins a la seva dissolució amb l'arribada del nazisme.

### Die Brücke

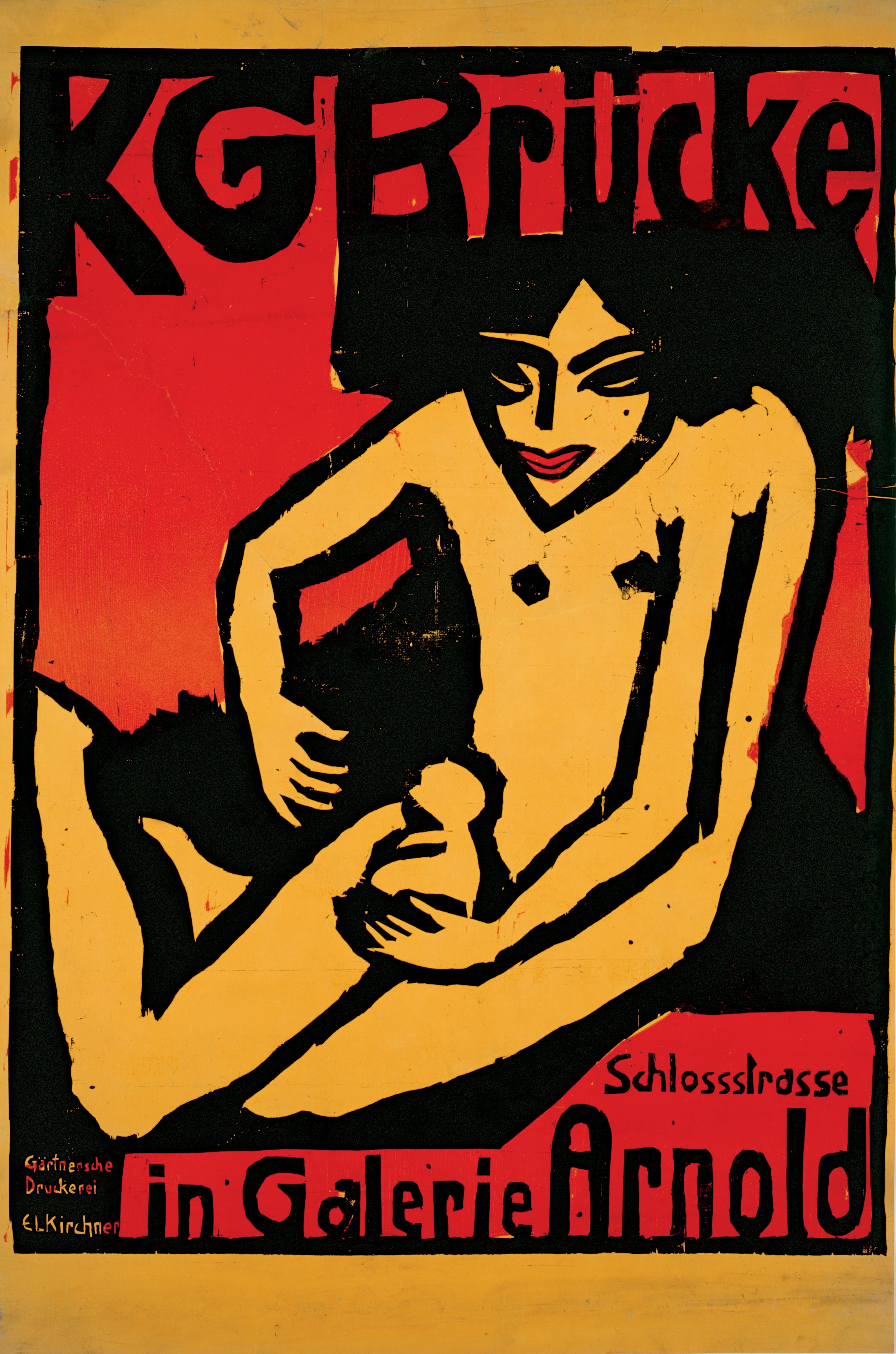
Cartell de presentació per a una exposició de Die Brücke a la galeria Arnold de Dresden (1910), d'Ernst Ludwig Kirchner

Die Brücke (El pont) es fundà el 7 de juny de 1905 a Dresden, format per quatre estudiants d'arquitectura de l'Escola Tècnica Superior de Dresden: Ernst Ludwig Kirchner, Fritz Bleyl, Erich Heckel i Karl Schmidt-Rottluff. El nom fou ideat per Schmidt-Rottluff, i simbolitza amb un pont la seva pretensió d'assentar les bases d'un art de futur. Possiblement la inspiració li vingué d'una frase d'Així parlava Zaratustra de Nietzsche: «La grandesa de l'home és que és un pont i no un fi». El 1906 s'uniren al grup Emil Nolde i Max Pechstein, així com el suís Cuno Amiet i l'holandès Lambertus Zijl; el 1907, el finlandès Akseli Gallen-Kallela; el 1908, Franz Nölken i l'holandès Kees Van Dongen; i, el 1910, Otto Mueller i el txec Bohumil Kubišta. Bleyl se separà del grup el 1907, i es traslladà a Silèsia, on fou professor a l'Escola d'Enginyeria Civil i abandonà la pintura. Als seus inicis, els membres de Die Brücke treballaren en un petit taller situat al carrer Berliner Straße, núm. 65 de Dresden, adquirit per Heckel el 1906, que ells mateixos decoraren i moblaren seguint les directrius del grup.
El grup Die Brücke cercà connectar amb el públic en general, fent-lo partícip de les activitats del grup. Idearen la figura del «membre passiu», que mitjançant una subscripció anual de dotze marcs rebia periòdicament un butlletí amb les activitats del grup, així com diversos gravats (els «Brücke-Mappen»). Amb el temps, el nombre de membres passius ascendí a seixanta-vuit. El 1906 publicaren un manifest, Programm, en què Kirchner expressà la seva voluntat de convocar la joventut per a un projecte d'art social que transformés el futur. Pretenien mitjançant l'art influir en la societat, i es consideraven uns profetes revolucionaris que aconseguirien canviar la societat del seu temps. La intenció del grup era atreure tot element revolucionari que volgués unir-s'hi; així ho expressaren en una carta dirigida a Nolde. El seu major interès era destruir les velles convencions, igual que s'estava fent a França. Segons Kirchner, no podien posar-se regles i la inspiració devia fluir lliure i donar expressió immediata a les pressions emocionals de l'artista. La càrrega de crítica social que imprimiren en la seva obra els valgué els atacs de la crítica conservadora, que els titllà de ser un perill per a la joventut alemanya.
Els artistes de Die Brücke estaven influïts pel moviment Arts & Crafts, així com pel Jugendstil i els nabís, i artistes com Van Gogh, Gauguin i Munch. També s'inspiraren en el gòtic alemany i l'art africà, sobretot després dels estudis realitzats per Kirchner de les xilografies de Durer i de l'art africà del Museu Etnològic de Dresden. També estaven interessats en la literatura russa, especialment Dostoievski. El 1908, després d'una exposició de Matisse a Berlín, expressaren igualment la seva admiració pels fauvistes, amb qui compartien la simplicitat de la composició, el manierisme de les formes i l'intens contrast de colors. Ambdós partien del postimpressionisme, rebutjant la imitació i destacant l'autonomia del color. Malgrat això, varien els continguts temàtics: els expressionistes eren més angoixants, marginals, desagradables, i destacaven més el sexe que els fauvistes. Rebutjaven l'academicisme i al·ludien a la «llibertat màxima d'expressió» Més que un programa estilístic propi, el seu nexe d'unió era el rebuig al realisme i l'impressionisme, i la recerca d'un projecte artístic que involucrés l'art amb la vida, per al qual experimentaren amb diverses tècniques artístiques com el mural, la xilografia i l'ebenisteria, a part de la pintura i l'escultura.

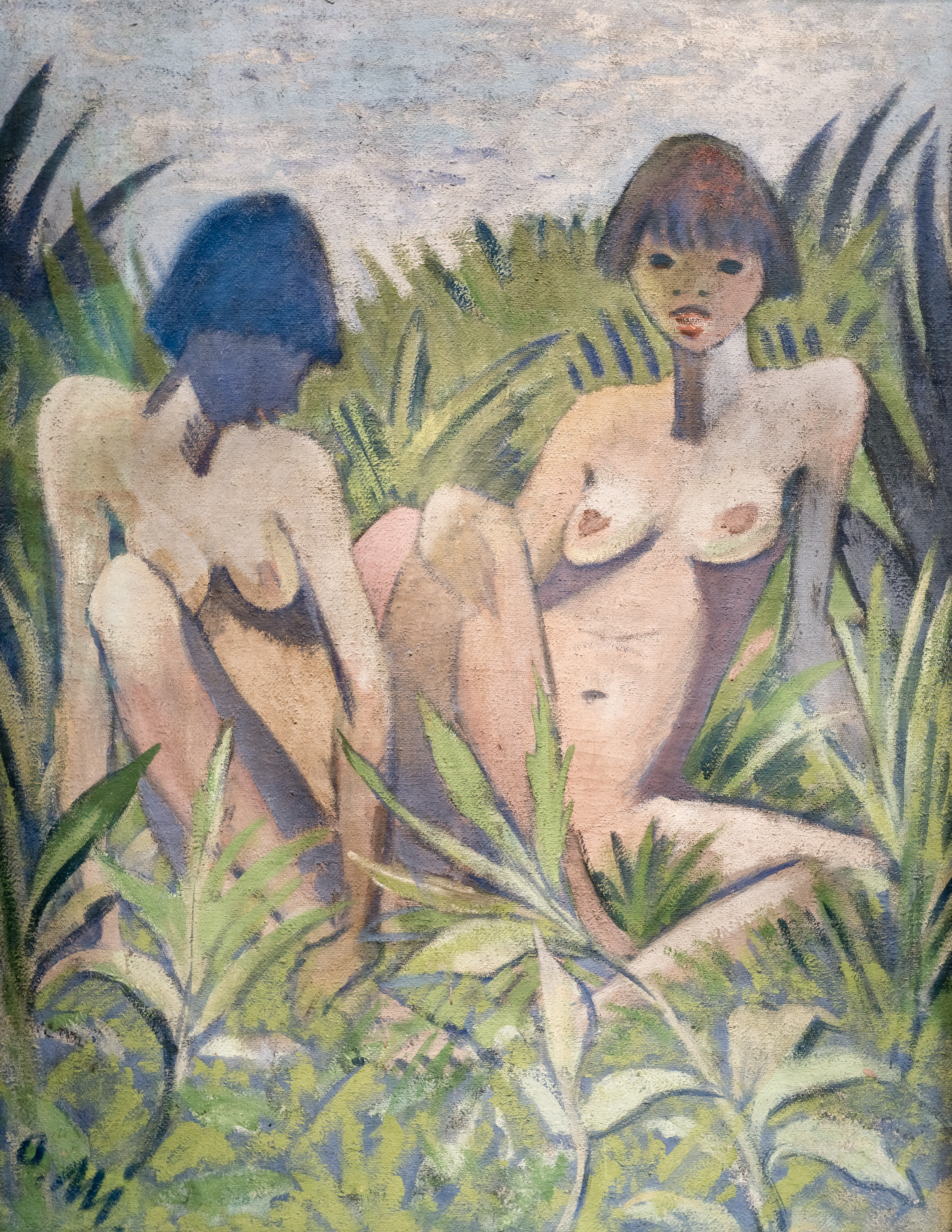
Dues noies a l'herba (1926), d'Otto Mueller, Staatsgalerie Moderner Kunst, Múnic

Die Brücke atorgà especial importància a les obres gràfiques: el seu principal mitjà d'expressió fou la xilografia, tècnica que els permetia plasmar la seva concepció de l'art d'una manera directa, deixant un aspecte inacabat, brut, salvatge, proper al primitivisme que tant admiraven. Aquests gravats en fusta presenten superfícies irregulars, que no dissimulen i aprofiten de manera expressiva, aplicant taques de color i destacant la sinuositat de les formes. També utilitzaren la litografia, l'aiguafort i l'aiguatinta, que solien ser d'un reduït cromatisme i simplificació estilística. Die Brücke defensava l'expressió directa i instintiva de l'impuls creador de l'artista, sense normes ni regles, rebutjant totalment qualsevol tipus de reglamentació acadèmica. Com va dir Kirchner: «el pintor transforma en obra d'art la concepció de la seva experiència».
Als membres de Die Brücke els interessava un tipus de temàtica centrada en la vida i la natura, reflectida de manera espontània i instintiva, per la qual cosa els seus principals temes són el nu —sigui en interior o exterior—, així com escenes de circ i music-hall, on trobaven la màxima intensitat que podien extreure a la vida. Aquesta temàtica fou sintetitzada en obres sobre banyistes que els seus membres realitzaren preferentment entre 1909 i 1911 en les seves estades als llacs propers a Dresden: Alsen, Dangast, Nidden, Fehmarn, Hiddensee, Moritzburg, etc. Són obres en què expressen un naturisme sense complexos, un sentiment quasi panteista de comunió amb la natura, al mateix temps que tècnicament van depurant la seva paleta, en un procés de deformació subjectiva de la forma i el color, que adquireix un significat simbòlic.
El 1911, la majoria d'artistes del grup s'instal·laren a Berlín i iniciaren la seva carrera en solitari. A la capital alemanya van rebre la influència del cubisme i el futurisme, patent en l'esquematització de les formes i la utilització de tons més freds a partir de llavors. La seva paleta es tornà més fosca i la seva temàtica més desolada, malenconiosa, pessimista, perdent el segell estilístic comú que tenien a Dresden per a recórrer camins cada cop més divergents, iniciant cadascú la seva anadura personal. Una de les majors exposicions en què participaren els membres de Die Brücke fou la Sonderbund de Colònia de 1912, on a més Kirchner i Heckel van rebre l'encàrrec de decorar una capella, que aconseguí un gran èxit. Tot i així, el 1913 es produí la dissolució formal del grup, a causa del rebuig que provocà als seus companys la publicació de la història del grup (Crònica de la societat artística de Die Brücke) per part de Kirchner, en què s'atorgava a si mateix una especial rellevància que no fou admesa per la resta de membres.
Els principals membres del grup van ser:

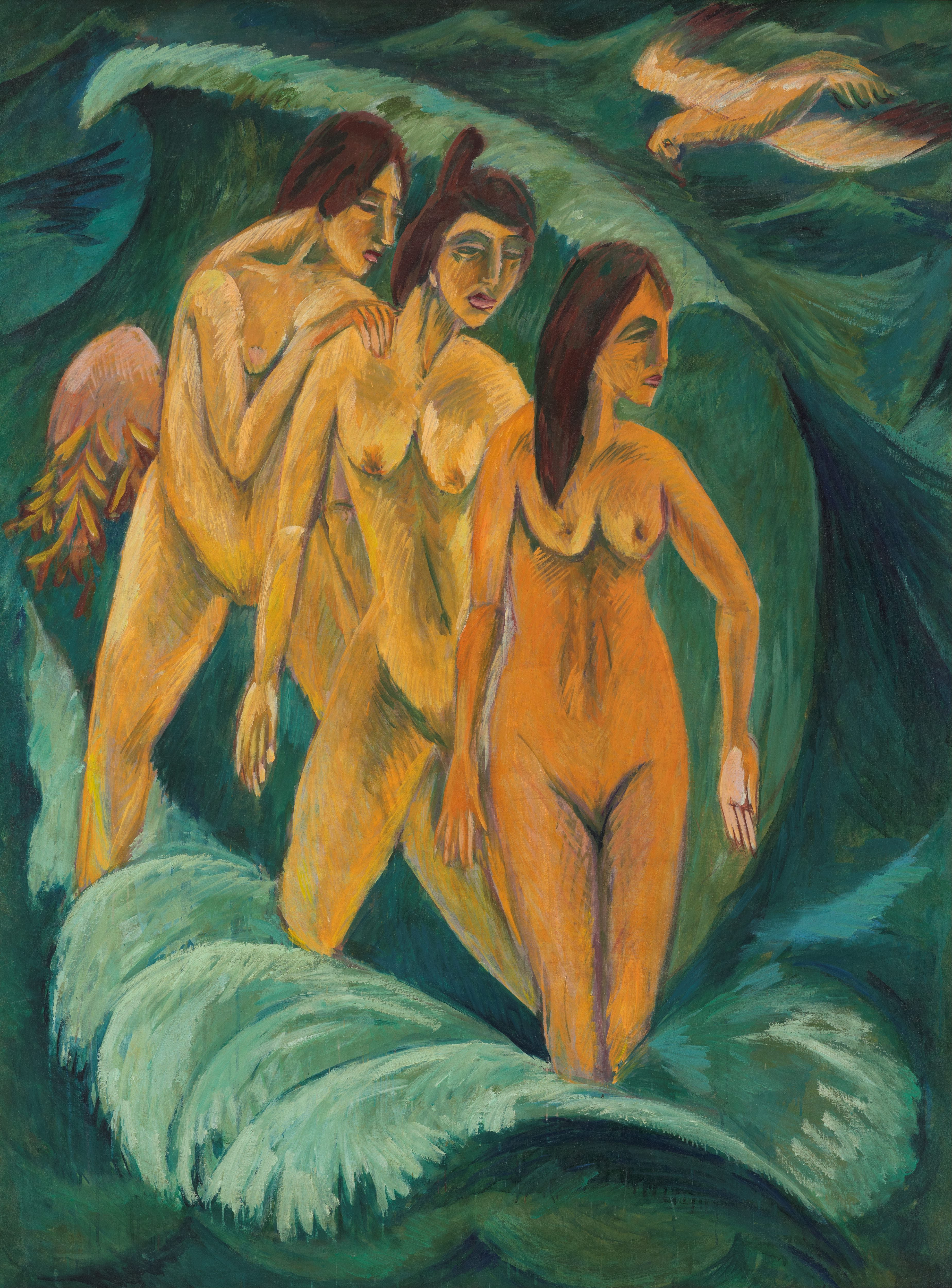
Tres banyistes (1913), d'Ernst Ludwig Kirchner, galeria d'Art de Nova Gal·les del Sud

- Ernst Ludwig Kirchner: gran dibuixant —el seu pare era professor de dibuix—, des de la seva visita a una exposició de xilografia de Durer el 1898 començà a fer gravats en fusta, material en el qual també realitzà talles d'influència africana, amb un acabat irregular, sense polir, destacant els components sexuals. Utilitzava colors primaris, com els fauvistes, amb certa influència de Matisse, però amb línies trencades, violentes —al contrari que les arrodonides de Matisse—, en angles tancats, aguts. Les seves figures eren estilitzades, amb un allargament d'influència gòtica. Des del seu trasllat a Berlín el 1910 realitzà composicions més esquemàtiques, amb línies tallants i zones inacabades, i certa distorsió formal. Progressivament la seva pinzellada es tornà més nerviosa, agressiva, amb línies superposades i composició més geomètrica, amb formes cantelludes inspirades en la descomposició cubista. Des del 1914 començà a tenir trastorns mentals, i durant la guerra patí una malaltia respiratòria, factors que influïren en la seva obra. El 1937 la seva obra fou confiscada pels nazis, i se suïcidà a l'any següent.[51]

- Erich Heckel: la seva obra es nodrí de la influència directa de Van Gogh, l'obra del qual conegué el 1905 a la galeria Arnold de Dresden. Entre 1906 i 1907 realitzà una sèrie de quadres de composició vangoghiana, de pinzellades curtes i colors intensos —predominantment el groc—, amb pasta densa. Més tard, evolucionà a temàtiques més expressionistes, com el sexe, la soledat, la incomunicació, etc. També treballà amb la fusta, en obres lineals, sense perspectiva, amb influència gòtica i cubista. Fou un dels expressionistes més vinculats al corrent romàntic alemany, cosa que es reflecteix en la seva visió utòpica de les classes marginals, per les quals expressà un sentiment de solidaritat i reivindicació. Des del 1909, realitzà una sèrie de viatges per tot Europa que el van posar en contacte tant amb l'art antic com amb el de les noves avantguardes, especialment el fauvisme i el cubisme, dels quals adopta l'organització espacial i el colorit intens i subjectiu. En les seves obres tendia a descuidar l'aspecte figuratiu i descriptiu de les composicions per ressaltar el contingut emotiu i simbòlic, amb pinzellades denses que fan que el color ocupi tot l'espai, sense atorgar importància al dibuix o a la composició.[52]

- Karl Schmidt-Rottluff: als seus inicis practicà el macropuntillisme, per passar a un expressionisme de figures esquemàtiques i rostres tallants, de pinzellada solta i colors intensos. Rebé certa influència de Picasso de la seva etapa blava, així com de Munch i l'art africà i, des del 1911, del cubisme, palpable en la simplificació de les formes que aplicà a les seves obres des de llavors. Dotat d'una gran mestria per a l'aquarel·la, sabia dosificar molt bé els colors i distribuir els clarobscurs, mentre que en pintura aplicava pinzellades denses i espesses amb clar precedent en Van Gogh. També realitzà talles en fusta, de vegades policromada, amb influència africana —rostres allargats, ulls ametllats.[53]

- Emil Nolde: vinculat a Die Brücke durant 1906-1907, treballà en solitari, deslligat de tendències —no es considerava un expressionista, sinó un «artista alemany». Dedicat en principi a la pintura de paisatges, temes florals i animals, sentia predilecció per Rembrandt i Goya. A començaments de segle, utilitzava la tècnica divisionista, amb empastament molt gruix i pinzellades curtes, i amb forta descàrrega cromàtica, d'influència postimpressionista. Durant la seva estada a Die Brücke abandonà el procés d'imitació de la realitat, i es denota en la seva obra una inquietud interior, una tensió vital, una crispació que es reflectiria en el pols intern de l'obra. Començà llavors els temes religiosos, centrant-se en la passió de Crist, amb influència de Grünewald, Brueghel i Bosch, amb rostres desfigurats, un profund sentiment d'angúnia i una gran exaltació del color (L'últim sopar, 1909; Pentecosta, 1909; Santa Maria Egipcíaca, 1912).[54]

- Otto Mueller: gran admirador de l'art egipci, realitzà obres sobre paisatges i nus amb formes esquemàtiques i cantelludes en què es percep la influència de Cézanne i Picasso. Els seus nus solen situar-se en paisatges naturals, evidenciant la influència de la natura exòtica de Gauguin. El seu dibuix és net i fluid, allunyat de l'estil aspre i gestual dels altres expressionistes, amb una composició de superfícies planes i suaus línies corbes, creant una atmosfera d'ensomni idíl·lic. Les seves figures primes i esveltes estaven inspirades en Cranach, del qual tenia una reproducció de Venus a l'estudi. Eren nus de gran senzillesa i naturalitat, sense traces de provocació o sensualitat, expressant una perfecció ideal, la nostàlgia d'un paradís perdut, en què l'ésser humà vivia en comunió amb la natura.[55]

- Max Pechstein: de formació acadèmica, estudià belles arts a Dresden. En un viatge a Itàlia el 1907 s'entusiasmà amb l'art etrusc i els mosaics de Ràvena, mentre que en la seva següent estada a París entrà en contacte amb el fauvisme. El 1910 fou fundador amb Nolde i Georg Tappert de la Nova Secessió berlinesa, de què fou el primer president. El 1914 realitzà un viatge per Oceania, i rebé com tants altres artistes de l'època la influència de l'art primitiu i exòtic. Les seves obres solen ser paisatges solitaris i agrests, generalment de Nidden, una població de la costa bàltica que era el seu lloc d'estiueig.[56]

### Der Blaue Reiter

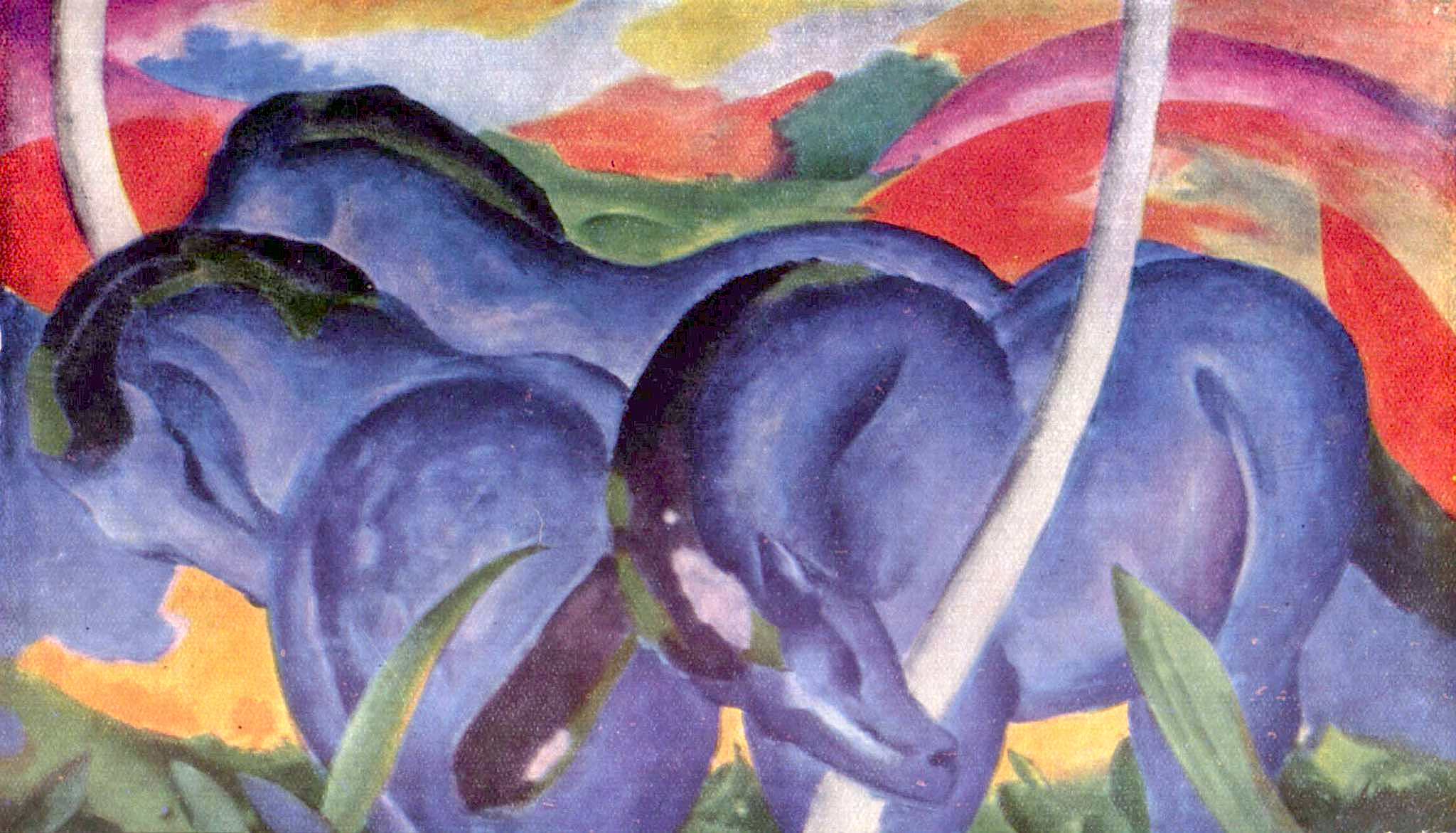
Els grans cavalls blaus (1911), de Franz Marc, Walker Art Center, Minneapolis

Der Blaue Reiter ('El genet blau') sorgí a Múnic el 1911, agrupant Vassili Kandinski, Franz Marc, August Macke, Paul Klee, Gabriele Münter, Alfred Kubin, Alexei von Jawlensky, Lyonel Feininger, Heinrich Campendonk i Marianne von Werefkin. El nom del grup fou escollit per Marc i Kandinski prenent cafè en una terrassa, després d'una conversa en què coincidiren en el gust pels cavalls i pel color blau, tot i que és de remarcar que Kandinski ja va pintar un quadre amb el títol El genet blau el 1903 (Fundació Col·lecció E. G. Bührle, Zúric). De nou, més que un segell estilístic comú, compartien una determinada visió de l'art, en què imperava la llibertat creadora de l'artista i l'expressió personal i subjectiva de les seves obres. Der Blaue Reiter no fou una escola ni un moviment, sinó una agrupació d'artistes amb inquietuds similars, centrades en un concepte d'art no com a imitació, sinó com a expressió de l'interior de l'artista.
Der Blaue Reiter fou una escissió del grup Neue Künstlervereinigung München ('Nova Associació d'Artistes de Múnic'), fundada el 1909, de què era president Kandinski, i que incloïa a més Marc, Jawlensky, Werefkin, Kubin, Klee, Münter, els germans David i Vladimir Burliuk, Alexander Kanoldt, Adolf Erbslöh, Karl Hofer, etc. Tot i això, divergències estètiques originaren l'abandó de Kandinski, Marc, Kubin i Münter, fundant el nou grup. Der Blaue Reiter tenia pocs punts en comú amb Die Brücke, i coincidien bàsicament en l'oposició a l'impressionisme i al positivisme; malgrat això, enfront de l'actitud temperamental de Die Brücke, enfront de la seva plasmació quasi fisiològica de l'emotivitat, Der Blaue Reiter tenia una actitud més refinada i espiritual, pretenent captar l'essència de la realitat amb la purificació dels instints. Així, en lloc de la deformació física, opten per la seva total depuració, i arriben així a l'abstracció. La seva poètica es definí com un expressionisme líric, en què l'evasió no s'encaminava cap al món salvatge, sinó cap a l'espiritual de la natura i el món interior.
Els membres del grup mostraren interès pel misticisme, el simbolisme i les formes d'art que consideraven més genuïnes: el primitiu, el popular, l'infantil i el de malalts mentals. Der Blaue Reiter destacà per l'ús de l'aquarel·la, enfront del gravat utilitzat principalment per Die Brücke. També cal destacar la importància atorgada a la música, que se sol assimilar al color, cosa que facilità la transició d'un art figuratiu a un de més abstracte. D'igual forma, en els seus assajos teòrics mostraren predilecció per la forma abstracta, en què veien un gran contingut simbòlic i psicològic, teoria que amplià Kandinski en la seva obra De l'espiritual en l'art (1912), en què cerca una síntesi entre intel·ligència i emotivitat, defensant que l'art es comunica amb el nostre esperit interior, i que les obres artístiques poden ser tan expressives com la música. Kandinski expressà un concepte místic de l'art, amb influència de la teosofia i la filosofia oriental: l'art és expressió de l'esperit, les formes artístiques en són un reflex. Com en el món de les idees de Plató, les formes i sons connecten amb el món espiritual per la sensibilitat i la percepció. Per a Kandinski, l'art és un llenguatge universal, accessible a qualsevol ésser humà. El camí de la pintura havia de ser des de la feixuga realitat material fins a l'abstracció de la visió pura, amb el color com a mitjà, per això desenvolupà tota una complexa teoria del color: en La Pintura com a art pur (1913) sosté que la pintura és ja un ens separat, un món en si mateix, una nova forma de l'ésser, que actua sobre l'espectador amb la vista i que li provoca profundes experiències espirituals.

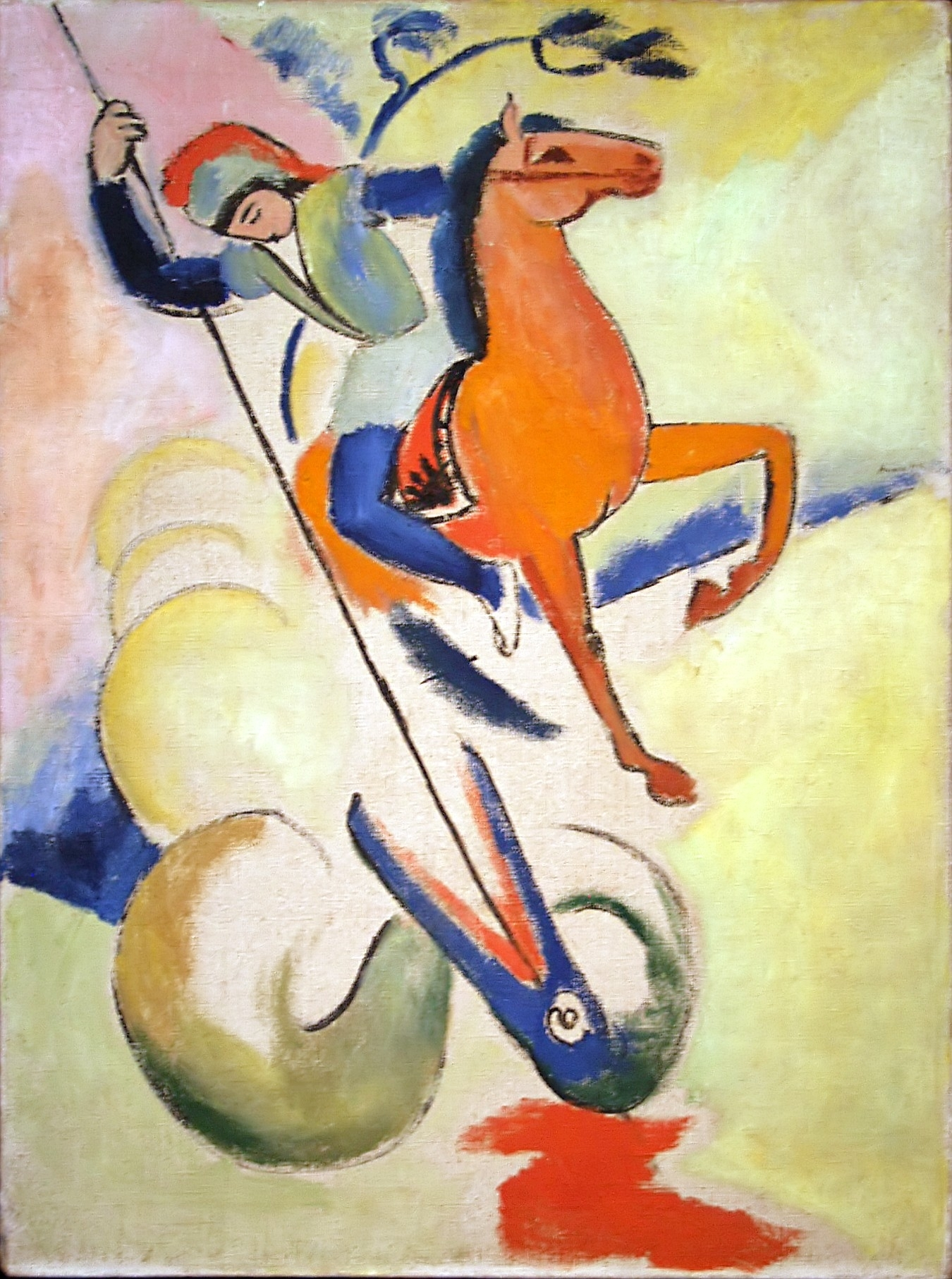
Sant Jordi (1912), d'August Macke, Kolumba Museum, Colònia

Der Blaue Reiter organitzà diverses exposicions: la primera fou a la galeria Thannhäuser de Múnic, inaugurada el 18 de desembre de 1911 amb el nom I Ausstellung der Redaktion des Blauen Reiter (I Exposició dels Directors del Genet Blau). Fou la més homogènia, ja que es notava una clara influència mútua entre tots els components del grup, dissipada més endavant per una major individualitat de tots els membres. Exposaren obres Macke, Kandinski, Marc, Campendonk i Münter i, com a invitats, Arnold Schönberg –compositor, però autor també d'obres pictòriques–, Albert Bloch, David i Vladimir Burliuk, Robert Delaunay i el Duaner Rousseau. La segona exposició s'efectuà a la galeria Hans Goltz el març de 1912, dedicada a aquarel·les i obres gràfiques, confrontant l'expressionisme alemany amb el cubisme francès i el suprematisme rus. La darrera gran exposició es produí el 1913 a la seu de Der Sturm a Berlín, en paral·lel al primer Saló de Tardor realitzat a Alemanya.
Una de les majors fites del grup fou la publicació de l'Almanac (maig de 1912), amb motiu de l'exposició organitzada a Colònia pel Sonderbund. El van realitzar en col·laboració amb el galerista Heinrich von Tannhäuser i amb Hugo von Tschudi, director dels museus de Baviera. Al costat de nombroses il·lustracions, recollia diversos textos dels membres del grup, dedicats a l'art modern i amb nombroses referències a l'art primitiu i exòtic. Es mostrava la teoria pictòrica del grup, centrada en la importància del color i en la pèrdua de la composició realista i el caràcter imitatiu de l'art, enfront d'una major llibertat creativa i una expressió més subjectiva de la realitat. Es parlava igualment dels pioners del moviment (Van Gogh, Gauguin, Cézanne, Rousseau), en què s'incloïa tant els membres de Die Brücke i Der Blaue Reiter com Matisse, Picasso i Delaunay. També s'afegí la música, amb referències a Schönberg, Webern i Berg.
Der Blaue Reiter tingué el seu final amb la Primera Guerra mundial, en què moriren Marc i Macke, mentre que Kandinski hagué de tornar a Rússia. El 1924 Kandinski i Klee, juntament amb Lyonel Feininger i Alexej von Jawlensky, fundaren Die Blaue Vier ('Els quatre blaus') al si de la Bauhaus, i exposaren conjuntament la seva obra durant deu anys.
Els principals representants de Der Blaue Reiter foren:

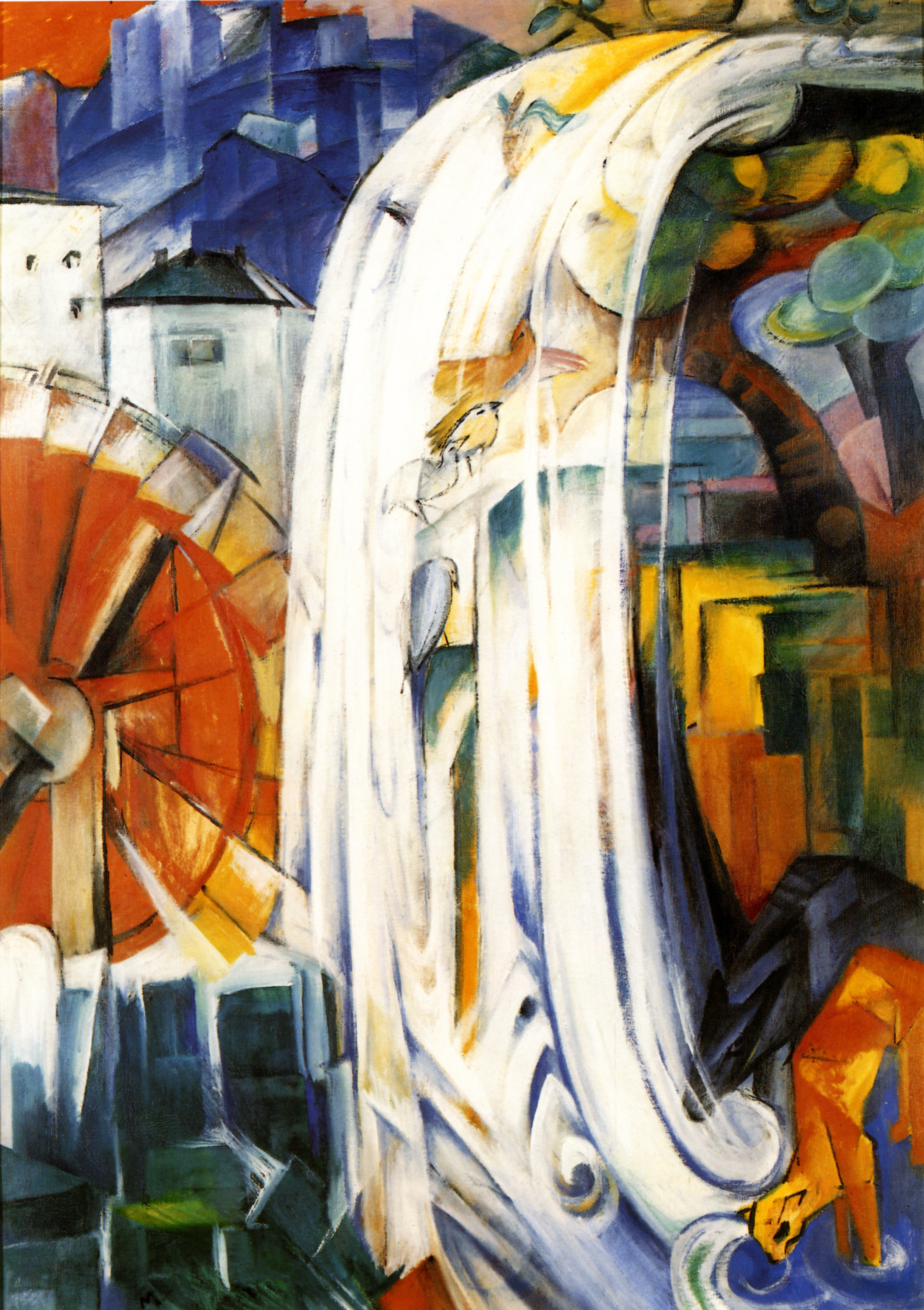
El molí encantat (1913), de Franz Marc, Art Institute of Chicago, Chicago

- Vassili Kandinski: de vocació tardana, estudià dret, economia i política abans de passar-se a la pintura, després de visitar una exposició impressionista el 1895. Establert a Múnic, s'inicià en el Jugendstil, conjugant-lo amb elements de la tradició russa. El 1901 fundà el grup Phalanx, i obrí la seva pròpia escola. Durant 1906-1909 tingué un període fauvista, per a passar posteriorment a l'expressionisme. Des del 1908 la seva obra anà perdent l'aspecte temàtic i figuratiu per guanyar en expressivitat i colorit, iniciant progressivament el camí cap a l'abstracció, i des del 1910 creà quadres en què la importància de l'obra residia en la forma i el color, creant plans pictòrics per confrontació de colors.[67] La seva abstracció era oberta, amb un focus en el centre, empenyent amb una força centrífuga, derivant les línies i taques cap a fora, amb gran riquesa formal i cromàtica. El mateix Kandinski distingia la seva obra entre "impressions", reflex directe de la natura exterior (que seria la seva obra fins al 1910); "improvisacions", expressió de signe intern, de caràcter espontani i de naturalesa espiritual (abstracció expressionista, 1910-1921); i "composicions", expressió igualment interna però elaborada i formada lentament (abstracció constructiva, des de 1921).[68]

- Franz Marc: estudiant de teologia, durant un viatge per Europa entre 1902 i 1906 decidí fer-se pintor. Imbuït d'un gran misticisme, es considerava un pintor "expressiu", intentant expressar el seu "jo interior". La seva obra és bastant monotemàtica, dedicant-se principalment als animals, especialment els cavalls. Malgrat això, els seus tractaments són molt diversos, amb contrastos molt violents de color, sense perspectiva lineal. Rebé la influència de Degas –que també feu una sèrie sobre cavalls–, així com del cubisme òrfic de Delaunay i de les atmosferes flotants de Chagall. Per a Marc, l'art era una forma de captar l'essència de les coses, cosa que traduí en una visió mística i panteista de la natura, que plasmà sobretot en els animals, que per a ell tenien un significat simbòlic, representant conceptes com l'amor o la mort. En les seves representacions d'animals el color era igualment simbòlic, destacant el blau, el color més espiritual. Les figures són simples, esquemàtiques, tendint a la geometrització després del seu contacte amb el cubisme. Malgrat tot, desenganyat també dels animals, començà com Kandinski el camí cap a l'abstracció, carrera que es veié truncada amb la seva mort en la Primera Guerra mundial.[69]

- August Macke: el 1906 visità Bèlgica i Països Baixos, on rebé la influència de Rembrandt –empastament gruixut, contrastos acusats–; el 1907, a Londres, li entusiasmaren els prerafaelites; igualment, el 1908 a París contactà amb el fauvisme. Des de llavors, abandonà la tradició i renovà temàtiques i colorits, treballant amb colors clars i càlids. Més tard rebé la influència del cubisme: restricció cromàtica, línies geomètriques, figures esquematitzades, contrastos ombra-llum. En darrer lloc arribà a l'art abstracte, amb influència de Kandinski i Delaunay: feia una abstracció racional, geomètrica, amb taques lineals de color i composicions basades en plans geomètrics acolorits. Enes seves darreres obres –després d'un viatge al nord d'Àfrica– tornà al colorisme fort i els contrastos exagerats, amb un cert aire surrealista. S'inspirava en temes quotidians, en ambients generalment urbans, amb un aire líric, alegre, serè, amb colors d'expressió simbòlica com Marc.[70]

- Paul Klee: de formació musical, el 1898 es passà a la pintura, i denotà com Kandinski un sentit pictòric d'evanescència musical, tendent a l'abstracció, i amb un aire oníric que el portaria al surrealisme.[71] Iniciat en el Jugendstil, i amb influència de Böcklin, Redon, Van Gogh, Ensor i Kubin, pretenia com aquest darrer assolir un estat intermedi entre la realitat i l'ensomni ideal. Més tard, després d'un viatge a París el 1912, on conegué Picasso i Delaunay, s'interessà més pel color i les seves possibilitats compositives. En un viatge a Àfrica el 1914 amb Macke, es reafirmà la seva visió del color com a element dinamitzador del quadre, que seria la base de les seves composicions, en què perdura la forma figurativa combinada amb una certa atmosfera abstracta, en curioses combinacions que serien un dels seus segells estilístics més recognoscibles. Klee recreà en la seva obra un món fantàstic i irònic, proper al dels nens o els bojos, que l'aproparà a l'univers dels surrealistes –s'han assenyalat nombrosos punts de contacte entre la seva obra i la de Joan Miró–.[72]

- Alexei von Jawlensky: militar rus, abandonà la seva carrera per dedicar-se a l'art, instal·lant-se a Múnic el 1896 amb Marianne von Werefkin. El 1902 viatjà a París, i travà amistat amb Matisse, amb qui treballà un temps i amb qui s'inicià en el colorit fauve. Es dedicà principalment al retrat, inspirat en les icones de l'art tradicional rus, amb figures en actitud hieràtica, de gran mida i esquematització compositiva. Treballava amb grans superfícies de color, amb un colorit violent, delimitat per forts traços negres.[73] Durant la guerra es refugià a Suïssa, on realitzà retrats propers al cubisme, amb rostres ovals, de nas allargat i ulls asimètrics. Més tard, per influència de Kandinski, s'apropà a l'abstracció, amb retrats reduïts a formes geomètriques, de colors intensos i càlids.[74]

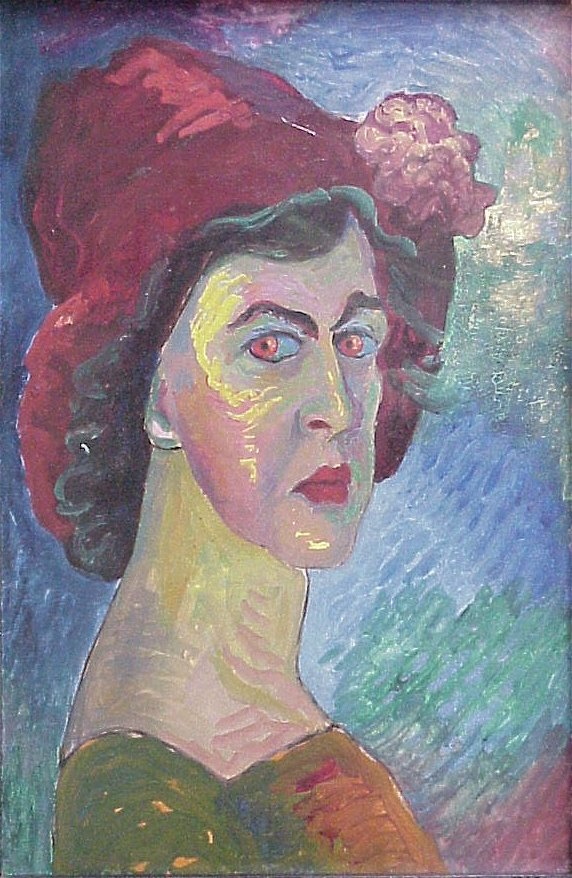
Autoretrat (1910), de Marianne von Werefkin, Städtische Galerie im Lenbachhaus, Múnic

- Lyonel Feininger: nord-americà d'origen alemany, el 1888 viatjà a Alemanya per estudiar música, i es passà posteriorment a la pintura. Als seus començaments treballà com a caricaturista per a diversos diaris. Rebé la influència del cubisme òrfic de Delaunay, patent en el geometrisme dels seus paisatges urbans, de formes cantelludes i inquietants, semblants a les d'El gabinet del Dr. Caligari –en els decoradors del qual probablement influí–. Els seus personatges són caricaturescos, de gran mida –de vegades arriba a la mateixa alçada dels edificis–, construïts per superposició de plans de color. Professor de la Bauhaus de 1919 a 1933, el 1938, a causa del nazisme, retornà a la seva Nova York natal.[75]

- Gabriele Münter: estudià a Düsseldorf i Múnic, ingressà en el grup Phalanx, en què conegué Kandinski, amb el qual inicià una relació i passà llargues temporades a la localitat de Murnau. Allà pintà nombrosos paisatges en què mostrava una gran emotivitat i un gran domini del color, amb influència de l'art popular bavarès, cosa que es denota en les línies senzilles, colors clars i lluminosos i una acurada distribució de les masses. Rebé de Jawlensky la juxtaposició de taques brillants de color amb nítids contorns, que es convertirien en el seu principal segell artístic. Entre 1915 i 1927 deixà de pintar, després de la seva ruptura amb Kandinski.[76]

- Heinrich Campendonk: influït pel cubisme òrfic i l'art popular i primitiu, creà un tipus d'obres de signe primitivista, amb dibuix de gran rigidesa, figures hieràtiques i composicions desjerarquitzades. En les seves obres té un paper determinant el contrast de colors, amb una pinzellada hereva de l'impressionisme. Més tard, per influència de Marc, el color guanyà independència respecte a l'objecte, cobrant un major valor expressiu, i descomponent l'espai a la manera cubista. Superposava els colors en capes transparents, realitzant composicions lliures en què els objectes semblen flotar sobre la superfície del quadre. Igual que Marc, la seva temàtica se centrà en un concepte idealitzat de comunió entre l'ésser humà i la natura.[77]

- Alfred Kubin: escriptor, dibuixant i il·lustrador, la seva obra es basà en un món fantasmagòric de monstres, d'aspecte morbós i al·lucinant, reflectint la seva obsessió per la mort. Influït per Max Klinger, treballà principalment com a il·lustrador, en dibuixos en blanc i negre d'aire decadentista amb reminiscències de Goya, Blake i Félicien Rops. Les seves escenes s'emmarcaven en ambients crepusculars, fantasmagòrics, que recorden igualment Odilon Redon, amb un estil cal·ligràfic, de vegades fregant l'abstracció. Les seves imatges fantàstiques, mòrbides, amb referències al sexe i la mort, foren precursores del surrealisme. També fou escriptor, i la seva principal obra, L'altre costat (1909), pogué haver influït sobre Kafka.[78]

- Marianne von Werefkin: pertanyent a una família aristòcrata russa, rebé classes d'Ilia Repin a Sant Petersburg. El 1896 es traslladà a Múnic amb Jawlensky, amb qui havia iniciat una relació, dedicant-se més a la difusió de l'obra d'aquest que a la seva pròpia. En aquesta ciutat, creà un saló de notable fama com a tertúlia artística, i arribà a influir en Franz Marc en l'àmbit teòric. El 1905, després d'algunes divergències amb Jawlensky, tornà a pintar. Aquell any viatjà a França, rebent la influència dels nabís i els futuristes. Les seves obres són d'un colorit brillant, ple de contrastos, amb preponderància de la línia en la composició, a què se subordina el color. La temàtica és fortament simbòlica, destacant els seus enigmàtics paisatges amb processons de morts.[79]

### Neue Sachlichkeit

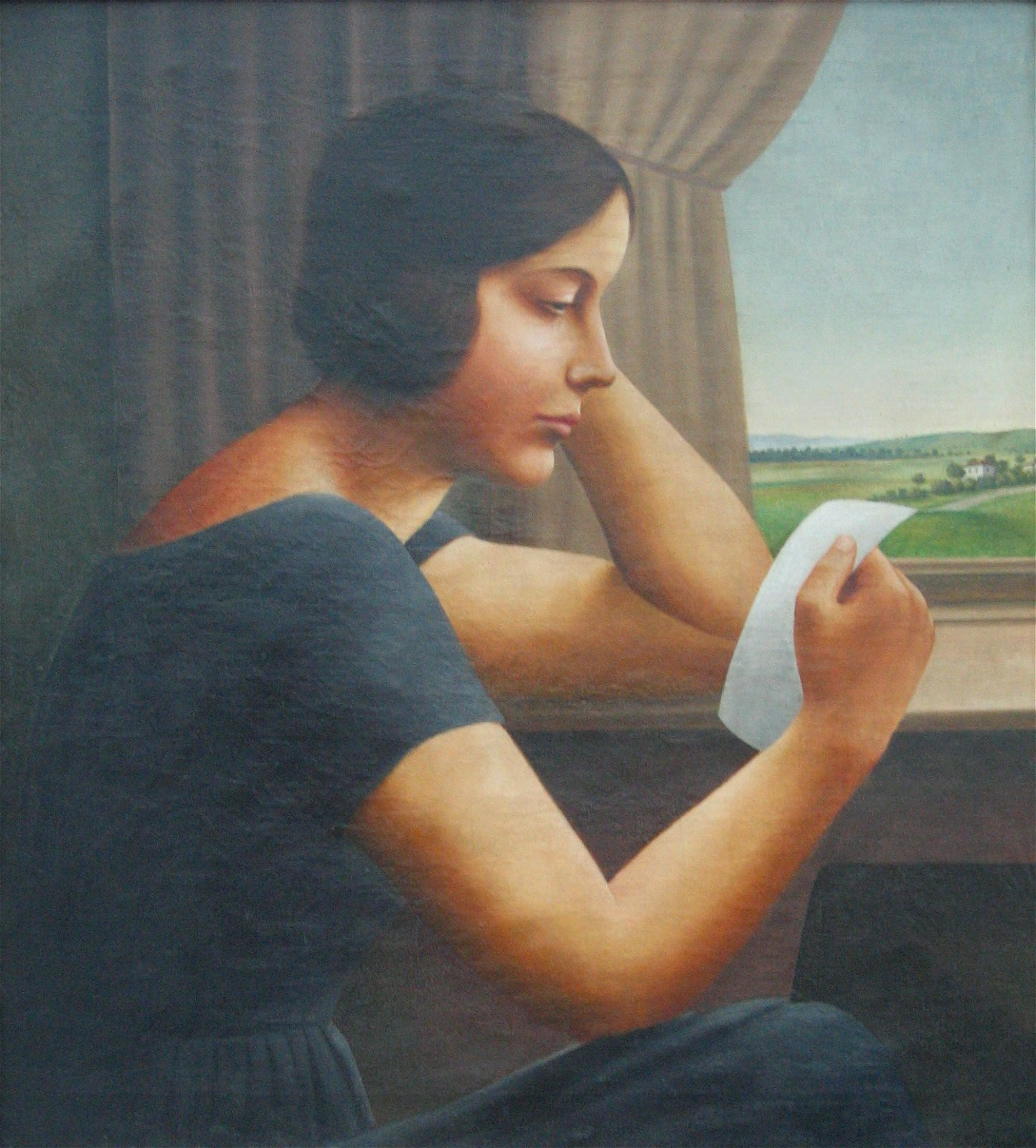
Martha (1925), de Georg Schrimpf, Pinakothek der Moderne, Múnic

El grup Neue Sachlichkeit ('Nova objectivitat') sorgí després de la Primera Guerra mundial com un moviment de reacció enfront de l'expressionisme, retornant a la figuració realista i a la plasmació objectiva de la realitat, amb un marcat component social i reivindicatiu. Desenvolupat entre 1918 i 1933, desaparegué amb l'adveniment del nazisme. L'ambient de pessimisme que portà la postguerra propicià l'abandó per part d'alguns artistes de l'expressionisme més espiritual i subjectiu, de recerca de nous llenguatges artístics, per un art més compromès, més realista i objectiu, dur, directe, útil per al desenvolupament de la societat, un art revolucionari en la seva temàtica, si bé no en la forma. Els artistes es van separar de l'abstracció, reflexionant sobre l'art figuratiu i rebutjant tota activitat que no atengués als problemes de la urgent realitat de la postguerra. Encarnaren aquest grup Otto Dix, George Grosz, Max Beckmann, Conrad Felixmüller, Christian Schad, Rudolf Schlichter, Ludwig Meidner, Karl Hofer i John Heartfield.
Enfront de la introspecció psicològica de l'expressionisme, l'individualisme de Die Brücke o l'espiritualisme de Der Blaue Reiter, la Nova objectivitat proposà el retorn al realisme i a la plasmació objectiva del món circumdant, amb una temàtica més social i compromesa políticament. Amb tot, no renunciaren als guanys tècnics i estètics de l'art d'avantguarda, com el colorit fauvista i expressionista, la "visió simultània" futurista o l'aplicació del fotomuntatge a la pintura i el gravat del verisme. La recuperació de la figuració fou una conseqüència comuna a l'espai al final de la guerra: a més de la Nova objectivitat, sorgí a França el purisme i a Itàlia la pintura metafísica, precursora del surrealisme. Però en la Nova objectivitat aquest realisme és més compromès que en altres països, amb obres de denúncia social que pretenen desemmascarar la societat burgesa del seu temps, denunciar l'estament polític i militar que els ha portats al desastre de la guerra. Si bé la Nova objectivitat s'oposà a l'expressionisme per ser un estil espiritual i individualista, mantingué en canvi la seva essència formal, ja que el seu caràcter grotesc, de deformació de la realitat, de caricaturització de la vida, fou traslladat a la temàtica social abordada pels nous artistes de la postguerra.
La Nova objectivitat sorgí com oposició al Novembergruppe, del qual rebutjaven la falta de compromís social. Així, el 1921, un grup d'artistes dadaistes –entre els quals es trobaven George Grosz, Otto Dix, Rudolf Schlichter, Hanna Höch, etc.– es van presentar com a "oposició al grup de Novembre", redactant una carta oberta a aquest. El terme Nova objectivitat fou ideat pel crític Gustav Friedrich Hartlaub per a l'exposició Nova Objectivitat. Pintura alemanya des de l'expressionisme, celebrada el 1925 a la Kunsthalle de Mannheim. Segons paraules d'Hartlaub: "l'objectiu és superar les mesquineses estètiques de la forma mitjançant una nova objectivitat nascuda del disgust envers la societat burgesa de l'explotació".
En paral·lel a la Nova objectivitat sorgí el denominat realisme màgic, nom proposat igualment per Hartlaub el 1922, però difós sobretot per Franz Roh en el seu llibre Postexpressionisme. Realisme màgic (1925). El realisme màgic se situà més a la dreta de la Nova objectivitat –encara que fou igualment eliminat pels nazis–, i representava una línia més personal i subjectiva que el grup de Grosz i Dix. Enfront de la violència i dramatisme dels seus coetanis objectius, els realistes màgics elaboraren una obra més calmada i intemporal, més serena i evocadora, transmissora d'una quietud que pretenia apaivagar els ànims després de la guerra. El seu estil era proper al de la pintura metafísica italiana, intentant captar la transcendència dels objectes més enllà del món visible. Entre les seves figures, destacaren Georg Schrimpf, Alexander Kanoldt, Anton Räderscheidt, Carl Grossberg i Georg Scholz.
Els principals exponents de la Nova objectivitat foren:
- George Grosz: procedent del dadaisme, estava interessat per l'art popular. Mostrà des de jove en la seva obra un intens disgust per la vida, que es convertí després de la guerra en indignació. En la seva obra, analitzà fredament i metòdicament la societat del seu temps, desmitificant les classes dirigents per mostrar el seu vessant més cruel i despòtic. Carregà especialment contra l'exèrcit, la burgesia i la clerecia, en sèries com El rostre de la classe dominant (1921) o Ecce Homo (1927), en escenes en què predomina la violència i el sexe. Els seus personatges solen ser mutilats de guerra, assassins, suïcides, burgesos rics i rabassuts, prostitutes, vagabunds, etc., en figures escarides, siluetejades en poques traces, com ninots. Tècnicament, emprà recursos d'altres estils, com l'espai geometritzant del cubisme o la captació del moviment del futurisme.[85]

- Otto Dix: iniciat en el realisme tradicional, amb influència de Hodler, Cranach i Durer, en Dix la temàtica social, patètica, directa i macabra de la Nova objectivitat quedava emfasitzada per la representació realista i minuciosa, quasi diàfana, de les escenes urbanes, poblades pel mateix tipus de personatges que retratava Grosz: assassins, esguerrats, prostitutes, burgesos i captaires. Exposà de manera freda i metòdica els horrors de la guerra, les carnisseries i matances que presencià com a soldat: així, en la sèrie La guerra (1924), s'inspirà en l'obra de Goya i de Callot.[86]

- Max Beckmann: de formació acadèmica i inicis propers a l'impressionisme, l'horror de la guerra el portà com als seus companys a plasmar de forma crua la realitat que l'envoltava. Acusà llavors la influència d'antics mestres com Grünewald, Brueghel i Bosch, al costat de noves aportacions com el cubisme, del qual prengué el concepte d'espai, que es torna en la seva obra un espai aclaparant, quasi claustrofòbic, on les figures tenen un aspecte de solidesa escultòrica, amb contorns molt delimitats. En la seva sèrie L'infern (1919) feu un retrat dramàtic del Berlín de postguerra, amb escenes de gran violència, amb personatges torturats, que criden i es retorcen de dolor.[86]

- Conrad Felixmüller: fervent opositor de la guerra, durant aquesta assumí l'art com una forma de compromís polític. Lligat al cercle de Pfemfert, editor de la revista Die Aktion, es mogué en l'ambient antimilitarista de Berlín, que rebutjava l'esteticisme en l'art, defensant un art compromès i de finalitat social. Influït pel colorit de Die Brücke i per la descomposició cubista, simplificà l'espai en formes angulars i quadrilàteres, que ell denominava cubisme sintètic. La seva temàtica se centrà en obrers i en les classes socials més desfavorides, amb un fort component de denúncia.[87]

- Christian Schad: membre del grup dadaista de Zúric (1915-1920), en què treballà amb paper fotogràfic –les seves schadografies–, es dedicà posteriorment al retrat, en retrats freds i desapassionats, estrictament objectius, quasi deshumanitzats, estudiant amb mirada sòbria i científica els personatges que retratava, que es veien reduïts a simples objectes, sols i aïllats, sense capacitat de comunicar-se.[84]

- Ludwig Meidner: membre del grup Die Pathetiker ('Els patètics') juntament amb Jakob Steinhardt i Richard Janthur, el seu principal tema fou la ciutat, el paisatge urbà, que mostrà en escenes bigarrades, sense espai, amb grans multituds de gent i edificis cantelluts de precari equilibri, en un ambient opressiu, anguniós. En la seva sèrie Paisatges apocalíptics (1912-1920) retratà ciutats destruïdes, que cremen o esclaten, en vistes panoràmiques que mostren més fredament l'horror de la guerra.[88]

- Karl Hofer: iniciat en un cert classicisme proper a Hans von Marées, estudià a Roma i París, on el sorprengué la guerra i fou fet presoner durant tres anys, fet que marcà profundament el desenvolupament de la seva obra, amb figures turmentades, de gestos vacil·lants, en actitud estàtica, emmarcades en dissenys clars, de colors freds i pinzellada pulcra i impersonal. Les seves figures eren solitàries, d'aspecte pensatiu, malenconiós, denunciant la hipocresia i la bogeria de la vida moderna (La parella, 1925; Homes amb torxes, 1925; El quart negre, 1930).[89]

### Altres artistes

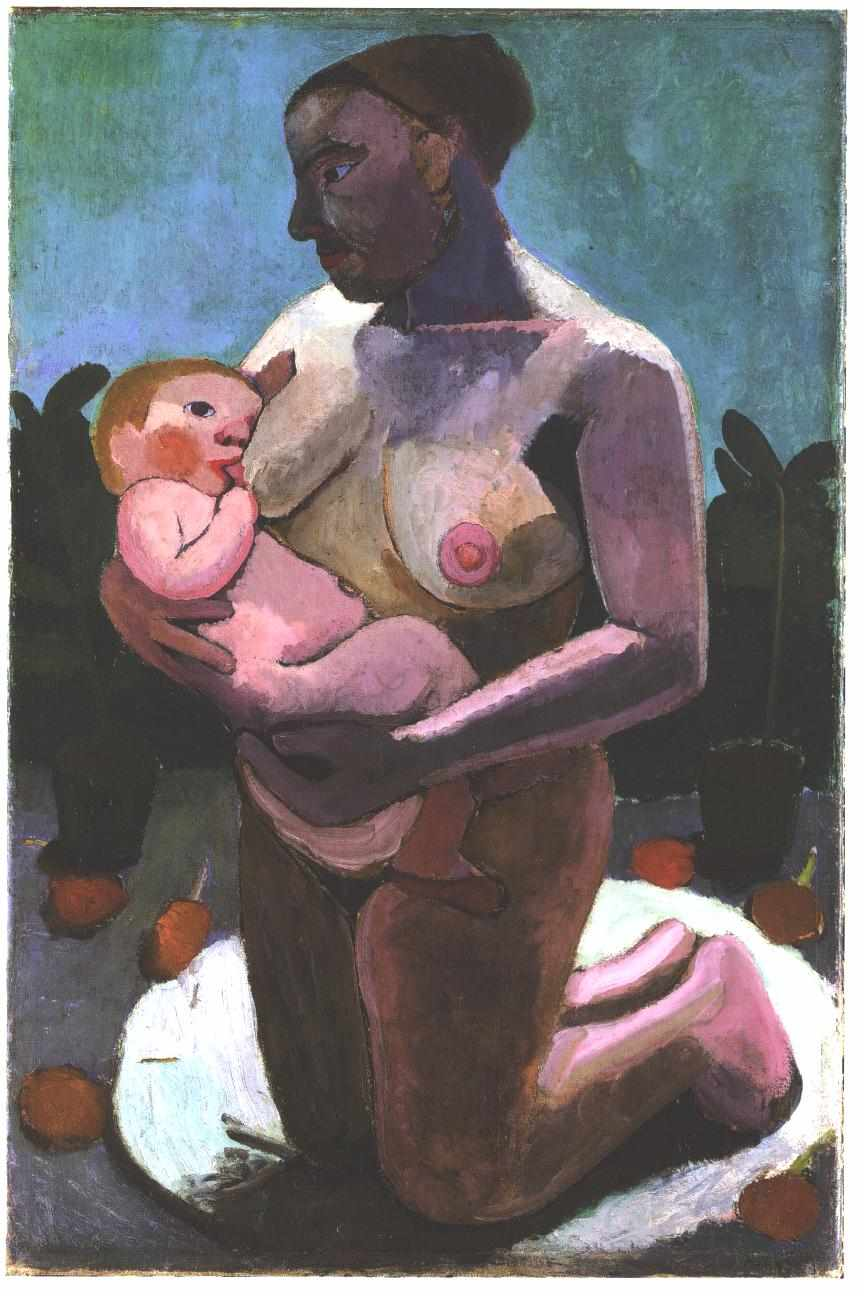
Mare agenollada amb nen (1907), de Paula Modersohn-Becker, Alte Nationalgalerie, Staatliche Museen zu Berlin, Berlín

Alguns artistes no es van adscriure a cap grup, desenvolupant de forma personal un expressionisme fortament intuïtiu, de diverses tendències i estils:
- Paula Modersohn-Becker: estudià a Bremen i Hamburg, i va instal·lar-se posteriorment a la colònia d'artistes de Worpswede (1897), emmarcada en aquell moment en un paisatgisme proper a l'escola de Barbizon. Malgrat tot, el seu interès per Rembrandt i els pintors alemanys medievals li portaren cap a la recerca d'un art més expressiu. Influïda pel postimpressionisme, així com per Nietzsche i Rilke, començà a emprar en les seves obres colors i formes aplicats simbòlicament. En unes visites a París entre 1900 i 1906 rebé la influència de Cézanne, Gauguin i Maillol, combinant de manera personal les formes tridimensionals de Cézanne i els dissenys lineals de Gauguin, principalment en retrats i escenes maternes, així com nus, evocadors d'una nova concepció en la relació del cos amb la natura.[90]

- Lovis Corinth: format en l'impressionisme –del qual fou una de les principals figures a Alemanya juntament amb Max Liebermann i Max Slevogt–, derivà en la maduresa cap a l'expressionisme amb una sèrie d'obres d'introspecció psicològica, amb una temàtica centrada en el fet eròtic i macabre. Després d'un atac cerebral que patí el 1911 i que li paralitzà la mà dreta, aprengué a pintar amb l'esquerra. Si bé continuà ancorat en la impressió òptica com a mètode de creació de les seves obres, cobrà un creixent protagonisme l'expressivitat, culminant en El Crist vermell (1922), escena religiosa de notable angúnia propera a les visions de Nolde.[91]

- Christian Rohlfs: de formació acadèmica, es dedicà principalment al paisatge d'estil realista, fins que desembocà en l'expressionisme quasi a cinquanta anys. El fet determinant per al canvi pogué ser la seva contractació el 1901 com a professor de l'escola museu Folkwang de Hagen, on pogué contactar amb les millors obres de l'art modern internacional. Així, a partir de 1902 començà a aplicar el color de forma més sistemàtica, a la manera puntillista, amb un colorit molt lluminós. Rebé més tard la influència de Van Gogh, amb paisatges de pinzellada rítmica i pastosa, en franges ondulades, sense profunditat. En darrer lloc, després d'una exposició de Die Brücke al Folkwang el 1907, provà noves tècniques, com la xilografia i el linòleum, amb accentuats contorns negres. La seva temàtica era variada, encara que centrada en temes bíblics i de la mitologia nòrdica.[92]

- Wilhelm Morgner: alumne de Georg Tappert, pintor vinculat a la colònia de Worpswede, de la qual li influí el paisatgisme líric, evolucionà més tard a un estil més personal i expressiu, influït pel cubisme òrfic, on cobren importància les línies de color, amb pinzellades puntillistes que es juxtaposen formant quelcom semblant a un tapís. En accentuar el color i la línia abandonà la profunditat, en composicions planes on els objectes se situen en paral·lel, i les figures solen representar-se de perfil. Des del 1912 cobrà importància en la seva obra la temàtica religiosa, en composicions quasi abstractes, amb línies simples traçades amb color.[93]

### El grup de Viena

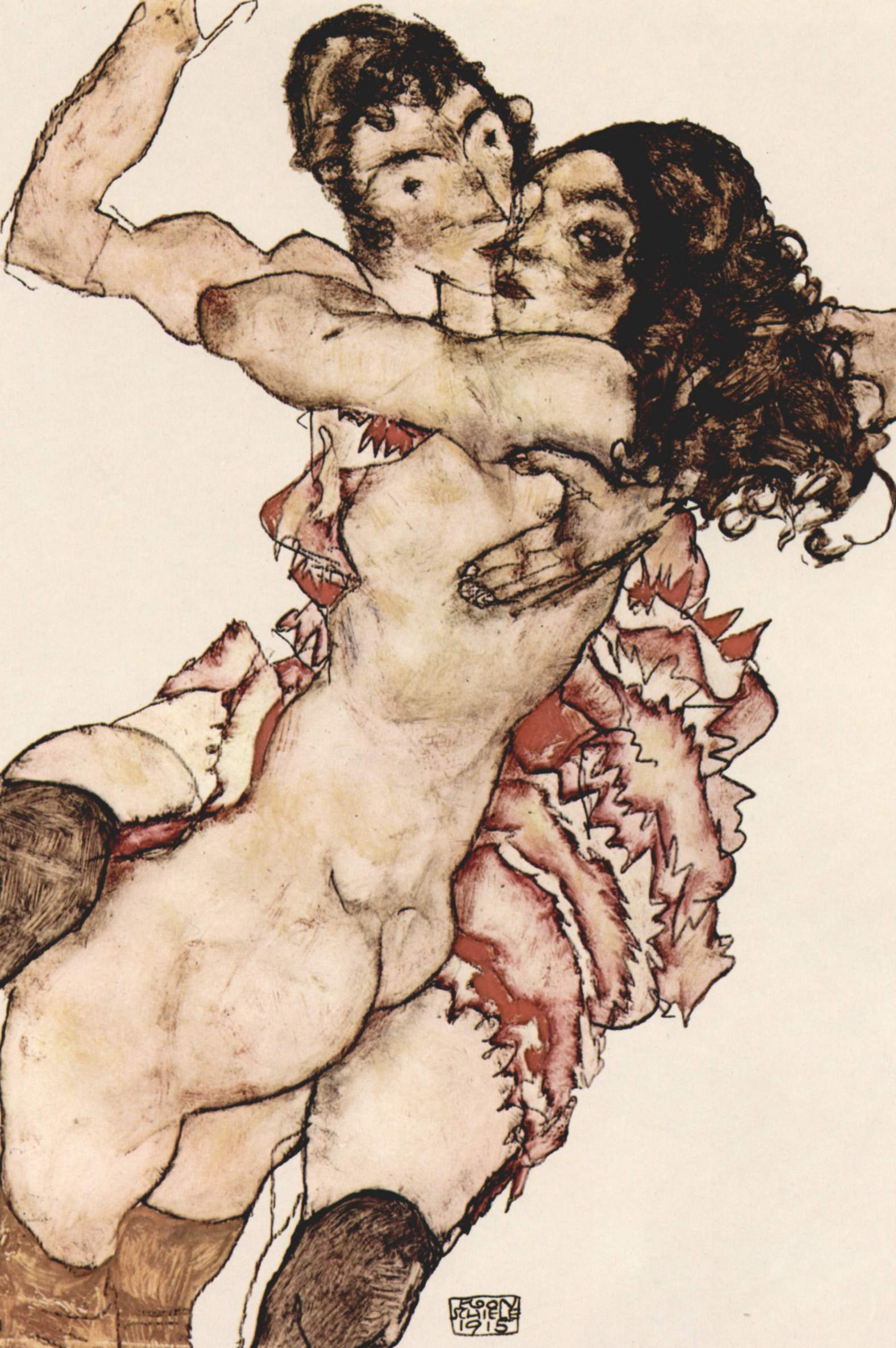
Parella de dones (1915), d'Egon Schiele, Magyar Szépmüvészeti Múzeum, Budapest

A Àustria, els expressionistes van rebre la influència del modernisme alemany (Jugendstil) i austríac (Sezession), així com dels simbolistes Gustav Klimt i Ferdinand Hodler. L'expressionisme austríac destacà per la tensió de la composició gràfica, deformant la realitat de manera subjectiva, amb una temàtica principalment eròtica –representada per Schiele– o psicològica –representada per Kokoschka–. En contraposició a l'impressionisme i l'art acadèmic decimonònic preponderant a l'Àustria del canvi de segle, els joves artistes austríacs seguiren les petjades de Klimt a la recerca d'una major expressivitat, reflectint en les seves obres una temàtica existencial de gran rerefons filosòfic i psicològic, centrat en la vida i la mort, la malaltia i el dolor, el sexe i l'amor.
Els seus principals representants foren Egon Schiele, Oskar Kokoschka, Richard Gerstl, Max Oppenheimer, Albert Paris von Gütersloh i Herbert Boeckl, a més d'Alfred Kubin, membre, com s'ha vist, de Der Blaue Reiter. Caldria destacar principalment l'obra de dos artistes:
- Egon Schiele: deixeble de Klimt, la seva obra girà a l'entorn d'una temàtica basada en la sexualitat, la soledat i la incomunicació, amb un cert aire de voyeurisme, amb obres molt explícites per les quals fins estigué pres, acusat de pornografia. Dedicat principalment al dibuix, atorgà un paper essencial a la línia, amb què basà les seves composicions, amb figures estilitzades immerses en un espai opressiu, tens. Recreà una tipologia humana reiterativa, amb un cànon allargat, esquemàtic, allunyat del naturalisme, amb colors vius, exaltats, destacant-ne el caràcter lineal, el contorn.[96]

- Oskar Kokoschka: rebé la influència de Van Gogh i del passat clàssic, principalment el barroc (Rembrandt) i l'escola veneciana (Tintoretto, Veronese). També estigué lligat a la figura de Klimt, així com de l'arquitecte Adolf Loos. Malgrat tot, creà el seu propi estil personal, visionari i turmentat, en composicions en què l'espai cobra gran protagonisme, un espai dens, sinuós, on es veuen submergides les figures, que floten immerses en un corrent centrífug que produeix un moviment espiral. La seva temàtica solia ser l'amor, la sexualitat i la mort, i es dedicà també de vegades al retrat i al paisatge.[97] Les seves primeres obres tenien un estil medieval i simbolista proper als nabís o a l'època blava de Picasso. Des del 1906, en què conegué l'obra de Van Gogh, s'inicià en un tipus de retrat de caràcter psicològic, que pretenia reflectir el desequilibri emocional del retratat, amb supremacia de la línia sobre el color. Les seves obres més purament expressionistes destaquen per les figures retorçades, d'expressió torturada i apassionament romàntic, com L'esposa del vent (1914). Des dels anys 1920 es dedicà més al paisatge, amb un cert aspecte barroc, de pinzellada més lleugera i colors més brillants.[98]

### Escola de París

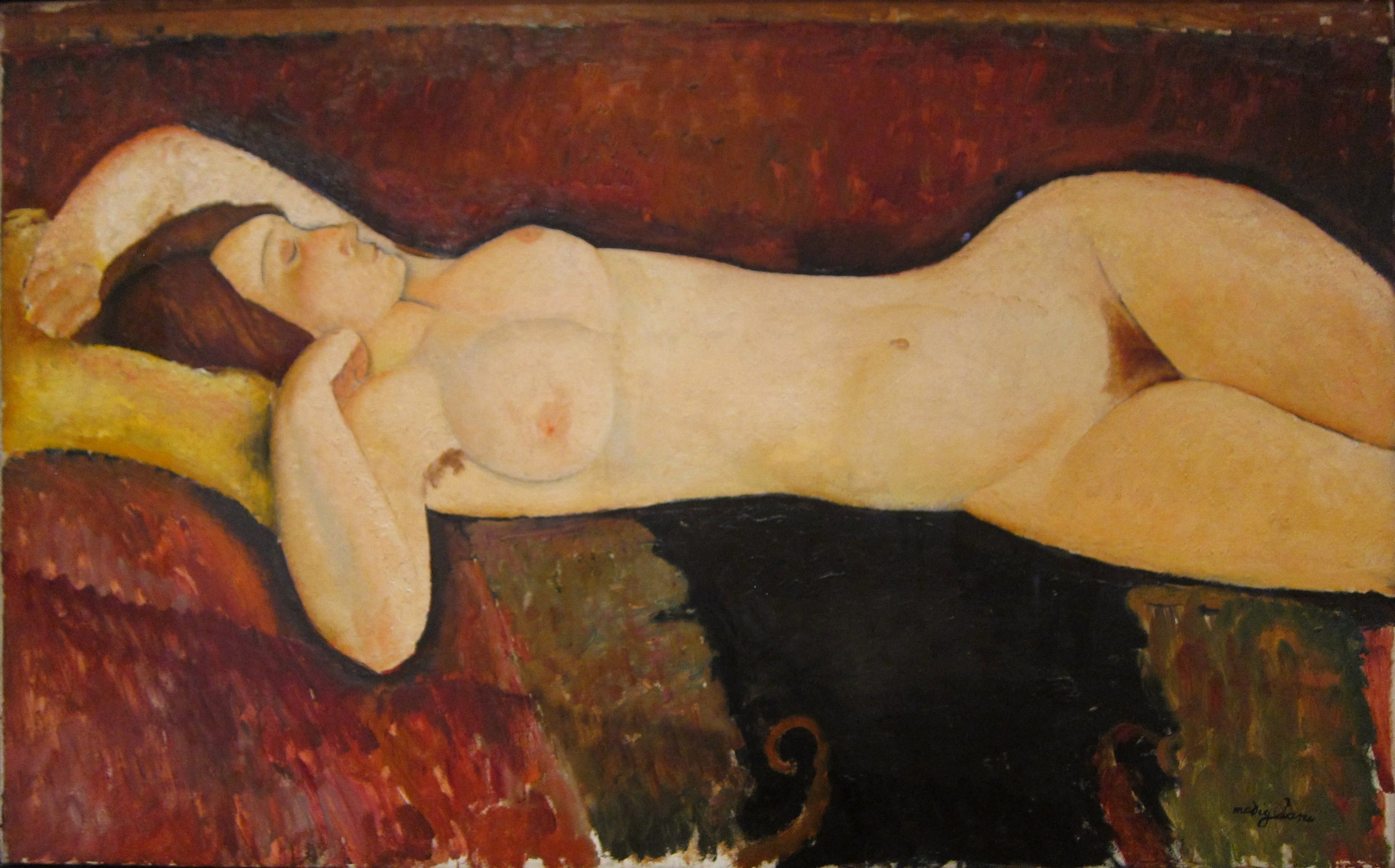
Nu reclinat (1919), d'Amedeo Modigliani, Museum of Modern Art, Nova York

Es denomina escola de París un grup heterodox d'artistes que treballaren a París en el període d'entreguerres (1905-1940), vinculats a diversos estils artístics, com el postimpressionisme, l'expressionisme, el cubisme i el surrealisme. El terme engloba una gran varietat d'artistes, tant francesos com estrangers que residien a la capital francesa en l'interval entre les dues guerres mundials. En aquella època, la ciutat del Sena era un fèrtil centre de creació i difusió artística, tant pel seu ambient polític, cultural i econòmic, com per ser l'origen de diversos moviments d'avantguarda com el fauvisme i el cubisme, i lloc de residència de grans mestres com Picasso, Braque, Matisse, Léger, etc. També era un remarcable centre de col·leccionisme i de galeries d'art. La majoria d'artistes residia als barris de Montmartre i Montparnasse, i es caracteritzava per la seva vida mísera i bohèmia.
En l'escola de París es donà una gran diversitat estilística, si bé la majoria van estar vinculats en major o menor mesura a l'expressionisme, encara que interpretat de forma personal i heterodoxa: artistes com Amedeo Modigliani, Chaïm Soutine, Jules Pascin i Maurice Utrillo foren coneguts com les maudits ('els maleïts') pel seu art bohemi i torturat, reflex d'un ambient noctàmbul, miserable i desesperat. En canvi, Marc Chagall representa un expressionisme més vitalista, més dinàmic i colorista, sintetitzant la seva iconografia russa natal amb el colorit fauvista i l'espai cubista.
Els membres més destacats de l'escola foren:
- Amedeo Modigliani: s'instal·là a Montmartre el 1906, on es reunia a "El conill àgil" amb Picasso, Max Jacob, Apollinaire, Soutine, etc. Influït pel simbolisme i el manierisme (Pontormo, Parmigianino), es dedicà principalment al paisatge, el retrat i el nu, amb figures allargades inspirades en els mestres italians del Cinquecento. Hedonista, cercava la felicitat, les coses agradables, i per això no li interessava el corrent destructiu nietzscheà de l'expressionisme alemany. En les seves obres remarcava amb força el contorn, de línies fluides, hereves de l'arabesc modernista, mentre que l'espai es formava per juxtaposició de plans de color. Els seus retrats eren de gran introspecció psicològica, a la qual cosa contribuïa una certa deformació i la transmissió d'aquell aire malenconiós i desolat propi de la seva visió bohèmia i angoixada de la vida. Es dedicà també a l'escultura, amb influència de Brâncuşi, així com manierista i africana, amb obres simètriques, allargades, frontals, properes a l'escultura arcaica grega.[101]

- Marc Chagall: instal·lat a París el 1909, produí obres de caràcter oníric, properes a un cert surrealisme, distorsionant la realitat al seu caprici. Emprava una gamma de colors exaltada, principal nexe d'unió amb l'expressionisme alemany –encara que ell no es considerava expressionista–, en temes populars i religiosos, amb desproporció i falta d'interès per la jerarquització en la narració dels fets. Influït pel fauvisme, el cubisme i el futurisme, les seves escenes es troben en un espai irreal, aliè a regles de perspectiva o escala, en un món on evoca els seus records infantils i els temes populars russos i jueus, barrejats amb el món dels somnis, la música i la poesia. Prengué de Delaunay la transparència de plans i colors, així com la creació d'espai amb el color i la simultaneïtat temporal mitjançant la juxtaposició d'imatges. Entre 1914 i 1922 tornà a Rússia, on fou comissari cultural a l'Escola de Belles Arts de Vítsiebsk. De tornada a París, evolucionà cap al surrealisme.[102]

- Georges Rouault: vinculat en principi al simbolisme –fou deixeble de Gustave Moreau– i al fauvisme, la seva temàtica d'índole moral –centrada en la religió– i el seu colorit fosc el van apropar a l'expressionisme. Les seves obres més emblemàtiques són les de nus femenins, que tenen un aire amarg i desagradable, amb figures llangoroses i blanquinoses (Odalisques, 1907); escenes circenses, principalment de pallassos, amb aire caricaturesc, remarcant notablement els contorns (Cap d'un clown tràgic, 1904); i escenes religioses, amb dibuix més abstracte i colorit més intens (La passió, 1943). L'obra de Rouault –especialment les obres religioses– tenia una forta càrrega de denúncia social, d'increpació cap als vicis i defectes de la societat burgesa; fins en una temàtica com la circense emfasitzava el vessant més negatiu i depriment, sense concessions còmiques o sentimentals, amb un aspecte sòrdid i cruel. Sentia predilecció pel guaix i l'aquarel·la, amb tons foscos i superfícies esquitxades, en capes superposades de pigments translúcids, amb un grafisme de línies trencades que emfasitzava l'expressivitat de la composició.[103]

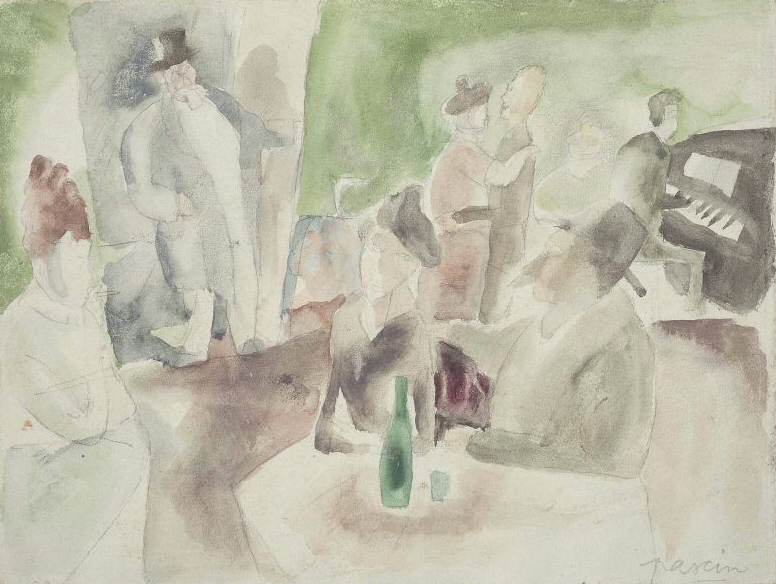
Escena de cafè, de Jules Pascin, Museum of Fine Arts, Boston

- Jules Pascin: d'origen búlgar i ascendència jueva, s'instal·là a París després de breus estades a Berlín, Viena i Praga; el 1914 es traslladà als Estats Units, tornant a París el 1928 fins al seu suïcidi dos anys més tard. La seva obra expressava el desarrelament i l'alienació del desterrat, així com les obsessions sexuals que el van marcar des de la seva adolescència. Als seus inicis, mostrà la influència del fauvisme i el cubisme, així com de Toulouse-Lautrec i Degas en els nus. Tenia una delicada tècnica, amb una línia finament suggerida i un color de tons iridescents, mostrant en els nus un aire llangorós i evanescent.[104]

- Chaïm Soutine: rus de família jueva, s'instal·là a París el 1911. La seva personalitat violenta i autodestructiva li provocava una relació apassionada amb la seva obra, portant-lo molts cops a trencar els quadres, i reflectint-se en una pinzellada forta i incontrolada i una temàtica neguitosa i desolada, com en el seu Bou en canal (1925), inspirat en el Bou escorxat de Rembrandt. Pintor impulsiu i espontani, tenia una necessitat irrefrenable de plasmar immediatament al llenç la seva emotivitat interior, motiu pel qual les seves obres manquen de qualsevol preparació prèvia. Influït per Rembrandt, El Greco i Tintoretto, el seu colorit és intens, expressant amb la direcció de les pinzellades els sentiments de l'artista. Tanmateix, és evident l'empremta de Van Gogh en la impulsivitat del gest pictòric, sobretot en els seus paisatges.[105]

- Maurice Utrillo: artista bohemi i torturat, la seva activitat artística fou paral·lela a la seva addicció a l'alcohol. D'obra autodidacta i amb cert aspecte naïf, es dedicà principalment al paisatge urbà, retratant de manera magistral l'ambient popular del barri de Montmartre, emfasitzant-ne l'aspecte de soledat i opressió, reflectit amb una tècnica depurada i lineal, de certa herència impressionista.[106]

Altres artistes que van desenvolupar la seva obra dins de l'escola de París foren Isaac Frenkel Frenel, Lasar Segall, Emmanuel Mané-Katz, Pinchus Krémègne, Moïse Kisling, Michel Kikoïne i el japonès Tsuguharu Foujita.

### Altres països

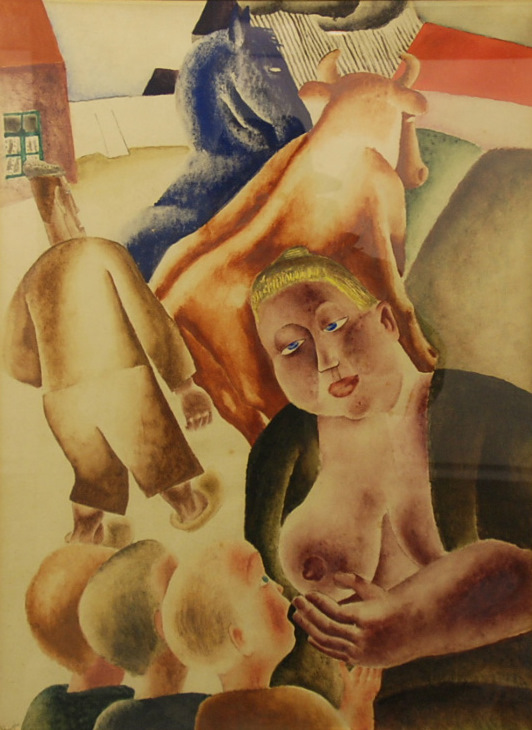
Fertilitat, de Frits Van den Berghe, Kunstmuseum aan Zee, Oostende

- Bèlgica: l'expressionisme belga fou hereu del simbolisme primitivista, acusant igualment una forta influència del pintor renaixentista flamenc Pieter Brueghel el Vell, així com la de James Ensor, mestre dels expressionistes belgues. El primer grup sorgí el 1914 a la colònia d'artistes de Sint-Martens-Latem, integrat per Albert Servaes, Gustave Van de Woestijne, Gustave De Smet, Frits Van den Berghe i Constant Permeke. Amb tot, la guerra dispersà el grup: Permeke es refugià a Gran Bretanya, i De Smet i Van den Berghe a Holanda. Fora del seu ambient van rebre nombroses influències, principalment del cubisme i l'art africà. Malgrat tot, passada la guerra, l'expressionisme belga revisqué amb notable força, sobretot a l'entorn de la revista Selection i a la galeria del mateix nom, a Brussel·les. Les influències del moment foren la del cubisme i de l'escola de París, plasmades en un cert aire monumental i un enfocament social tendent al ruralisme, amb escenes costumistes inspirades en els clàssics flamencs. El moviment perdurà pràcticament fins a l'inici de la Segona Guerra mundial, si bé amb un continu declivi des del 1930.[107]

- Brasil: en aquest país tenim la presència de Candido Portinari, pintor de renom universal. De família pobra, estudià a l'Escola Nacional de Belles Arts de Rio de Janeiro. El 1929 viatjà a Europa, i s'establí a París després de recórrer Espanya, Itàlia i Anglaterra, per tornar el 1931. Amb influència de Picasso, en la seva obra expressà el món dels pobres i desfavorits, dels obrers i els agricultors. Altre nom a destacar seria el d'Anita Malfatti, considerada la introductora de les avantguardes europees i nord-americanes al Brasil, reconvertides en el modernisme brasiler. El 1910 viatjà a Berlín, on estudià amb Lovis Corinth. La seva obra es caracteritzà pels colors violents, en retrats, nus, paisatges i escenes populars. Des del 1925 abandonà l'expressionisme i començà una carrera més convencional.[108]

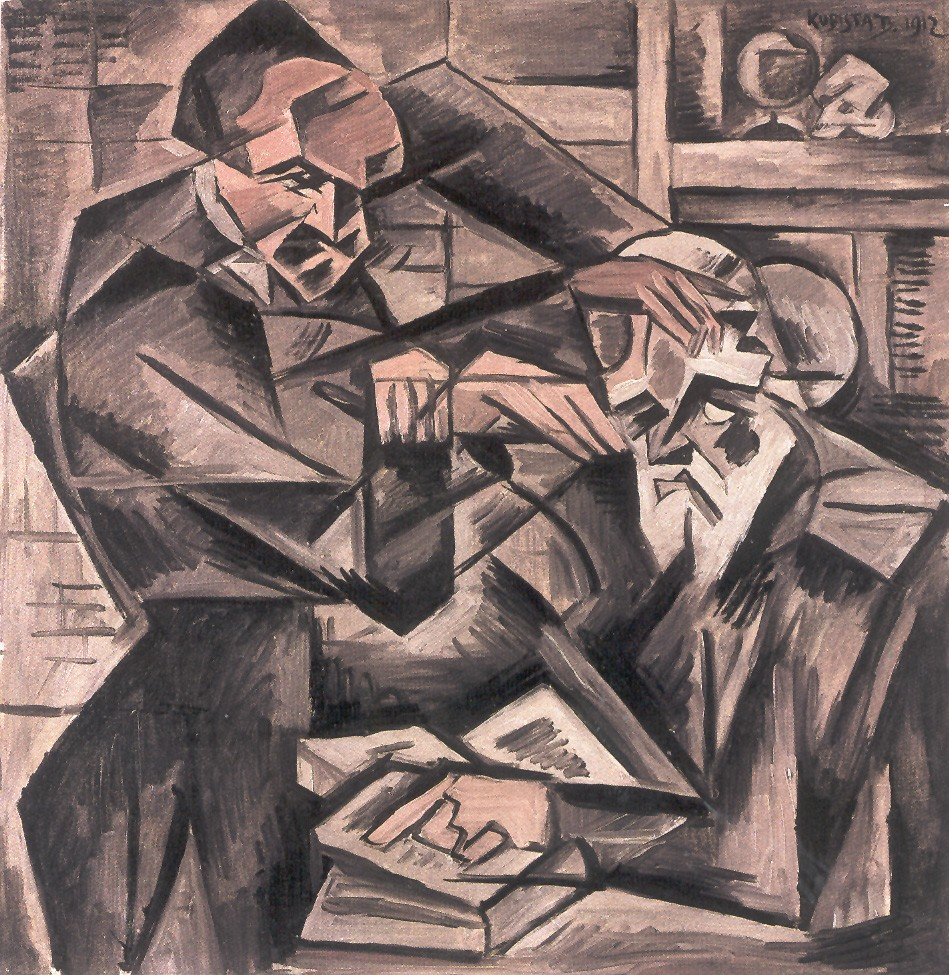
Hipnotitzador (1912), de Bohumil Kubišta, Galerie výtvarných umění, Ostrava

- Txecoslovàquia: país sorgit després de la Primera Guerra mundial amb el desmembrament de l'Imperi Austrohongarès, les avantguardes van arribar tard, fet que es traduí en una certa mixtificació d'estils, produint-se un expressionisme fortament barrejat amb el cubisme. Els seus principals representants foren Bohumil Kubišta, Emil Filla i Antonín Procházka. L'obra de Filla és una profunda reflexió sobre la guerra –quedà fortament marcat per la seva experiència al camp d'extermini nazi de Buchenwald–, amb una gran influència de la pintura holandesa del segle xvii. Procházka expressà la bellesa i la poesia dels objectes mundans, que tractava de transcendir extraient-ne una visió idealitzada però molt descriptiva, utilitzant sovint la tècnica de l'encàustica. Kubišta, influït per Van Gogh i Cézanne, fou membre temporalment de Die Brücke. De formació autodidàctica i interessat per la filosofia i l'òptica, estudià els colors i la construcció geomètrica de la pintura. La seva obra evolucionà des del 1911 a un estil més influït pel cubisme.[109]

- Equador: cal remarcar l'obra d'Oswaldo Guayasamín. Estudià a l'Escola de Belles Arts de Quito. Entre 1942 i 1943 viatjà per Estats Units i Mèxic, on fou ajudant d'Orozco. Un any després viatjà por diversos països d'Amèrica Llatina, entre aquests Perú, Brasil, Xile, Argentina i Uruguai, i trobà en tots una societat indígena oprimida, temàtica que, des de llavors, aparegué sempre en les seves obres. En les pintures posteriors figuratives tractà temes socials, simplificant les formes. La seva obra reflectí el dolor i la misèria que suporta la major part de la humanitat, denunciant la violència que li ha tocat viure a l'ésser humà del segle xx, marcat per les guerres mundials, els genocidis, els camps d'extermini, les dictadures, les tortures, etc. Té murals a Quito, Madrid (aeroport de Barajas), París (seu de la UNESCO), etc.

- Espanya: en aquest estat, com en la majoria de països mediterranis, l'expressionisme tingué un relatiu èxit, ja que la seva visió intimista, espiritual i existencialista de l'ésser humà té un component més marcadament nòrdic. Malgrat tot, fou practicat per diversos artistes aïllats, destacant la figura de José Gutiérrez Solana: la seva pintura reflectí una visió subjectiva, pessimista i degradada d'Espanya, similar a la de la generació del 98. A part de la influència que hi exerciren els pintors del tenebrisme barroc, en especial Juan de Valdés Leal, tant per la temàtica lúgubre i desenganyada com per les composicions d'acusat clarobscur és patent la influència de les pintures negres de Francisco de Goya o del romàntic Eugenio Lucas. La seva pintura destacà la misèria d'una Espanya sòrdida i grotesca, mitjançant l'ús d'una pinzellada densa i de traç gruixut en la conformació de les figures. Altres artistes emmarcats en major o menor mesura en l'expressionisme foren Ignacio Zuloaga, Rafael Zabaleta, Eugenio Hermoso, Benjamín Palencia i José María López Mezquita, així com l'obra tardana del pintor modernista català Isidre Nonell. Alguns experts també observen un cert expressionisme en el Guernica de Picasso.[110]

- Estats Units: hi destacà Edward Hopper, membre de l'escola Ashcan, caracteritzada per les representacions de temàtica social a les grans ciutats, especialment Nova York. La seva pintura es caracteritzà per un peculiar i recercat joc entre llums i ombres, per la descripció dels interiors i per la representació de la soledat, que comporta un aspecte d'incomunicació. Altre nom a remarcar seria el de Max Weber, pintor d'origen rus, que estudià al Pratt Institute de Brooklyn i a París (1905-1908), on rebé la influència de Cézanne. Les seves primeres obres foren de signe cubista i expressionista (Restaurant xinès, 1915, Museu Whitney d'Art Americà, Nova York); evolucionà des del 1917 cap a l'abstracció, destacant pel colorit brillant, les distorsions violentes i un fort to emocional. És de remarcar que els Estats Units acollí nombrosos artistes expressionistes que emigraren a causa del nazisme, per la qual cosa aquest moviment cobrà aquí un gran auge, exercint una poderosa influència entre els joves artistes, cosa que es veié reflectida en el sorgiment de l'expressionisme abstracte nord-americà.

- Finlàndia: destaca l'obra d'Akseli Gallen-Kallela, pintor adscrit per un temps al grup Die Brücke. Les seves primeres pintures havien estat impregnades de romanticisme, però després de la mort de la seva filla realitzà treballs més agressius, com La defensa del Sampo, La venjança de Joujahainen o La mare de Lemminkainen. La seva obra se centrà en el folklore finlandès, amb un sentit reivindicatiu de la seva cultura enfront de la ingerència russa. Altre important exponent fou Tyko Sallinen: estudià art a Hèlsinki, i residí a París entre 1909 i 1914, on rebé la influència del fauvisme. La seva temàtica se centrà en el paisatge carelià i la vida rural, amb colors brillants de traç fort. Fou membre del Novembergruppe.[111]

- França: posteriorment a l'escola de París, es desenvolupà a França entre 1920 i 1930 un "expressionisme francès" centrat en l'obra de tres artistes: Marcel Gromaire, Édouard Goerg i Amédée de La Patellière. Aquest grup es veié influït pel cubisme: desenvolupà un estil més sobri i contingut que l'expressionisme alemany, amb múltiples punts de contacte amb l'escola flamenca. També cal destacar la figura individual de Gen Paul, pintor autodidacte influït per Van Gogh i Cézanne, així com per Velázquez, Goya i El Greco. Les seves obres es caracteritzaren per les pinzellades gestuals, composicions atrevides, perspectives forçades, ús de diagonals i ziga-zagues, i àrees planes de color. A diferència d'altres expressionistes de l'època com Soutine i Rouault, les seves obres estan plenes d'optimisme, impulsat per la seva passió per la vida i el desig de superar la seva discapacitat –fou ferit durant la guerra–. A causa del dinamisme i el moviment inherent a les seves pintures, alguns crítics consideren Gen Paul un precursor de l'expressionisme abstracte.[112]

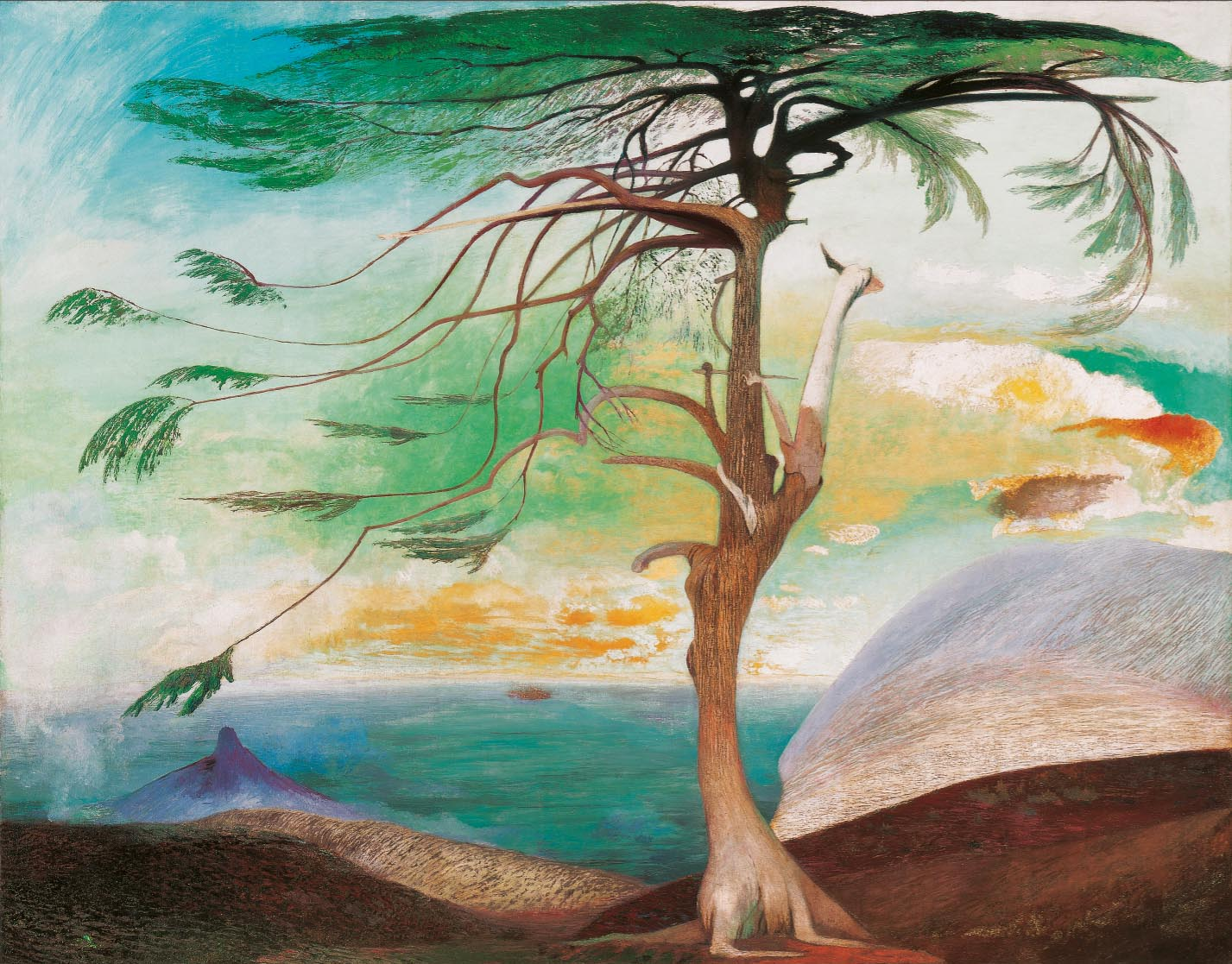
Cedre solitari (1907), de Tivadar Kosztka Csontváry, Csontváry Museum, Pécs

- Hongria: país igualment sorgit després de la Primera Guerra mundial, en destaca la figura de Tivadar Kosztka Csontváry. Farmacèutic de professió, a vint-i-set anys s'inicià a la pintura després d'una visió mística que li revelà que seria un gran pintor. Des del 1890 realitzà un llarg viatge per la Mediterrània (Dalmàcia, Itàlia, Grècia), el nord d'Àfrica i l'Orient Mitjà (Líban, Palestina, Egipte, Síria). Encara que el seu art començà a ser reconegut, el seu caràcter solitari, la seva progressiva esquizofrènia i els seus deliris religiosos el portaren a allunyar-se de la societat. Pintà més d'un centenar d'imatges, i destaca el seu emblemàtic Cedre solitari (1907). El seu art connectà amb el postimpressionisme i l'expressionisme, encara que fou un autodidacte i el seu estil és difícilment classificable. Tot i així ha passat a la història com un dels més importants pintors hongaresos.

- Itàlia: país igualment mediterrani, l'expressionisme no tingué excessiva implantació, si bé es donà en l'obra de determinats artistes individuals, generalment influïts pel futurisme, estil predominant a la Itàlia de començaments de segle. Lorenzo Viani, de filiació anarquista, retratà en la seva obra la vida de la gent humil, els pobres, els desheretats, amb un llenguatge antiacadèmic, tosc, violent, reflectint un món de rebel·lió i patiment. Otone Rosai passà per una etapa futurista per desembocar en l'expressionisme, reflectint en la seva obra motius populars florentins, amb personatges tristos, malenconiosos, tancats en si mateixos. Mario Sironi també evolucionà des del futurisme per reflectir des del 1920 un expressionisme centrat en el paisatge urbà, en escenes de ciutats industrials que absorbeixen l'individu, reflectit en figures solitàries d'obrers immersos als escenaris de grans fàbriques i barris industrials creuats per trens, camions i tramvies. Scipione (pseudònim de Gino Bronchi) creà escenes fantàstiques, de caràcter romàntic, amb influència de Van Gogh i El Greco, amb una pinzellada nerviosa, fluids arabescos i perspectives abruptes.[113]

- Mèxic: en aquest país l'expressionisme estigué estretament lligat a la revolució, i destaca l'aspecte social de l'obra, generalment en formats de gran mida com el mural. Tanmateix, tingué gran importància la temàtica folklòrica i indigenista. El muralisme fou un estil de vocació sociopolítica que emfasitzava el contingut reivindicatiu de la temàtica, centrada en les classes pobres i desfavorides, amb formats monumentals de gran expressivitat, treballant sobre una superfície de formigó o sobre la façana d'un edifici. Els seus màxims exponents foren: José Clemente Orozco, Diego Rivera, David Alfaro Siqueiros i Rufino Tamayo. L'expressionisme també influí en l'obra personal i inclassificable de Frida Kahlo.[108]

- Països Baixos: en aquest país la pintura expressionista no es desenvolupà tant com l'arquitectura, representada per la notable Escola d'Amsterdam, i fou un moviment heterogeni que acusà diverses influències, si bé la principal fou la de Van Gogh. A Bergen sorgí una escola formada per Jan Sluyters, Leo Gestel i Charley Toorop, que de seguida s'orientà cap a la Nova objectivitat alemanya. El 1918 es formà a Groningen el grup De Ploeg ('La carreta'), representat per Jan Wiegers i Hendrik Nicolaas Werkman, propers a Die Brücke però amb tendència a l'abstracció. Altres artistes a destacar foren Herman Kruyder, proper a Der Blaue Reiter i els artistes flamencs, i Hendrik Chabot, amb un estil similar a Permeke. En darrer lloc, cal destacar Kees Van Dongen, membre ocasional de Die Brücke, pintor provinent del fauvisme, especialitzat en nus i retrats femenins.[114]

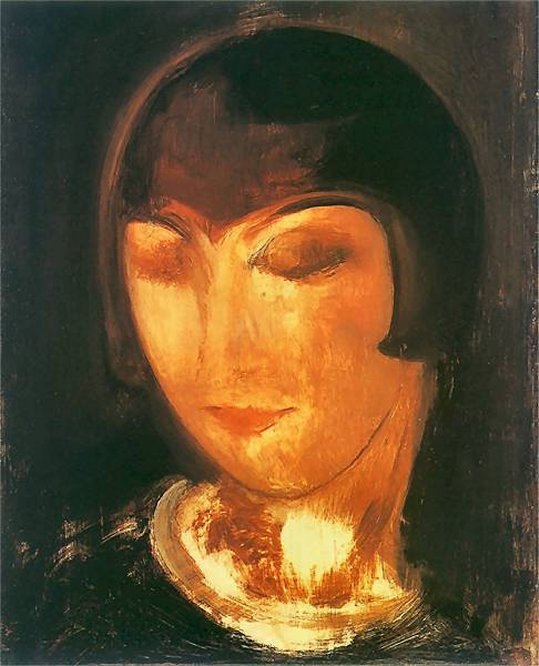
Kiki de Montparnasse (1920), de Gustaw Gwozdecki

- Polònia: destaca la figura d'Henryk Gotlib, pintor profundament influït per Rembrandt. Visqué a París de 1923 a 1929, i participà en les exposicions del Saló de Tardor i el Saló dels Independents. Entre 1933 i 1938 realitzà estades a Itàlia, Grècia i Espanya, i s'establí definitivament a Londres a l'inici de la Segona Guerra mundial. Pertanyé al grup avantguardista polonès Formiści, que s'oposava a l'art acadèmic i naturalista, amb un estil en què destacava la deformació de la natura, la subordinació de les formes, l'abolició d'un únic punt de vista i un colorit cru. Altre membre de Formiści fou Gustaw Gwozdecki, que també visqué a París (1903-1916) i Nova York, excel·lent retratista que practicà la pintura a l'oli, el dibuix, el guaix i el gravat.[115]

- Suècia: la seva principal representant fou la pintora Sigrid Hjertén. Estudià artesania i disseny a Estocolm, i s'hi graduà com a professora de dibuix. Passà un temps a París, rebent la influència de Matisse i Cézanne, cosa que es demostra en la utilització del color en contrast amb uns contorns molt simplificats, esforçant-se per trobar les formes i els colors que poguessin transmetre les seves emocions. El 1912 realitzà la seva primera exposició a Estocolm, i participà des de llavors en nombroses exposicions tant a Suècia com a l'estranger. En la seva obra descriví el paper que realitzava com a artista, dona i mare, diferents identitats en mons diferents. Entre 1920 i 1932 residí a París, i es començà a manifestar la seva malaltia esquizofrènica, cosa que es denotà en la seva obra, amb colors més foscos i composicions tenses, que reflectien el seu sentiment d'angúnia i abandó. De tornada al seu país, des del 1938 visqué hospitalitzada.

- Suïssa: en aquest país l'expressionisme acusà la influència d'Hodler i Böcklin, dos destacats artistes de la generació anterior. L'expressionisme arribà a Suïssa amb una mica de retard respecte a la seva veïna Alemanya: el 1912 es realitzà una exposició a Zúric amb obres de Paul Klee, Der Blaue Reiter, Matisse i el grup Der Moderne Bund, fundat el 1910 a Lucerna per Hans Arp, Walter Helbig i Oskar Lüthy. Durant la Primera Guerra mundial molts artistes s'establiren a Suïssa, i ajudaren a la difusió de l'expressionisme. Es van crear així diversos grups d'artistes, com Röt-Blau ('Vermell-blau'), fundat el 1925 per Hermann Scherer, Albert Müller, Paul Camenisch i Werner Neuhaus; Der Schritt Weiter ('El pas fals'), fundat a Berna el 1931; Gruppe 33, sorgit a Basilea el 1933; i Dreigestirn ('Tríada'), format per Fritz Eduard Pauli, Ignaz Epper i Johann Robert Schürch.[116] Els principals representants de l'expressionisme suís foren Paul Klee, membre destacat de Der Blaue Reiter, i Cuno Amiet, que fou membre de Die Brücke. Amiet provenia del simbolisme –l'esperit del qual mantingué fins durant la seva etapa expressionista–; en la seva obra és palpable un sentiment vitalista d'aire bucòlic, amb un cromatisme reduït propens de vegades a la monocromia.[117]

## Literatura

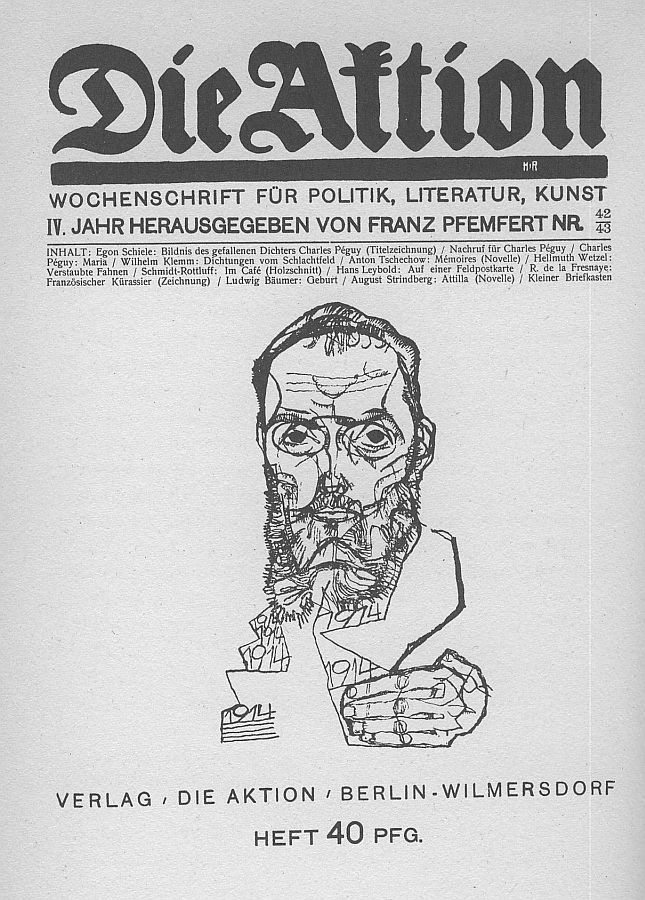
Número de Die Aktion de 1914 amb una il·lustració d'Egon Schiele

La literatura expressionista es desenvolupà en tres fases principals: de 1910 a 1914, de 1914 a 1918 –coincidint amb la guerra– i de 1918 a 1925. Apareixen com a temes destacats –igual que en la pintura– la guerra, l'urbs, la por, la bogeria, l'amor, el deliri, la natura, la pèrdua de la identitat individual, etc. Cap altre moviment fins llavors havia apostat d'igual manera per la deformitat, la malaltia i la bogeria com a motiu de les seves obres. Els escriptors expressionistes criticaren la societat burgesa de la seva època, el militarisme del govern del kàiser, l'alienació de l'individu en l'era industrial i la repressió familiar, moral i religiosa, per la qual cosa se sentien buits, sols, fastiguejats, en una profunda crisi existencial. L'escriptor presenta la realitat des del seu punt de vista interior, expressant sentiments i emocions més que impressions sensitives. Ja no s'imita la realitat, no s'analitzen causes ni fets, sinó que l'autor cerca l'essència de les coses, mostrant la seva particular visió. Així, no els importa deformar la realitat mostrant el seu aspecte més terrible i descarnat, endinsant-se en temàtiques fins llavors prohibides, com la sexualitat, la malaltia i la mort, o emfasitzant aspectes com el sinistre, el macabre, el grotesc. Formalment, recorren a un to èpic, exaltat, patètic, renunciant a la gramàtica i a les relacions sintàctiques lògiques, amb un llenguatge precís, cru, concentrat. Cerquen la significació interna del món, abstraient-lo en una espècie de romanticisme tràgic que va des del misticisme socialitzant de Werfel fins a l'absurd existencial de Kafka. El món visible és una presó que impedeix assolir l'essència de les coses; cal superar les barreres del temps i l'espai, a la recerca de la realitat més "expressiva".
Els principals precursors de la literatura expressionista foren Georg Büchner, Frank Wedekind i el suec August Strindberg. Büchner fou un dels principals renovadors del drama modern, amb obres com La mort de Danton (Dantons Tod, 1835) i Woyzeck (1836), que destaquen per la introspecció psicològica dels personatges, la reivindicació social de les classes desfavorides i un llenguatge entre culte i col·loquial, barrejant aspectes còmics, tràgics i satírics. Wedekind evolucionà des del naturalisme cap a un tipus d'obra de to expressionista, per la crítica a la burgesia, la rapidesa de l'acció, els reduïts diàlegs i els efectes escènics, en obres com El desvetllament de la primavera (Frühlings Erwachen, 1891), L'esperit de la terra (Erdgeist, 1895) i La caixa de Pandora (Die Büchse der Pandora, 1902). Strindberg inaugurà amb Camí a Damasc (Till Damaskus, 1898) la tècnica estacional seguida pel drama expressionista, consistent a mostrar l'acció per estacions, períodes que determinen la vida dels personatges, en un sentit circular, ja que els personatges intenten resoldre els seus problemes sense aconseguir-ho.
L'expressionisme fou difós per revistes com Der Sturm i Die Aktion, així com el cercle literari Der Neue Club, fundat el 1909 per Kurt Hiller i Erwin Loewenson, reunint-se en el Neopathetisches Cabaret de Berlín, on es realitzaven lectures de poesia i s'impartien conferències. Més tard, Hiller, per desavinences amb Loewenson, fundà el cabaret literari GNU (1911), que feu el paper de plataforma per difondre l'obra de joves escriptors. Der Sturm aparegué a Berlín el 1910, editada per Herwarth Walden, i fou centre difusor de l'art, la literatura i la música expressionistes, incloent també una editorial, una llibreria i una galeria artística. Die Aktion fou fundada el 1911 a Berlín per Franz Pfemfert, amb una línia més compromesa políticament, i fou un òrgan de l'esquerra alemanya. Altres revistes expressionistes foren Der Brenner (1910-1954), Die weißen Blätter (1913-1920) i Das junge Deutschland (1918-1920).
La Primera Guerra Mundial suposà una forta commoció per a la literatura expressionista: mentre alguns autors consideraren la guerra com una força arrasadora i renovadora que acabaria amb la societat burgesa, per a d'altres el conflicte cobrà tints negatius, i plasmaren en la seva obra els horrors de la guerra. En la postguerra, i en paral·lel al moviment de la Nova objectivitat, la literatura adquirí major compromís social i de denúncia de la societat burgesa i militarista que portà a Alemanya al desastre de la guerra. Les obres literàries d'aquesta època adquiriren un aire documental, de reportatge social, perceptible en obres com La muntanya màgica (1924) de Thomas Mann i Berlin Alexanderplatz (1929) d'Alfred Döblin.

### Narrativa

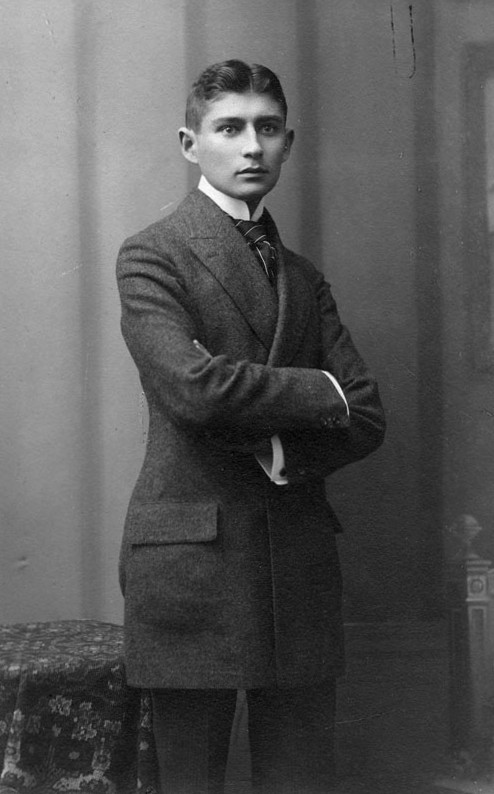
Franz Kafka

La narrativa expressionista suposà una profunda renovació respecte a la prosa tradicional, tant temàticament com estilísticament, suposant una aportació imprescindible al desenvolupament de la novel·la moderna tant alemanya com europea. Els autors expressionistes cercaven una nova forma de captar la realitat, l'evolució social i cultural de l'era industrial. Per això, s'oposaren a l'encadenament argumental, a la successió espaitemps i la relació causa-efecte propis de la literatura realista d'arrel positivista. En canvi, introduïren la simultaneïtat, trencant la successió cronològica i rebutjant la lògica discursiva, amb un estil que mostra però no explica, en què el mateix autor és tan sols un observador de l'acció, en què els personatges evolucionen de manera autònoma. En la prosa expressionista destacà la realitat interior sobre l'exterior, la visió del protagonista, l'anàlisi psicològica i existencial, en què els personatges es plantegen la seva situació al món, la seva identitat, amb un sentiment d'alienació que els provoca conductes desordenades, psicòtiques, violentes, irreflexives, sense lògica ni coherència. Aquesta visió es plasmà en un llenguatge dinàmic, concís, el·líptic, simultani, concentrat, sintàcticament deformat.
Existiren dos corrents fonamentals en la prosa expressionista: un de reflexiu i experimental, abstracte i subjectivitzador, representat per Carl Einstein, Gottfried Benn i Albert Ehrenstein; i un altre naturalista i objectivitzador, desenvolupat per Alfred Döblin, Georg Heym i Kasimir Edschmid. Figura a part l'obra personal i difícilment classificable de Franz Kafka, que expressà en la seva obra l'absurd de l'existència, en novel·les com La metamorfosi (Die Verwandlung, 1915), El procés (Der Prozeß, 1925), El castell (Das Schloß, 1926) i El desaparegut (Der Verschollene, 1927). Kafka mostrà mitjançant paràboles la soledat i alienació de l'individu modern, la seva desorientació en la societat urbana i industrial, la seva inseguretat i desesperació, la seva impotència enfront de poders desconeguts que regeixen el seu destí. El seu estil era il·lògic, discontinu, laberíntic, amb buits que el lector devia omplir.

### Poesia

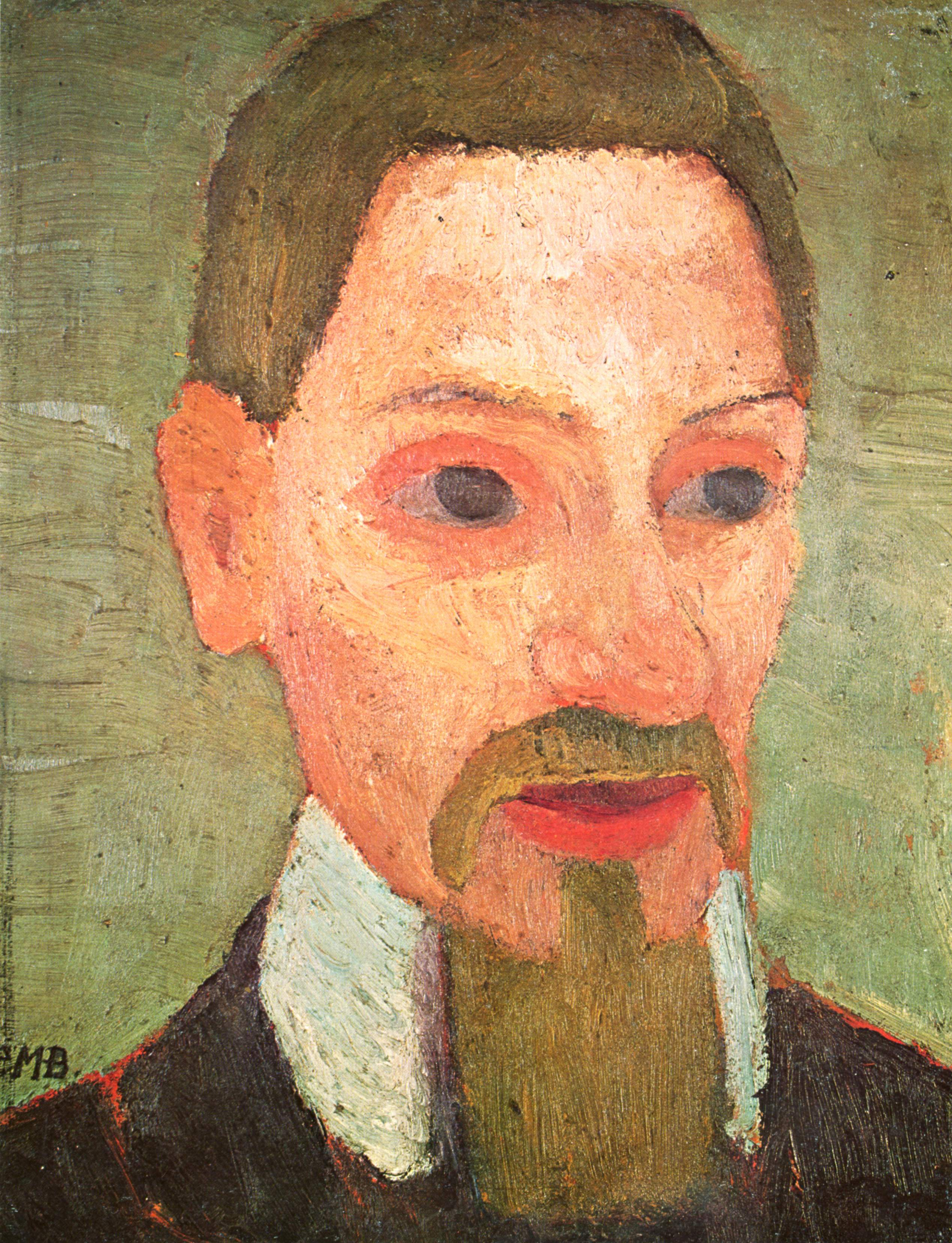
Retrat de Rilke (1906), de Paula Modersohn-Becker, Sammlung Ludwig Roselius, Bremen

La lírica expressionista es desenvolupà notablement als anys previs a la Primera Guerra mundial, amb una temàtica àmplia i variada, centrada sobretot en la realitat urbana, però renovadora respecte a la poesia tradicional, assumint una estètica del lleig, pervers, deforme, grotesc, apocalíptic, desolat, com a nova forma d'expressió del llenguatge expressionista. Els nous temes tractats pels poetes alemanys són la vida a la gran ciutat, la soledat i la incomunicació, la bogeria, l'alienació, l'angúnia, el buit existencial, la malaltia i la mort, el sexe i la premonició de la guerra. Diversos d'aquests autors, conscients de la decadència de la societat i la seva necessitat de renovació, utilitzaren un llenguatge profètic, idealista, utòpic, un cert messianisme que propugnava atorgar un nou sentit a la vida, una regeneració de l'ésser humà, una major fraternitat universal.
Estilísticament, el llenguatge de la poesia expressionista és concís, penetrant, nu, amb un to patètic i desolat, anteposant l'expressivitat a la comunicació, sense regles lingüístiques ni sintàctiques. Cercaven l'essencial del llenguatge, alliberar la paraula, accentuant la força rítmica del llenguatge mitjançant la deformació lingüística, la substantivació de verbs i adjectius i la introducció de neologismes. Amb tot, mantenen la mètrica i la rima tradicionals, i és el sonet un dels seus principals mitjans de composició, encara que també recorren al ritme lliure i l'estrofa polimètrica. Un altre efecte del dinàmic llenguatge expressionista fou la simultaneïtat, la percepció de l'espai i el temps com quelcom subjectiu, heterogeni, atomitzat, inconnex, una presentació simultània d'imatges i esdeveniments. Els principals poetes expressionistes foren Franz Werfel, Georg Trakl, Gottfried Benn, Georg Heym, Johannes R. Becher, Else Lasker-Schüler, Ernst Stadler, Jakob van Hoddis, Walter Rheiner i August Stramm. Tanmateix, l'expressionisme exercí una gran influència en l'obra de Rainer Maria Rilke.

### Teatre

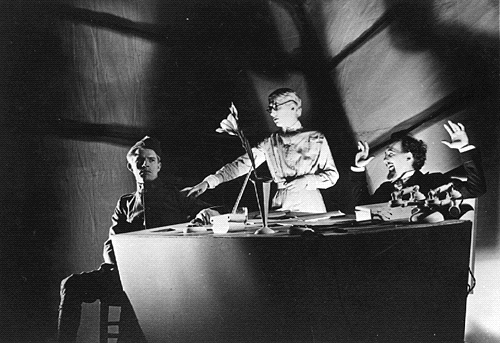
Teatre expressionista: Johnny Johnson, 1936

El drama expressionista s'oposà a la representació fidedigna de la realitat pròpia del naturalisme, renunciant a la imitació del món exterior i pretenent reflectir l'essència de les coses, amb una visió subjectiva i idealitzada de l'ésser humà. Els dramaturgs expressionistes pretenien fer del teatre un mitjancer entre la filosofia i la vida, transmetre nous ideals, renovar la societat moralment i ideològica. Per això realitzaren una profunda renovació dels recursos dramàtics i escènics, seguint el model estacional de Strindberg i perdent el concepte d'espai i temps, emfasitzant en canvi l'evolució psicològica del personatge, que més que individu és un símbol, l'encarnació dels ideals d'alliberació i superació del nou humà que transformarà la societat. Són personatges tipificats, sense personalitat pròpia, que encarnen determinats rols socials, anomenats per la seva funció: pares, mares, obrers, soldats, captaires, jardiners, comerciants, etc. El teatre expressionista posà èmfasi en la llibertat individual, l'expressió subjectiva, l'irracionalisme i la temàtica prohibida. La seva posada en escena cercava una atmosfera d'introspecció, d'investigació psicològica de la realitat. Utilitzaven un llenguatge concís, sobri, exaltat, patètic, dinàmic, amb tendència al monòleg, forma idònia de mostrar l'interior del personatge. També cobrà importància la gesticulació, la mímica, els silencis, els balbucejos, les exclamacions, que complien igualment una funció simbòlica. Igual simbolisme adquirí l'escenografia, atorgant especial rellevància a la llum i el color, i recorrent a la música i fins a projeccions cinematogràfiques per potenciar l'obra.
El teatre fou un mitjà idoni per a la plasmació emocional de l'expressionisme, ja que el seu caràcter multiartístic, que combinava la paraula amb la imatge i l'acció, era ideal per als artistes expressionistes. Així, a més del teatre, en aquella època proliferaren els cabarets, que unien representació teatral i música, com a Die Fledermaus ('El rat-penat'), a Viena; Die Brille ('Les ulleres'), a Berlín; i Die elf Scharfrichter ('Els onze botxins'), a Múnic. En el teatre expressionista predominà la temàtica sexual i psicoanalítica, potser per influència de Freud, l'obra del qual La interpretació dels somnis aparegué el 1900. Tanmateix, els protagonistes solien ser éssers neguitosos, solitaris, torturats, aïllats del món i despullats de tota mena de convencionalisme i aparença social. El sexe representava violència i frustració, la vida, patiment i angúnia.
Els principals dramaturgs expressionistes foren Georg Kaiser, Fritz von Unruh, Reinhard Sorge, Ernst Toller, Walter Hasenclever, Carl Sternheim, Ernst Barlach, Hugo von Hofmannsthal i Ferdinand Bruckner. Cal remarcar també la figura del productor i director teatral Max Reinhardt, director del Deutsches Theater, que destacà per les innovacions tècniques i estètiques que aplicà a l'escenografia expressionista: experimentà amb la il·luminació, creant jocs de llums i ombres, concentrant-la en un lloc o personatge per captar l'atenció de l'espectador, o fent variar la intensitat de les llums, que s'entrecreuen o s'oposen. La seva estètica teatral fou adaptada posteriorment al cinema, i fou una de les traces distintives del cinema expressionista alemany. En darrer lloc, cal assenyalar que en l'expressionisme es van formar dues figures de gran rellevància del teatre modern internacional: el director Erwin Piscator, creador d'una nova forma de fer teatre que denominà teatre polític, experimentant una forma d'espectacle didàctic que aplicà més tard Brecht al Berliner Ensemble. El 1927 creà el seu propi teatre (Piscatorbühne), al qual aplicà els principis ideològics i escènics del teatre polític. Bertolt Brecht fou el creador del "teatre èpic", anomenat així en contraposició al teatre dramàtic. Trencà amb la tradició del naturalisme i el neoromanticisme, transformant radicalment tant el sentit del text literari com la forma de ser presentat l'espectacle, i intentant que el públic deixés de ser un simple espectador receptor per desenvolupar-hi un paper actiu.

## Música

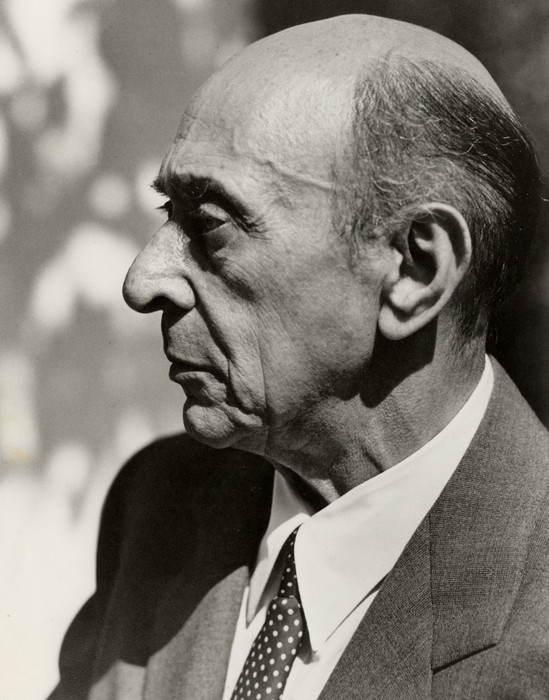
Arnold Schönberg

L'expressionisme atorgà molta importància a la música, lligada estretament a l'art sobretot al grup Der Blaue Reiter: per a aquests artistes, l'art és comunicació entre individus, per mitjà de l'ànima, sense necessitat d'un element extern. L'artista ha de ser creador de signes, sense la mediació d'un llenguatge. La música expressionista, seguint l'esperit de les avantguardes, pretenia deslligar la música dels fenòmens objectius externs, sent instrument únicament de l'activitat creadora del compositor i reflectint principalment el seu estat anímic, fora de tota regla i tota convenció, tendint a l'esquematització i a les construccions lineals, en paral·lel a la geometrització de les avantguardes pictòriques del moment.
La música expressionista cercà la creació d'un nou llenguatge musical, alliberant la música, sense tonalitat, deixant que les notes fluïssin lliurement, sense intervenció del compositor. En la música clàssica, l'harmonia estava basada en la cadència tònica-subdominant-dominant-tònica, sense que dins d'una tonalitat es donessin notes estranyes en l'escala. Malgrat això, des de Wagner, la sonoritat cobrà major rellevància respecte a l'harmonia, guanyant importància les dotze notes de l'escala. Així, Arnold Schönberg creà el dodecafonisme, sistema basat en els dotze tons de l'escala cromàtica –les set notes de l'escala tradicional més els cinc semitons–, que s'utilitzen en qualsevol ordre, però en sèries, sense repetir una nota abans d'haver sonat les altres. Així s'evita la polarització, l'atracció a centres tonals. La sèrie dodecafònica és una estructura imaginària, sense tema ni ritme. Cada sèrie té 48 combinacions, per inversió, retrogradació o inversió de la retrogradació, i començant per cada nota, cosa que produeix una sèrie quasi infinita de combinacions. Es podria dir que la destrucció de la jerarquia en l'escala musical és equivalent, en pintura, a l'eliminació de la perspectiva espacial renaixentista efectuada igualment per les avantguardes pictòriques. Al dodecafonisme seguí l'ultracromatisme (microtonalisme), que amplià l'escala musical a graus inferiors al semitò –quarts o sisens de to–, com en l'obra d'Alois Hába i Ferruccio Busoni.
Entre els músics expressionistes destacaren especialment Arnold Schönberg, Alban Berg i Anton Webern, trio que formà l'anomenada Segona escola de Viena:
- Arnold Schönberg: es formà quan a Viena hi havia un acalorat debat entre wagnerians i brahmsians, i es decantà ràpidament per formes d'expressió renovadores del llenguatge musical. Les seves primeres obres foren un fracàs de públic, com el poema simfònic Pelleas und Melisande (1903), sobre el text de Maeterlinck, si bé acreixeren la seva fama entre els joves músics, més afins a l'avantguarda. Amb la Kammersymphonie (1906) i els Lieder (1909), sobre textos de Stefan George, començà a apropar-se al que seria el seu llenguatge definitiu, marcat per l'atonalitat, l'asimetria rítmica i la dissolució tímbrica, que desembocaren en el dodecafonisme. Aconseguí els seus primers èxits amb els Gurrelieder (1911) i Pierrot Lunaire (1912), als quals seguí una pausa deguda a la guerra. Més endavant la seva obra resorgí amb una composició ja totalment dodecafònica: Quintet per a instruments de vent (1924), Tercer quartet per a corda (1927), Variacions (1926-1928), etc.[129]

- Anton Webern: circumscrit a obres de petit calibre, no tingué gaire reconeixement en vida, si bé la seva obra fou profundament avantguardista i innovadora. Més místic i deliqüescent que Schönberg, Webern fou un músic dodecafònic profund: així com Schönberg no serialitzava els ritmes, tan sols l'altura dels sons, en canvi Webern sí, destacant les àrees estructurals, amb una música nua, etèria, atemporal; així com Schönberg tenia una estructura clàssica sota el sistema dodecafònic, Webern creà una música totalment nova, sense referències al passat. Webern trencà la melodia; cada nota la feia un instrument diferent, en una espècie de puntillisme musical, en un intent de serialització tímbrica, destacant l'espai abans que el temps. Entre les seves obres destaquen Bagatel·les (1913), Trio per a cordes (1927), La llum dels ulls (1935) i Variacions per a piano (1936).[130]

- Alban Berg: alumne de Schönberg entre 1904 i 1910, tenia amb tot un concepte més ampli, complex i articulat de la forma i el timbre musical que el seu mestre. Als seus inicis va estar influït per Schumann, Wagner i Brahms, i conservà sempre la seva obra un marcat to romàntic i dramàtic. Berg utilitzà el dodecafonisme de forma lliure, alterant les ortodoxes regles que posà inicialment Schönberg, donant-li un particular color tonal. Entre les seves obres destaquen les òperes Wozzeck (1925) i Lulú (1935), a més de Suite lírica per a quartet de corda (1926) i Concert per a violí i orquestra (A la memòria d'un àngel) (1935).[131]

Amb la Nova objectivitat i la seva visió més realista i social de l'art sorgí el concepte de Gebrauschmusik ('música utilitària'), basada en el concepte de consum de masses per elaborar obres de senzilla construcció i accessibles a tot el món. Eren obres de marcat caràcter popular, influïdes pel cabaret i el jazz, com el Ballet triàdic (Triadisches Ballet, 1922) d'Oskar Schlemmer, que conjugava teatre, música, escenografia i coreografia. Un dels màxims exponents fou Paul Hindemith, un dels primers compositors a crear bandes sonores per al cinema, així com petites peces per a aficionats i col·legials i obres còmiques com Novetats del dia (Neues vom Tage, 1929). Altre exponent en fou Kurt Weill, col·laborador de Brecht en diverses obres com Die Dreigroschenoper (L'òpera de tres rals, 1928), en què la música popular, d'aire cabareter i ritmes ballables, contribueix a distanciar la música del drama i a trencar la il·lusió escènica, accentuant-ne el caràcter de ficció.

## Òpera

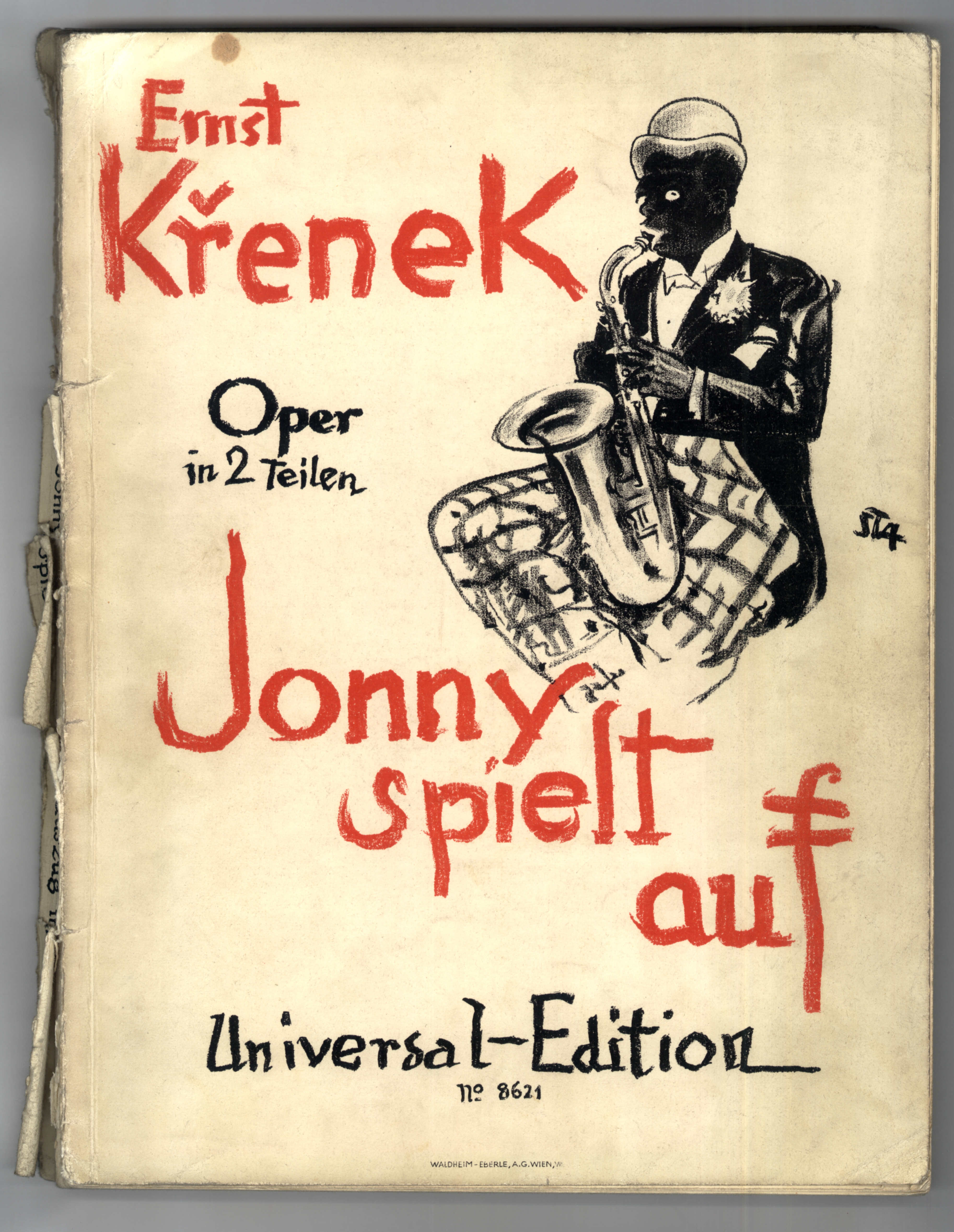
Cartell de Jonny spielt auf, d'Ernst Krenek

L'òpera expressionista es desenvolupà en paral·lel a les noves vies d'investigació portades a terme per la música atonal ideada per Arnold Schönberg. L'esperit renovador del canvi de segle, que portà totes les arts a una ruptura amb el passat i a cercar un nou impuls creador, conduí aquest compositor austríac a crear un sistema en què totes les notes tenen el mateix valor i l'harmonia és substituïda per la progressió de tons. Schönberg compongué dues òperes en aquest context: Moses und Aron (composta des del 1926 i inacabada) i D'avui a demà (Von Heute auf Morgen, 1930). Però, sense dubte, la gran òpera de l'atonalisme fou Wozzeck (1925), d'Alban Berg, basada en l'obra teatral de Georg Büchner, òpera romàntica quant a temàtica però de complexa estructura musical, experimentant amb tots els recursos musicals disponibles des del classicisme fins a l'avantguarda, de la tonalitat a l'atonalitat, del recitatiu a la música, de la música popular a la música sofisticada de contrapunt dissonant. Obra de forta expressió psicològica, en tractar d'un dement que es veu angoixat per imatges paranoiques, la música es torna també demencial, expressant de manera simbòlica l'interior d'una persona boja, els més profunds resquills de l'inconscient. En la seva segona òpera, Lulú, basada en dos drames de Wedekind, Berg abandonà l'expressionisme atonal i es passà al dodecafonisme.
Un dels principals antecedents de l'òpera expressionista fou Els marcats (Die Gezeichneten, 1918), de Franz Schreker, òpera de gran complexitat que requeria una orquestra de 120 músics. Basada en un drama renaixentista italià, era una obra de temàtica obaga i torturada, plenament immersa en l'esperit depriment de la postguerra. La música era innovadora, radical, de sonoritat enigmàtica, amb una coloratura instrumental audaç i brillant. El 1927 Ernst Krenek estrenà l'òpera Jonny spielt auf, que aconseguí un notable èxit i fou l'òpera més representada del moment. Amb gran influència del jazz, Krenek experimentà amb les principals tendències musicals de l'època: neoromanticisme, neoclassicisme, atonalitat, dodecatonisme, etc. Considerat com a "músic degenerat", el 1938 es refugià als Estats Units, al mateix temps que els nazis inauguraven l'exposició Entartete Musik (Música degenerada) a Düsseldorf –en paral·lel a la mostra d'art degenerat, Entartete Kunst–, on atacaven la música atonal, el jazz i les obres de músics jueus. Altre gran èxit fou l'òpera El misteri de Heliane (Das Wunder der Heliane, 1927), d'Erich Wolfgang Korngold, obra d'un cert erotisme amb una exquisida partitura concebuda en escala èpica que crea una gran dificultat per als intèrprets. Altres òperes d'aquest autor foren Die Tote Stadt, Der Ring des Polykrates i Violanta. Amb la instauració de l'Anschluss el 1938, Korngold emigrà als Estats Units.
Erwin Schulhoff compongué el 1928 l'òpera Flammen, versió del clàssic Don Joan, amb escenografia de Zdeněk Pesánek, pioner de l'art cinètic. És una obra de caràcter fantàstic, amb una certa influència del teatre xinès, en la qual són possibles coses inimaginables i es produeixen tota classe de situacions paradoxals i absurdes. Schulhoff abandonà així les regles teatrals aristotèliques vigents fins llavors en el teatre i en l'òpera en ares d'un nou concepte de posada en escena, que entén el teatre com un joc, un espectacle, una fantasia que desborda la realitat i porta a un món de somnis. Combinant diferents estils, Schulhoff s'apartà de la tradicional òpera alemanya iniciada amb Wagner i culminada amb el Wozzeck de Berg, acostant-se en canvi a l'òpera francesa, en obres com el Pelléas et Mélisande de Debussy o el Christophe Colomb de Milhaud.
Berthold Goldschmidt, professor de direcció d'orquestra de la Berlin Hochschule für Musik, adaptà el 1930 El magnífic banyut (Der gewaltige Hanrei) de Crommelynck, estrenada el 1932, si bé la seva condició de jueu provocà que fos immediatament retirada, i emigrà llavors a Gran Bretanya. En darrer lloc, Viktor Ullmann desenvolupà la seva obra al camp d'extermini de Theresienstadt, on els nazis provaren un sistema de "gueto model" per desviar l'atenció del genocidi de jueus que estaven realitzant. Amb una gran dosi d'autogovern, els reclusos podien exercir activitats artístiques, i pogué així compondre l'òpera Der Kaiser Von Atlantis (1944). Admirador de Schönberg i de l'"atonalitat romàntica" de Berg, Ullmann creà una obra de gran riquesa musical inspirada tant en la tradició com en les principals innovacions de la música d'avantguarda, amb una temàtica relativa a la mort de gran tradició en la literatura musical alemanya. Malgrat tot, abans de l'estrena fou prohibida per la Schutzstaffel, que trobà certa similitud entre el protagonista i la figura de Hitler, i l'autor fou enviat al camp d'Auschwitz per al seu extermini.

## Dansa

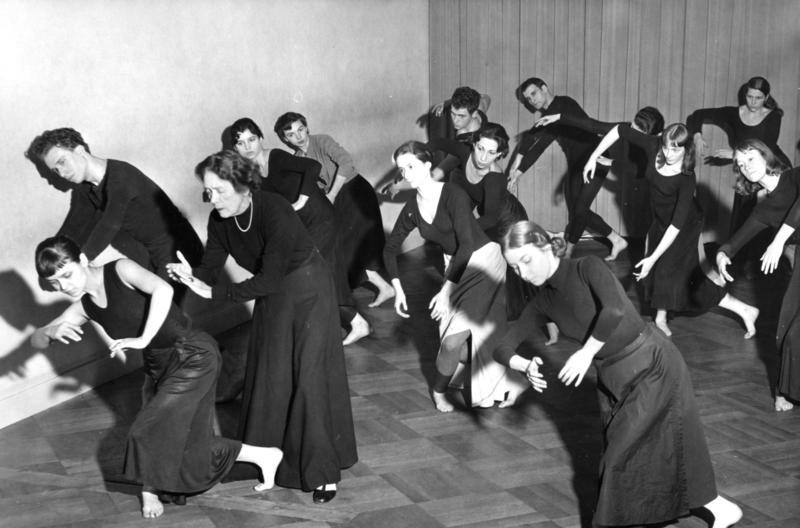
Dansa expressionista

La dansa expressionista (ausdruckstanz en alemany) sorgí en el context d'innovació que el nou esperit avantguardista aportà a l'art, i fou reflex com la resta de manifestacions artístiques d'una nova forma d'entendre l'expressió artística. Com en la resta de disciplines artístiques, la dansa expressionista suposà una ruptura amb el passat –en aquest cas, el ballet clàssic–, cercant noves formes d'expressió basades en la llibertat del gest corporal, alliberat dels lligaments de la mètrica i el ritme, on cobra major rellevància l'autoexpressió corporal i la relació amb l'espai. En paral·lel a la reivindicació naturista que es produí en l'art expressionista –sobretot en Die Brücke–, la dansa expressionista reivindicà la llibertat corporal, alhora que les noves teories psicològiques de Freud influïren en una major introspecció en la ment de l'artista, cosa que es traduí en un intent de la dansa d'expressar l'interior, d'alliberar l'ésser humà de les repressions.
La dansa expressionista coincidí amb Der Blaue Reiter en el seu concepte espiritualista del món, intentant captar l'essència de la realitat i transcendir-la. Rebutjaven el concepte clàssic de bellesa, i això s'expressa en un dinamisme més abrupte i aspre que el de la dansa clàssica. Al mateix cop, acceptaven l'aspecte més negatiu de l'ésser humà, el que subjau en el seu inconscient però que és part seva indissoluble. La dansa expressionista no defugí mostrar l'indret més fosc de l'individu, la seva fragilitat, el seu patiment, la seva desemparança. Això es tradueix en una corporalitat més contreta, en una expressivitat que inclou tot el cos, o fins en la preferència per ballar descalços, cosa que suposa un major contacte amb la realitat, amb la natura.
A la dansa expressionista se l'anomenà també dansa expressiva i dansa abstracta, ja que suposà una alliberació del moviment, allunyat de la mètrica i el ritme, paral·lel a l'abandó de la figuració per part de la pintura, alhora que la seva pretensió d'expressar mitjançant el moviment idees o estats d'ànim coincidí amb l'expressió espiritual de l'obra abstracta de Kandinski. Malgrat tot, la presència ineludible del cos humà provocà una certa contradicció en la denominació d'un corrent "abstracte" dins de la dansa.
Rudolf von Laban va ser un teòric del moviment que va crear un sistema que pretenia integrar cos i ànima, posant èmfasi en l'energia que emanen els cossos, i analitzant el moviment i la seva relació amb l'espai. Les aportacions de Laban van permetre als ballarins una nova multidireccionalitat en relació amb l'espai circumdant, alhora que el moviment s'alliberà del ritme, atorgant igual rellevància al silenci que a la música. Laban pretenia igualment escapar de la gravetat cercant de forma deliberada la pèrdua d'equilibri. Tanmateix, intentà allunyar-se de l'aspecte rígid del ballet clàssic promovent el moviment natural i dinàmic del ballarí.
La coreògrafa i ballarina de dansa expressiva Mary Wigman es va formar amb Laban, amb qui posteriorment va treballar també aportant-li la rítmica dalcroziana, per exemple. Tingué estrets contactes amb el grup Die Brücke i, durant la Primera Guerra mundial, es relacionà amb Suzanne Perrottet i el grup dadaista de Zuric. Per a ella, la dansa era una expressió de l'interior de l'individu, posant especial insistència en l'expressivitat enfront de la forma. Així atorgava especial importància a la gestualitat, lligada sovint a la improvisació, així com a l'ús de màscares per a accentuar l'expressivitat del rostre. Els seus moviments eren lliures, espontanis, provant noves formes de moure's per l'escenari, arrossegant-se o esllavissant-se, o movent parts del cos en actitud estàtica, com en la dansa oriental. Es basava en un principi de tensió-relaxació, cosa que donava major dinamisme al moviment. Creà coreografies realitzades enterament sense música, alhora que s'alliberava de les lligadures de l'espai, que en lloc d'envoltar i encloure el ballarí es convertí en una projecció del seu moviment, perseguint aquell vell anhel romàntic de fondre's amb l'univers.
Després de la guerra, la dansa tingué una època de gran auge, ja que l'augment d'un públic que cercava oblidar els desastres de la guerra comportà una gran proliferació de teatres i cabarets. Coreògrafs i ballarins expressionistes començaren a viatjar per tot el món, difonent les seves innovacions i ideals i ajudant al creixement i consolidació de la dansa moderna. Però la crisi econòmica i l'adveniment del nazisme portaren al declivi de la dansa expressionista. Amb tot, les seves aportacions van continuar vigents en l'obra de coreògrafs com Kurt Jooss, Tatiana Gsovsky, Harald Kreutzberg i Pina Bausch, i arribà la seva influència fins avui dia, evidenciant l'aportació essencial de la dansa expressionista a la dansa teatre i a la dansa contemporània.

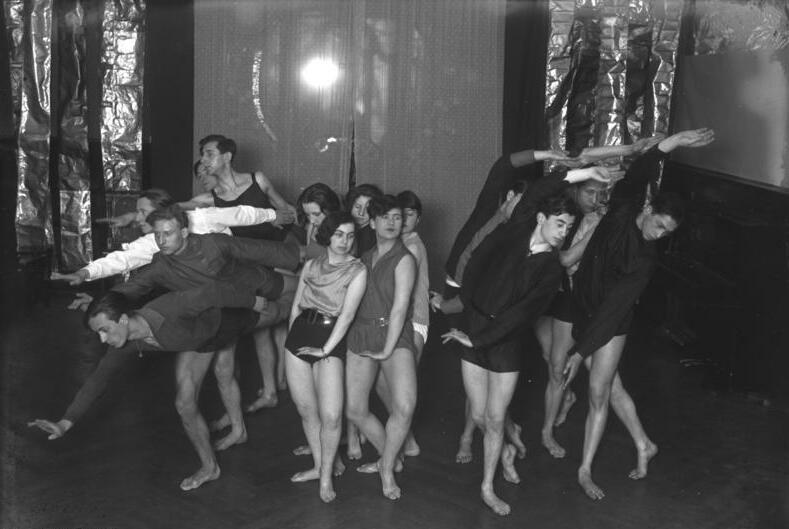
Estudiants de dansa a l'escola de Laban
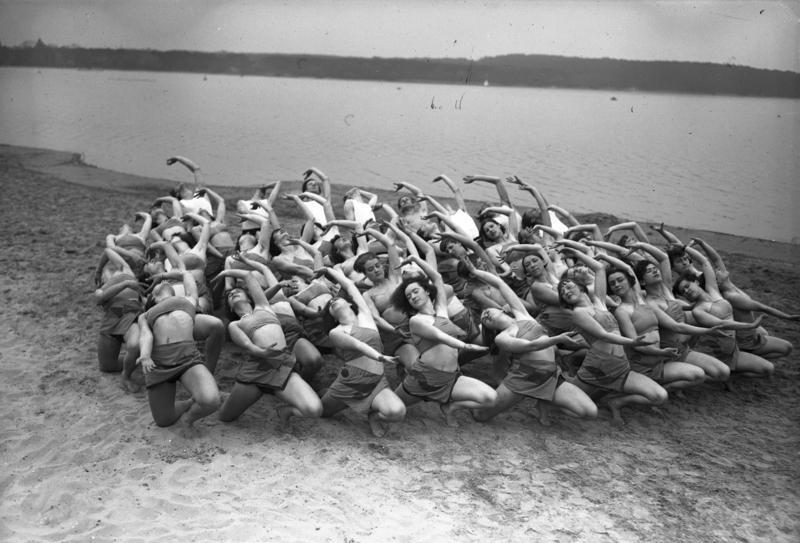
Dansa expressionista de Laban
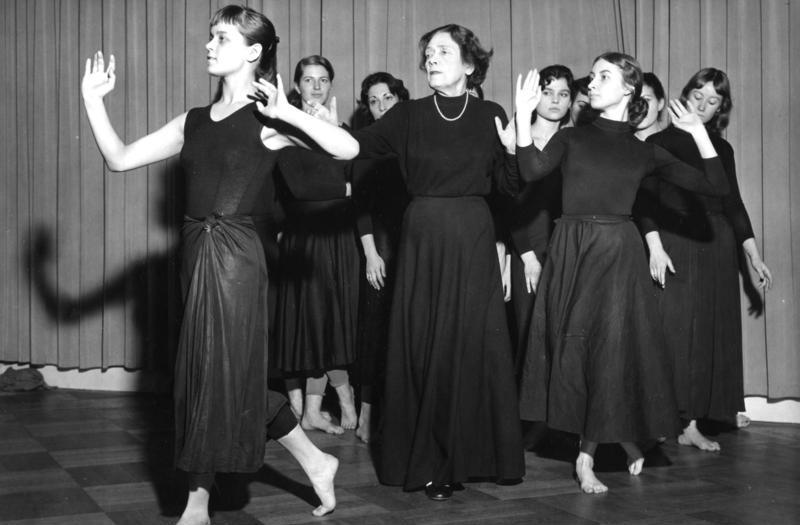
Classe de dansa expressionista amb Mary Wigman

## Cinema

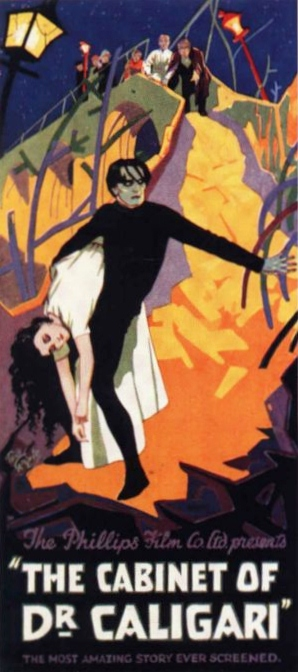
Poster dEl gabinet del Dr. Caligari (1919), de Robert Wiene

L'expressionisme no arribà al cinema fins passada la Primera Guerra Mundial, quan ja pràcticament havia desaparegut com a corrent artístic, i fou substituïda per la Nova objectivitat. Amb tot, l'expressivitat emocional i la distorsió formal de l'expressionisme van tenir una perfecta traducció al llenguatge cinematogràfic, sobretot gràcies a l'aportació realitzada pel teatre expressionista, les innovacions escèniques del qual foren adaptades amb gran èxit al cinema. El cinema expressionista passà per diverses etapes: de l'expressionisme pur –anomenat de vegades caligarisme– es passà a un cert neoromanticisme (Murnau), i d'aquest al realisme crític (Pabst, Siodmak, Lupu Pick), per desembocar al sincretisme de Lang i al naturalisme idealista del Kammerspielfilm. Entre els principals directors expressionistes, caldria destacar Leopold Jessner, Robert Wiene, Paul Wegener, Friedrich Wilhelm Murnau, Fritz Lang, Georg Wilhelm Pabst, Paul Leni, Josef von Sternberg, Ernst Lubitsch, Lupu Pick, Robert Siodmak, Arthur Robison i Ewald André Dupont.
El cinema expressionista va imposar a la pantalla un estil subjectivista que oferia en imatges una deformació expressiva de la realitat, traduïda en termes dramàtics mitjançant la distorsió de decorats, maquillatges, etc., i la consegüent recreació d'atmosferes terrorífiques o, almenys, inquietants. El cinema expressionista es caracteritzà per la seva recurrència al simbolisme de les formes, deliberadament distorsionades amb el suport dels distints elements plàstics. L'estètica expressionista prengué els temes de gèneres com la fantasia i el terror, reflex moral del neguitós desequilibri social i polític que agità la República de Weimar aquells anys. Amb forta influència del romanticisme, el cinema expressionista reflectí una visió de l'individu característica de l'ànima «fàustica» alemanya: mostrava la naturalesa dual humana, la seva fascinació pel mal, la fatalitat de la vida subjecta a la força del destí. Es pot assenyalar com a finalitat del cinema expressionista la voluntat de traduir simbòlicament, mitjançant línies, formes o volums, la mentalitat dels personatges, el seu estat d'ànim, les seves intencions, de tal manera que la decoració aparegui com la traducció plàstica del seu drama. Aquest simbolisme suscitava reaccions psíquiques més o menys conscients que orientaven l'esperit de l'espectador.
El cinema alemany tenia una important indústria des de finals del segle xix. Hamburg va ser la seu de la primera Exposició Internacional de la Indústria Cinematogràfica el 1908. Amb tot, abans de la guerra, el nivell artístic de les seves produccions era més aviat baix, amb produccions de signe genèric orientades al consum familiar, adscrites a l'ambient burgès i conservador de la societat guillermina. Tan sols a partir del 1913 començaren a realitzar-se produccions de major relleu artístic, amb una major utilització d'exteriors i millors decorats, desenvolupant-se la il·luminació i el muntatge. Durant la guerra, es potencià la producció nacional, amb obres tant de gènere com d'autor, i en destacà l'obra de Paul Wegener, iniciador del cinema fantàstic, gènere habitualment considerat el més típicament expressionista. El 1917 es creà per ordre de Hindenburg –seguint una idea del general Ludendorff – l'UFA (Universum Film Aktien Gesellschaft), amb el suport del Deutsche Bank i la indústria alemanya, per promocionar el cinema alemany fora de les seves fronteres. El segell UFA es caracteritzà per una sèrie d'innovacions tècniques, com la il·luminació focal, els efectes especials –com la sobreimpressió–, els moviments de càmera –com la «càmera desencadenada»–, el disseny de decorats, etc. Era un cinema d'estudi, amb un marcat pes de la preproducció, que assegurava el control del director sobre tots els elements que incorrien en la pel·lícula. D'altra banda, el muntatge lent i pausat o les el·lipsis temporals creaven una sensació de subjectivitat, d'introspecció psicològica i emocional.
Les primeres obres del cinema expressionista es nodriren de llegendes i antigues narracions de caràcter fantàstic i misteriós, sinó terrorífic i al·lucinant: Der Student von Prag (Paul Wegener i Stellan Rye, 1913), sobre un jove que ven la seva imatge reflectida als miralls, basada en el Peter Schlemihl de Chamisso; Der Golem (Paul Wegener i Henrik Galeen, 1914), sobre un home de fang creat per un rabí jueu; Homunculus (Otto Rippert, 1916), precursora dels contrastos en blanc i negre, els jocs de llum i ombra. El gabinet del Dr. Caligari (Robert Wiene, 1919), sobre una sèrie d'assassinats comesos per un somnàmbul, es convertí en l'obra mestra del cinema expressionista, per la recreació d'un ambient opressiu i neguitós, amb decorats d'aspecte estranyament cantellut i geomètric –parets inclinades, finestres en forma de fletxa, portes cuneïformes, xemeneies obliqües–, il·luminació d'efectes dramàtics –inspirada en el teatre de Max Reinhardt–, i maquillatge i vestuari que emfasitzen l'aire misteriós que envolta tota la pel·lícula.
Paradoxalment, Caligari fou més el final d'un procés que no pas l'inici d'un cinema expressionista, ja que el seu caràcter experimental era difícilment assimilable per una indústria que cercava productes més comercials. Les produccions posteriors continuaren en major o menor mesura la base argumental de Caligari, amb històries generalment basades en conflictes familiars i una narració efectuada amb flashbacks, i un muntatge oblic i anacrònic, especulatiu, fent que l'espectador interpreti la història; en canvi, van perdre l'esperit artístic de Caligari, la seva revolucionària escenografia, la seva expressivitat visual, a favor d'un major naturalisme i plasmació més objectiva de la realitat.
Al primer expressionisme, de caràcter teatral –l'anomenat caligarisme–, succeí un nou cinema –el de Lang, Murnau, Wegener, etc.– que s'inspirava més en el romanticisme fantàstic, abandonant l'expressionisme literari o pictòric. Aquests autors cercaven una aplicació directa de l'expressionisme al film, deixant els decorats artificials i inspirant-se més en la natura. Així sorgí el Kammerspielfilm, orientat cap a un estudi naturalista i psicològic de la realitat quotidiana, amb personatges normals, però prenent de l'expressionisme la simbologia dels objectes i l'estilització dramàtica. El Kammerspielfim es basava en un realisme poètic, aplicant a una realitat imaginària un simbolisme que permetés assolir el sentit d'aquesta realitat. La seva estètica es basava en un respecte, encara que no total, de les unitats de temps, lloc i acció, en una gran linealitat i simplicitat argumental, que feia innecessària la inserció de rètols explicatius, i en la sobrietat interpretativa. La simplicitat dramàtica i el respecte a les unitats permetien crear unes atmosferes tancades i opressives, en què es mourien els protagonistes.
Als anys 1920 es produïren els principals èxits del cinema expressionista alemany: Anna Boleyn (Lubitsch, 1920), Der Müde Tod (Lang, 1921), Nosferatu (Murnau, 1922), Dr. Mabuse, der Spieler (Lang, 1922), Schatten - Eine nächtliche Halluzination (Robison, 1923), Sylvester (Pick, 1923), Els nibelungs (Lang, 1923-1924), Das Wachsfigurenkabinett (Leni, 1924), Orlacs Hände (Wiene, 1924), Der letzte Mann (Murnau, 1924), El carrer de la tristesa (Pabst, 1925), Herr Tartüff (Murnau, 1925), Varieté (Dupont, 1925), Faust, eine deutsche Volkssage (Murnau, 1926), Die Liebe der Jeanne Ney (Pabst, 1927), Metropolis (Lang, 1927), Lulú, la caixa de Pandora (Pabst, 1929), Der blaue Engel (Sternberg, 1930), M, un assassí entre nosaltres (Lang, 1931), etc.
Des del 1927, coincidint amb la introducció del cinema sonor, un canvi de direcció a l'UFA comportà una nova ruta per al cinema alemany, de caràcter més comercial, intentant imitar l'èxit aconseguit pel cinema americà produït a Hollywood. Llavors la majoria de directors s'havien establert a Hollywood o Londres, cosa que comportà la fi del cinema expressionista com a tal, substituït per un cinema cada cop més germanista que aviat fou instrument de propaganda del règim nazi. Malgrat tot, l'estètica expressionista s'incorporà al cinema modern amb l'obra de directors com Carl Theodor Dreyer, Carol Reed, Orson Welles i Andrzej Wajda.
Per a la creació d'espais tenebrosos basats en la deformació de l'espai i el contrast entre llums i ombres, els directors expressionistes alemanys utilitzaven moltes vegades decorats inclús quan volien representar escenes en l'exterior, ja que els permetien deformar-lo de manera que els fos més fàcil reconduir la mirada de l'espectador cap al centre de l'acció. Fritz Lang afirmava que en el moment que l'espectador es posa a mirar un altre objecte al fons de la imatge, llavors ja ha perdut el seu públic. És per això que aquests decorats, a part de ser molt limitats (degut a la immobilitat de la càmera) s'il·luminaven de forma artificial per a formar les característiques ombres de l'expressionisme, sempre molt dures. Fins i tot, quan la il·luminació no donava per més, aquest es dedicaven a pintar les ombres en el decorat, simulant com si vinguessin creades per la mateixa llum del focus.

## Fotografia

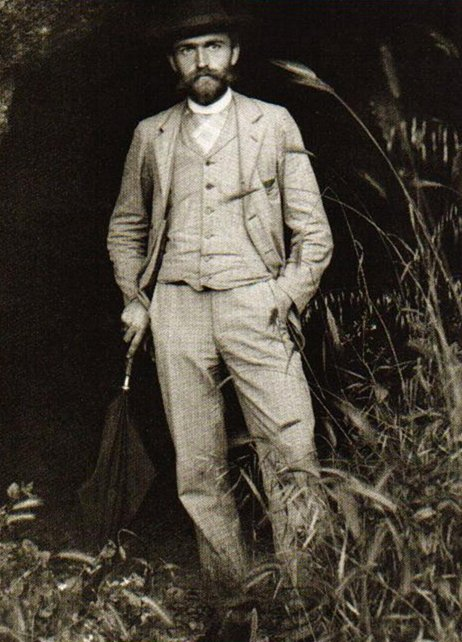
Karl Blossfeldt

La fotografia expressionista es desenvolupà principalment durant la República de Weimar, i constituí un dels principals focus de la fotografia europea d'avantguarda. La nova societat alemanya de postguerra, pel seu afany quasi utòpic de regenerar el país després dels desastres de la guerra, va recórrer a una tècnica relativament nova com la fotografia per trencar amb la tradició burgesa i construir un nou model social basat en la col·laboració entre classes socials. La fotografia dels anys 1920 fou hereva dels fotomuntatges antibel·licistes creats pels dadaistes durant la guerra, i també va aprofitar l'experiència de fotògrafs procedents de l'est que van arribar a Alemanya després de la guerra, cosa que portaria a l'elaboració d'un tipus de fotografia de gran qualitat, tant tècnica com artística.
Tanmateix, en paral·lel a la Nova objectivitat sorgida després de la guerra, la fotografia es convertí en un mitjà privilegiat de captar la realitat sense embuts, sense manipulació, conjugant l'estètica amb la precisió documental. Els fotògrafs alemanys crearen un tipus de fotografia basada en la nitidesa de la imatge i la utilització de la llum com a mitjà expressiu, modelant les formes i destacant les textures. Aquest tipus de fotografia tingué una important ressonància internacional, generant moviments paral·lels com la photographie pure francesa i la straight photography estatunidenca. Cal remarcar el gran auge durant aquesta època de la premsa gràfica i les publicacions, tant de revistes com de llibres il·lustrats. La conjunció de fotografia i tipografia portà a la creació de l'anomenada foto tipus, amb un disseny racionalista inspirat en la Bauhaus. També cobrà importància la publicació de llibres i revistes especialitzats en fotografia i disseny gràfic, com Der Querschnitt, Gebrauchsgraphik i Das Deutsche Lichtbild, així com les exposicions, com la gran mostra Film und Foto, efectuada el 1929 a Stuttgart per iniciativa del Deutscher Werkbund, de la qual sorgí l'assaig de Franz Roh Foto-Ull (Foto-auge).
El més destacat fotògraf expressionista fou sense dubte August Sander: estudiant de pintura, es passà a la fotografia, i obrí un estudi de retrat a Colònia. Es dedicà principalment al retrat, creant un projecte quasi enciclopèdic que pretenia catalogar de forma objectiva l'alemany de la República de Weimar, retratant personatges de qualsevol estament social, partint de la premissa que l'individu és fruit de les circumstàncies històriques. El 1929 aparegué el primer volum d'El rostre del nostre temps (Antlitz der Zeit), del qual no sorgiren més en ser vetat pels nazis, als qui no agradava la imatge d'Alemanya captada per Sander, a qui van destruir 40.000 negatius. Els retrats de Sander eren freds, objectius, científics, desapassionats, però per aquest motiu resultaven d'una gran eloqüència personal, remarcant-ne la individualitat.
Altres destacats fotògrafs foren: Karl Blossfeldt, professor de forja en una escola d'arts aplicades, el 1890 s'inicià en la fotografia principalment per obtenir models per als seus treballs en metall, especialitzant-se en fotografia de vegetals, recopilant el seu treball el 1928 amb el títol Formes originals de l'art (Urformen der Kunst). Albert Renger-Patzsch estudià química a Dresden, i s'inicià en la fotografia, de què donà classes a la Folkwangschule d'Essen. S'especialitzà en fotografia publicitària, i publicà diversos llibres sobre el món tècnic i industrial: el 1927 publicà Die Halligen, sobre paisatges i gents de l'illa de Frísia oriental, i el 1928 El món és bell (Die Welt ist schön). Hans Finsler, especialitzat en natures mortes, estudià arquitectura i història de l'art, i fou professor a Halle de 1922 a 1932. Creà a Zúric el departament fotogràfic de la Kunst Gewerbeschule, on es van formar nombrosos fotògrafs, com Werner Bischof i René Burri. Werner Mantz estudià a la Bayerische Staatslehranstalt für Photographie de Múnic, i s'especialitzà en fotografia d'arquitectura, il·lustrant les principals construccions del racionalisme. Entre 1937 i 1938 retratà de manera magistral el món dels minaires a Maastricht. Willi Zielke, d'origen polonès, estudià fotografia a Múnic. Es dedicà principalment a l'evolució social i industrial d'Alemanya, i rodà un documental sobre l'atur obrer (Arbeitlos, 1932), que fou prohibit pels nazis.